# Bête du Gévaudan
Pour les articles homonymes, voir La Bête du Gévaudan.
La bête du Gévaudan est le surnom d'un ou plusieurs canidés ayant commis des attaques contre des humains en France entre le 30 juin 1764 et le 19 juin 1767. Le plus souvent mortelles, ces agressions (entre 88 et 124 selon certaines sources) ont surtout lieu dans le nord de l'ancien pays du Gévaudan, région d'élevage correspondant globalement à l'actuel département de la Lozère. Quelques cas sont signalés dans le sud de l'Auvergne, le nord du Vivarais, le Rouergue et le sud du Velay.
Le royaume compte alors quelque 20 000 loups mais le drame du Gévaudan intervient opportunément pour la presse, en mal de ventes après la guerre de Sept Ans. Ainsi, le Courrier d'Avignon puis La Gazette de France et les gazettes internationales s'emparent de l'affaire et, en quelques mois, publient en feuilleton des centaines d'articles. Dépassant rapidement le fait divers, la Bête du Gévaudan mobilise de nombreuses troupes militaires et donne naissance à toutes sortes de rumeurs et croyances à l'époque, tant sur sa nature — perçue tour à tour par les contemporains comme un loup, un animal exotique, voire un « sorcier » capable de charmer les balles — que sur les raisons qui la poussent à s'attaquer aux populations, l'évêque de Mende énonçant alors un « châtiment divin ».
Parmi les nombreux animaux abattus alors, deux canidés sont soupçonnés d'être la Bête. Le premier est un grand loup tué en septembre 1765 par François Antoine, le porte-arquebuse de Louis XV, sur le domaine de l'abbaye royale des Chazes. Une fois l'animal empaillé et exhibé à Versailles, les journaux et la Cour se désintéressent de l'affaire mais les ravages reprennent quelque temps après. Le 19 juin 1767, à La Besseyre-Saint-Mary, le paysan Jean Chastel abat le second animal, identifié comme un loup ou un canidé ressemblant partiellement à un loup. Passé cette date, plus aucune attaque mortelle n'est signalée dans la province.
La majorité des historiens explique les prédations de la bête par la présence de plusieurs loups devenus anthropophages. Ce phénomène, peu commun mais marquant, est observé à plusieurs reprises lorsque des « bêtes dévorantes » adoptent un comportement déviant similaire à celui de la bête du Gévaudan, en ciblant exclusivement les êtres humains selon des modalités spécifiques d'attaque et de consommation des victimes (bête de l'Auxerrois entre 1732 et 1734, bête de Primarette entre 1747 et 1752, bête du Lyonnais entre 1754 et 1756, bête des Cévennes entre 1809 et 1817). De tels cas s'inscrivent dans le contexte global des centaines d'attaques attribuées majoritairement aux « loups carnassiers » en France depuis la fin du Moyen Âge jusqu'au XIXe siècle,.
En dépit de ce consensus historique, l'identité biologique des canidés responsables des attaques en Gévaudan fait toujours l'objet de débats, parfois avivés par les controverses sur la dangerosité de Canis lupus et les polémiques suscitées par la réapparition du loup gris en France après son éradication du territoire national au XXe siècle.
Certains essayistes « lycophiles » publient régulièrement des essais pour défendre « l'innocence » des loups et incriminer de préférence l'être humain. Considérée comme saugrenue par les historiens, cette théorie est inspirée notamment par les romans respectifs de l'angliciste Abel Chevalley et du folkloriste Henri Pourrat. Ces deux écrivains imaginent des meurtres commis par Antoine Chastel (fils du tueur de la Bête), paysan dépeint sous leur plume en aliéné mental castré et à demi-sauvage, dressant clandestinement des bêtes féroces. Conformément à ces modèles littéraires, les auteurs « lycophiles » en viennent à décrire le comte de Morangiès comme un gentilhomme sadique formant un duo de tueurs en série avec son complice roturier Antoine Chastel, dompteur d'une bête conditionnée pour tuer femmes et enfants. Aucun document ne corrobore l'hypothèse d'une telle implication criminelle, popularisée par diverses œuvres de fiction qui exploitent ce canevas.
L'histoire de la Bête du Gévaudan nourrit le théâtre, la littérature, la bande dessinée, le jeu vidéo, le jeu de société ainsi que le cinéma et la télévision. En Lozère et en Haute-Loire, plusieurs sites touristiques entretiennent la légende.

## Histoire

### Les premières attaques

#### Avant le Gévaudan?
En 1763, une série d'attaques est recensée du côté du Dauphiné. On parle d'un animal « de la taille d’un très gros loup, couleur de café brûlé un peu clair, ayant une barre un peu noire sur le dos, le ventre d’un blanc sale, la tête fort grosse et [rebondie ?], une espèce de bourre qui forme une houppe sur la tête et à côté des oreilles, la queue couverte de poil comme celle d’un loup ordinaire mais plus longue et la portant retroussée au bout ». Vers la fin du mois d'octobre, la bête traverse un troupeau de moutons pour se jeter sur un petit berger âgé de quatorze ans, délivré par sa camarade. Les attaques et la description de l'animal présentant de nombreux points communs avec la Bête du Gévaudan, certains auteurs tel Jean-Claude Bourret avancent l'hypothèse qu'il s'agit du même animal.

#### Les premiers cas au Gévaudan

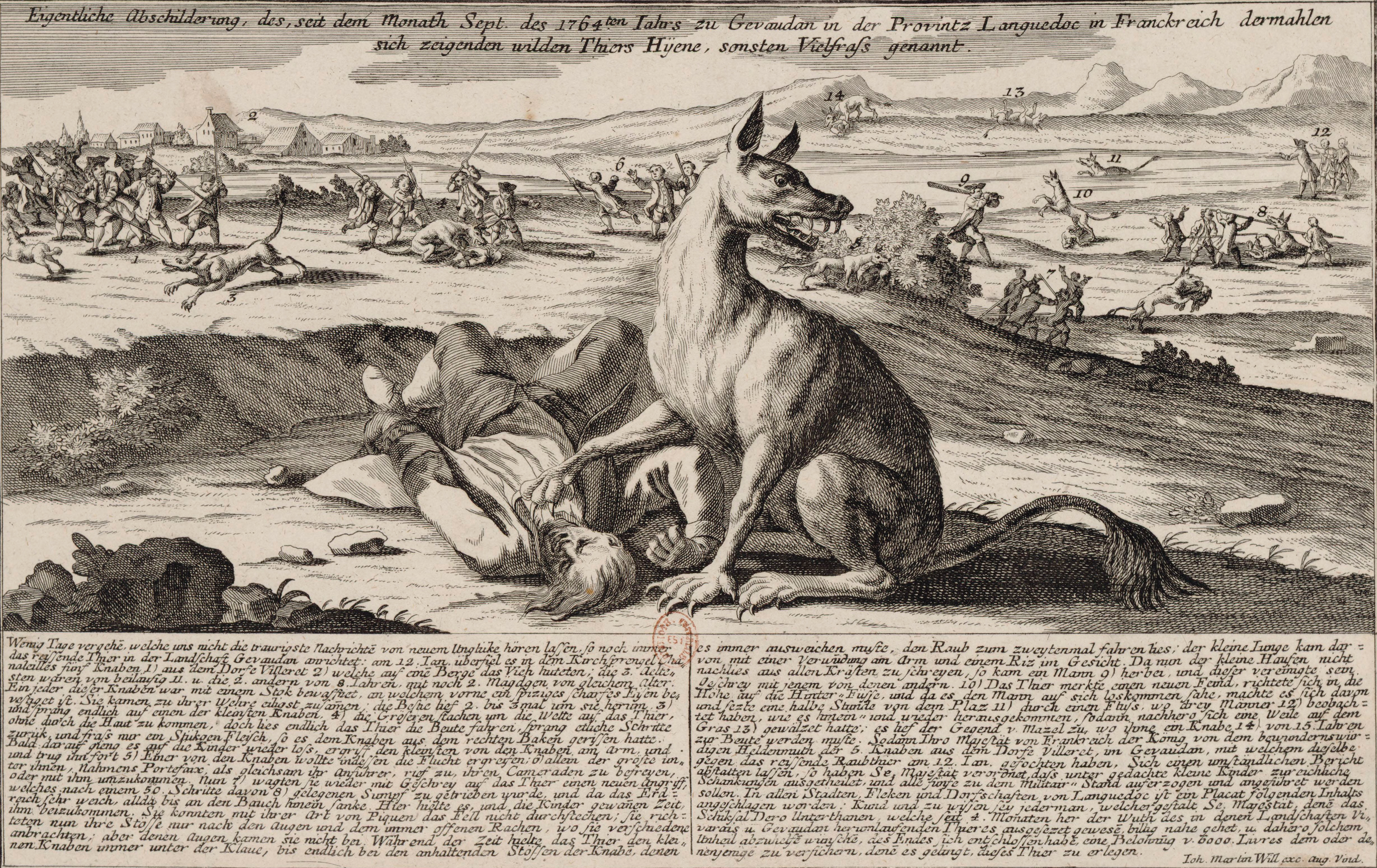
Gravure allemande au moment des événements.

En juin 1764, au début de l'été, une vachère habitant tout près de Langogne rentre au village en affirmant avoir été attaquée par « une bête ». Elle s'en tire sans autre mal que des habits déchirés, après avoir été défendue par ses bœufs. Le 30 du même mois, Jeanne Boulet, âgée de quatorze ans, est tuée près de Langogne au village des Hubacs, dans la paroisse de Saint-Étienne-de-Lugdarès, en Vivarais. C'est la première victime officielle de la Bête. Le 1er juillet 1764, la victime est enterrée « sans sacrements » car elle n'a pu se confesser avant sa mort. Toutefois, l'acte de sépulture précise qu'elle fut tuée par « la bette féroce », ce qui suggère qu'elle n'est pas la première victime mais seulement la première déclarée. En outre, l'acte s'insère entre deux autres datés respectivement des 13 juin et 18 septembre, comme s'il avait été initialement omis. Mais l'ordre chronologique semble déficient : l'acte qui suit celui du 18 septembre date du 7 du même mois - à moins d'une erreur de transcription pour octobre car l'acte immédiatement postérieur est du 17 octobre. Dans tous les cas, ces inexactitudes répétées traduisent négligence et défaut d'attention.
Une deuxième victime est rapportée le 8 août. Âgée de 14 ans, elle habite au hameau de Masméjean, paroisse de Puy-Laurent. Ces deux victimes sont tuées dans la vallée de l'Allier.
Dès la fin du mois d'août et au cours du mois de septembre, d'autres victimes sont recensées dans la forêt de Mercoire ou ses alentours.
Étienne Lafont, syndic du diocèse de Mende, réside à Marvejols en cette fin du mois d'août. Depuis cette paroisse, il envoie des chasseurs de Mende, dirigés par le sieur Mercier, pour seconder les battues qui s'organisent. Cependant, Lafont se rend vite compte que ces opérations sont insuffisantes. Il en avertit Monsieur de Saint-Priest, intendant du Languedoc, et Jean-Baptiste de Marin, comte de Moncan. Ce dernier est le commandant en second du Languedoc en tant que suppléant du comte d'Eu, gouverneur de la province.

### Duhamel et les soldats de la Légion de Clermont-Prince
Au début de l'automne, la Bête se manifeste aux confins de la Margeride et de l'Aubrac. Le 7 octobre, une jeune fille est tuée au village d'Apcher, sur la paroisse de Prunières ; sa tête n'aurait été retrouvée que huit jours plus tard. Le lendemain, un garçon vacher est attaqué à proximité de La Fage-Montivernoux. Ce même jour, la Bête attaque un autre vacher entre Prinsuéjols et le château de la Baume, propriété du comte de Peyre. Cependant, le jeune garçon se réfugie parmi ses vaches, qui parviennent à repousser la Bête. Peu de temps après, des chasseurs qui sortent d'un bois avoisinant aperçoivent la Bête qui rôde encore autour du garçon. Deux de ces chasseurs tirent et touchent la Bête qui, par deux fois, tombe puis se relève. Elle s'enfuit dans un bois et personne n'arrive à la rattraper. La battue organisée le lendemain se solde par un échec. Deux paysans affirment avoir vu l'animal sortir en boitant durant la nuit. Pour la première fois, la Bête a été blessée. C'est pendant ce mois d'octobre 1764 qu'elle perpètre ses attaques les plus méridionales, notamment celle qui coûte la vie à Marie Solinhac au Brouilhet, sur la paroisse des Hermaux.

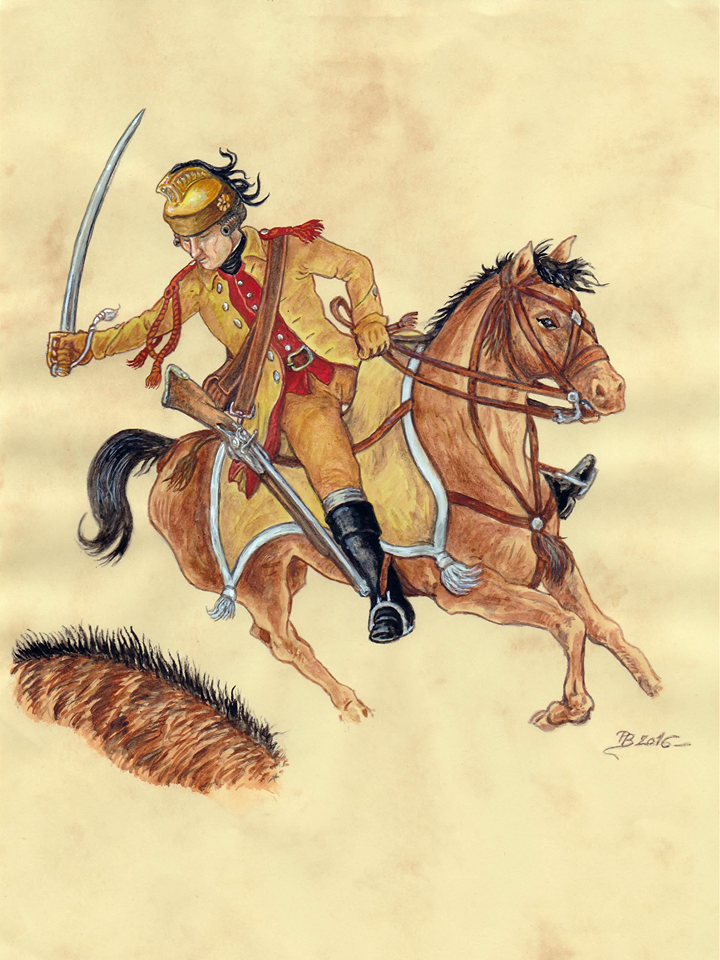
Un cavalier détaché de la Légion de Clermont-Prince tente de sabrer la Bête. D'inspiration germanique, son sabre avec une monture à la hongroise se distingue du modèle français. Illustration de Patrick Berthelot.

Le 14 octobre 1764, le comte de Moncan ordonne « aux commandants des troupes, des maréchaussées, et aux maires, consuls et habitants du Vivarais et du Gévaudan, Velay et des Cévennes » de fournir au capitaine Duhamel « toute la main-forte nécessaire, et même de concourir avec lui pour parvenir à détruire le monstre ou léopard qui rôde depuis quelque temps dans les montagnes du Vivarais et du Gévaudan »,,.
Natif d'Amiens, issu de la noblesse provinciale, Jean-Baptiste-Louis-François Boulanger, sieur Du Hamel (ou Duhamel), est âgé de 32 ans à l'époque. Depuis 1760, il est capitaine aide-major au sein du régiment de Clermont-Prince, un corps de troupes légères créé à Liège en 1758 à l'initiative de Louis de Bourbon-Condé, comte de Clermont-en-Argonne et prince du sang, pour opérer des missions tactiques de reconnaissance et de harcèlement des troupes ennemies durant la guerre de Sept Ans. Connue à l'origine sous le nom de régiment des « Volontaires de Clermont-Prince », cette unité militaire est alors composée majoritairement de Liégeois, volontaires étrangers provenant du Saint-Empire romain germanique et encadrés par des officiers français ou étrangers aux fins de la « petite guerre ». À l'issue du conflit, le régiment des Volontaires de Clermont-Prince est réorganisé et renommé « Légion de Clermont-Prince » par une ordonnance royale du 1er mars 1763. Dès lors réduit à un état-major de cinq officiers encadrant 240 soldats répartis en une compagnie de grenadiers, quatre compagnies de fusiliers et quatre compagnies de cavaliers, ce corps de troupe conserve une composition « mixte » ainsi que son statut de régiment princier dépendant du comte de Clermont-en-Argonne, son fondateur et colonel-propriétaire. De fait, la Légion de Clermont-Prince ne doit pas être confondue avec l'un des dix-sept régiments de dragons royaux, unités militaires distinctes dont les soldats n'ont jamais été envoyés dans le Gévaudan pour traquer la Bête,,.
Sur autorisation du comte de Moncan, le capitaine Duhamel est en mesure de réquisitionner des soldats aguerris et habiles au tir parmi les compagnies de cavaliers du régiment de Clermont-Prince. Celles-ci sont toutes quatre casernées dans le Languedoc, respectivement à Langogne et Pradelles, avant le début de l'affaire de la Bête. Accompagné de son ordonnance, Duhamel forme ainsi un petit détachement de 56 militaires — 39 à pied et 17 à cheval —, troupe légère d'élite en mesure de s'adapter aux terrains difficiles du Gévaudan. Coiffés d'un casque de cuivre, armés d'un sabre et d'une carabine à canon rayé, les soldats de Duhamel ne reçoivent leur uniforme neuf, pourtant réglementé par l'ordonnance du 1er mars 1763, qu'aux débuts de leur opération cynégétique en novembre 1764 ; ils portent dorénavant, par-dessus un gilet rouge, une livrée ventre de biche aux couleurs de la maison de Condé,.
Profitant d'une accalmie lors des tempêtes de neige qui balaient la région, le capitaine Duhamel et ses hommes quittent Langogne et passent par Mende, où ils sont reçus par l'évêque Gabriel-Florent de Choiseul-Beaupré le 3 novembre. Le détachement repart le lendemain pour gagner Saint-Chély-d'Apcher le 5 novembre,. Duhamel loge chez l'aubergiste Grassal tandis que sa troupe s'installe chez l'habitant, suivant les lois relatives au logement des gens de guerre à l'époque. Mais ce n'est que le 11 novembre qu'ils peuvent effectuer leur première chasse, retardée par de fortes chutes de neige,. Vu le manque de résultat des chasses, les États de Languedoc se réunissent le 15 décembre. Ils promettent une prime de 2 000 livres à qui tuera la Bête. Cinq autres personnes meurent durant ce mois de décembre d'une attaque attribuée à l'animal,.

Le détachement de la Légion de Clermont-Prince (illustrations de Patrick Berthelot)
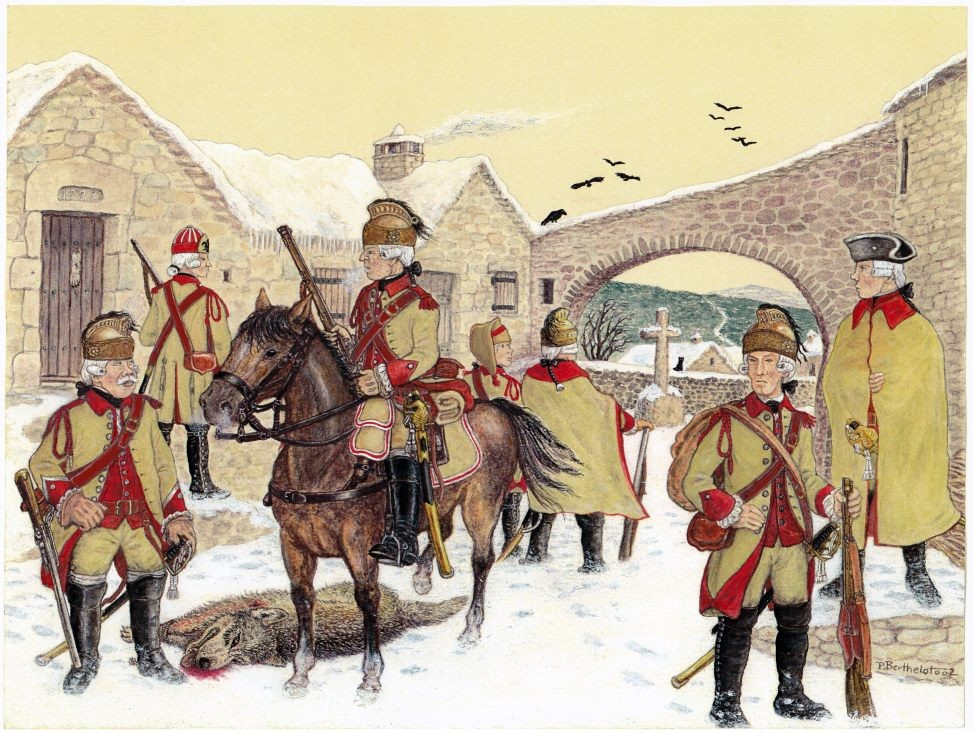
Soldats du détachement de la Légion de Clermont-Prince bivouaquant dans la cour d'une ferme durant l'hiver (fin 1764 - début 1765)[36],[37].
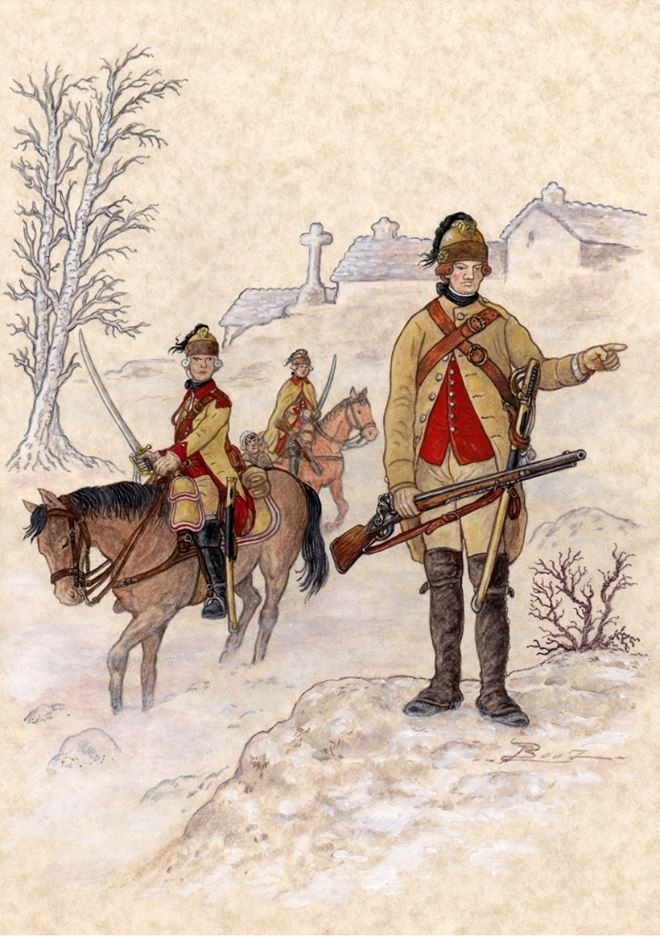
Les mêmes troupes légères, armées de sabres et de carabines à canon rayé, en patrouille au début de l'année 1765.
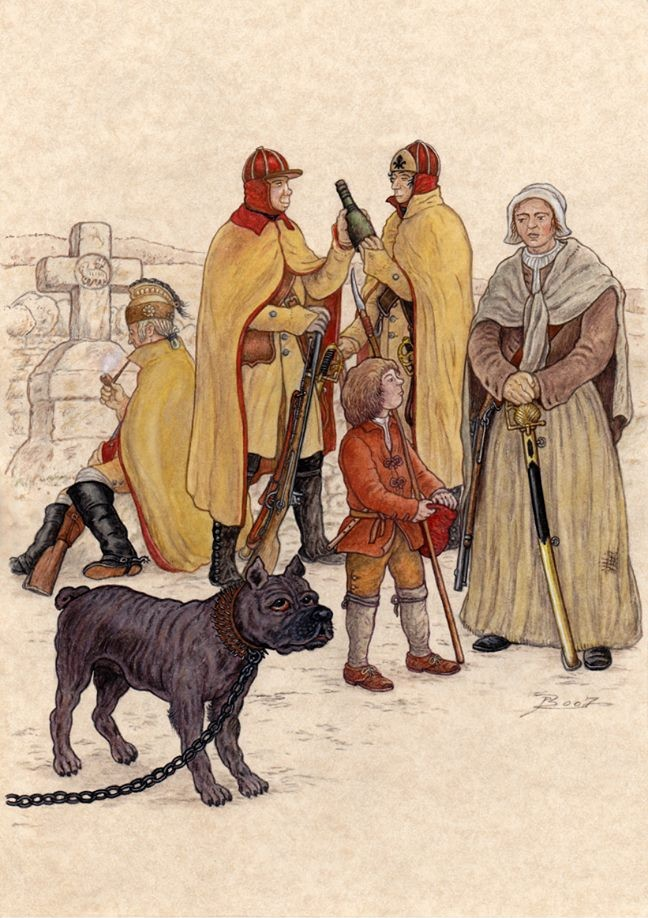
Guet à la Croix des Anglais près de Saint-Chély-d'Apcher, avec un dogue et un jeune berger. Le soldat de droite est déguisé en femme.

### Le «mandement de l'évêque de Mende»

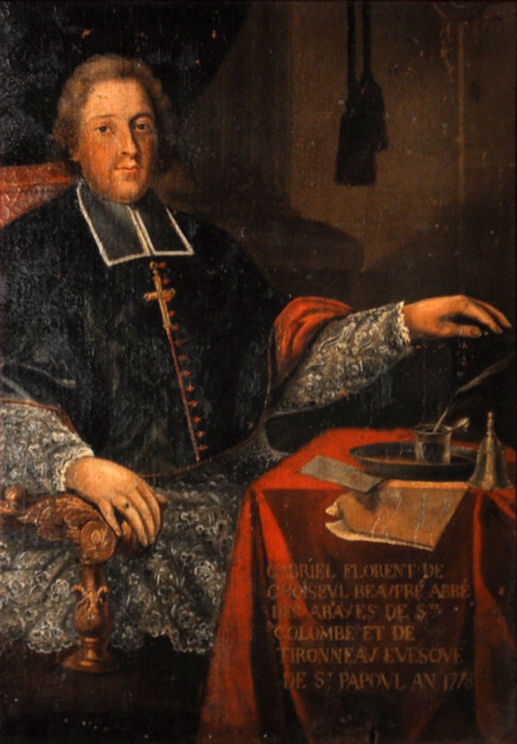
Gabriel-Florent de Choiseul-Beaupré, évêque de Mende et comte de Gévaudan.
Portrait conservé dans l'abbaye de Saint-Papoul.

Le 31 décembre 1764, l'évêque de Mende Gabriel-Florent de Choiseul-Beaupré, également comte de Gévaudan, lance un appel aux prières et à la pénitence. Cet appel est resté dans l'Histoire sous le nom de « mandement de l'évêque de Mende » . Tous les prêtres du diocèse doivent l'énoncer à leurs fidèles. Dans ce long texte, l'évêque qualifie la Bête de fléau envoyé par Dieu pour punir les hommes de leurs péchés. Il cite saint Augustin en évoquant la « justice de Dieu », ainsi que la Bible et les menaces divines proférées par Moïse : « j'armerai contre eux les dents des bêtes farouches ». À l'issue de ce mandement, des prières de quarante-heures seront récitées durant trois dimanches consécutifs.
Mais les supplications restent vaines et les massacres se poursuivent. Le 11 février 1765, sur la paroisse du Malzieu, on enterre une fillette « âgée d'environ douze ans qui avait été en partie dévorée le neuf du présent par une bête anthropophage qui ravage ce pays depuis près de trois mois ». En janvier et février 1765, les chasses de Duhamel s'avèrent infructueuses. Par ailleurs, les habitants se plaignent de ses soldats, accusés de ne payer ni logement ni nourriture et de détruire les récoltes.

### Jacques Portefaix

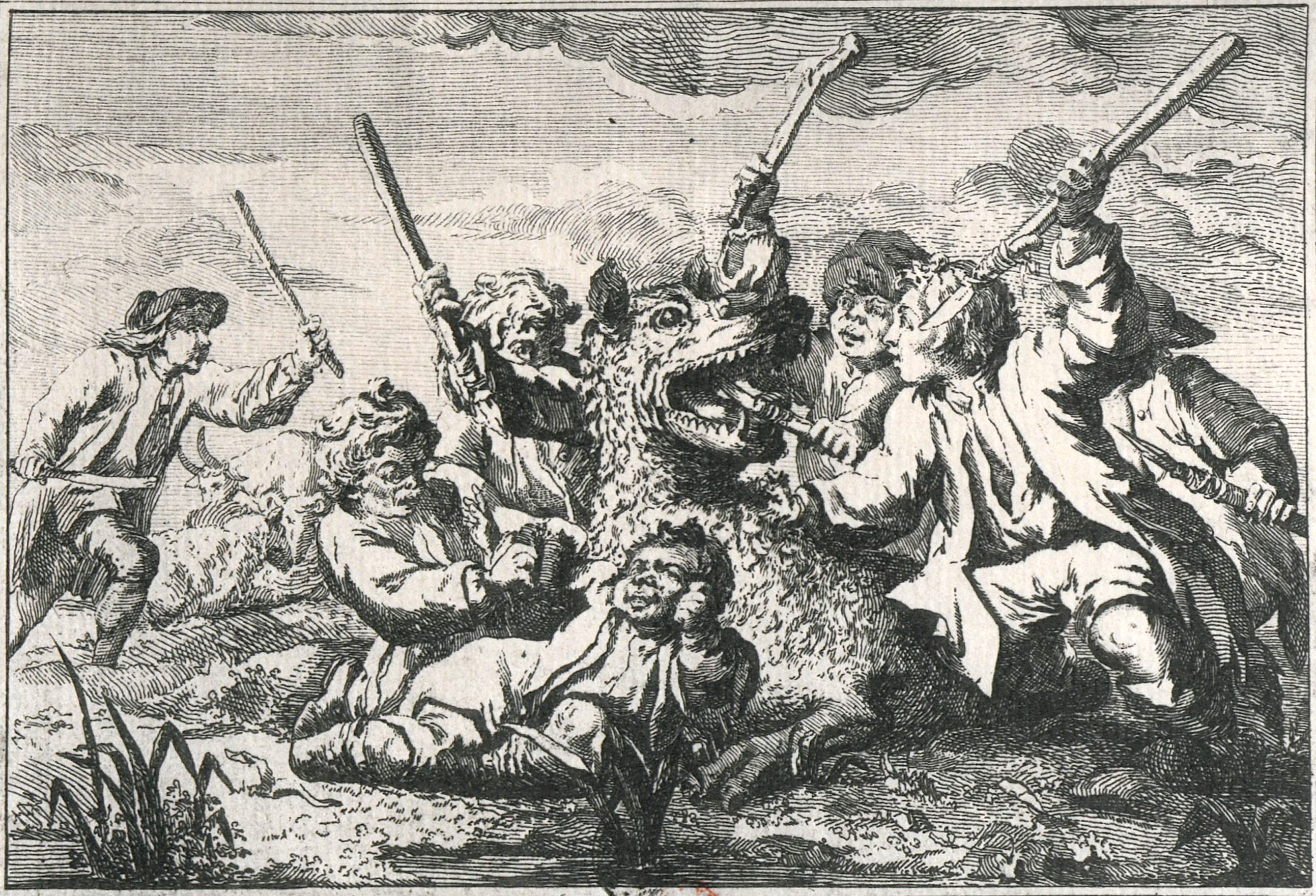
Illustration du combat de Jacques Portefaix et ses compagnons contre la Bête. L'un des enfants tient sa joue, en partie arrachée par l'animal. Paris, BnF, 1765.

Le 12 janvier, la Bête s'attaque à sept enfants du village du Villaret, sur la paroisse de Chanaleilles (Haute-Loire). Le combat qui l'oppose aux jeunes bergers et le courage dont ces derniers font preuve resteront dans les annales. Depuis l'apparition de la Bête, il est recommandé de ne pas envoyer seuls les enfants garder le bétail et les troupeaux sont souvent groupés. Au Villaret, c'est le cas de cinq garçons et deux filles âgés de huit à douze ans. La Bête les attaque en tournant autour d'eux car ils se sont regroupés pour se défendre. Elle dévore la joue d'un des plus jeunes garçons puis revient à la charge. Saisissant dans sa gueule le bras de Joseph Panafieu, elle emporte l'enfant. L'un de ses camarades suggère de prendre la fuite pendant que l'animal est occupé. Mais le jeune Jacques André Portefaix les incite à secourir leur compagnon. Ralentie par la nature du terrain, la Bête est rejointe par les enfants qui tentent de l'atteindre aux yeux avec les lames fixées sur leurs bâtons. Portefaix et ses amis parviennent à lui faire lâcher prise et la tiennent à distance. À l'arrivée d'un ou plusieurs hommes alertés par les cris, la Bête s'enfuit dans un bois voisin,.
Monsieur de Saint-Priest relate cet affrontement au conseiller du roi, Clément Charles François de L'Averdy. Pour le récompenser de son courage, le roi offre à Jacques Portefaix de payer son éducation. Le jeune garçon est né le 8 novembre 1752 à Chanaleilles. Le 16 avril 1765, il est admis chez les Frères de la Doctrine Chrétienne ou Frères Ignorantins, de Montpellier. Il y reste jusqu'en novembre 1770, date où il entre à l'école du Corps Royal d'artillerie. Il devient ensuite lieutenant, sous le nom de Jacques Villaret. Il meurt âgé de « 33 ans ou environ », le 14 août 1785 à Franconville.

### Les Vaumesle d'Enneval - Jeanne Jouve

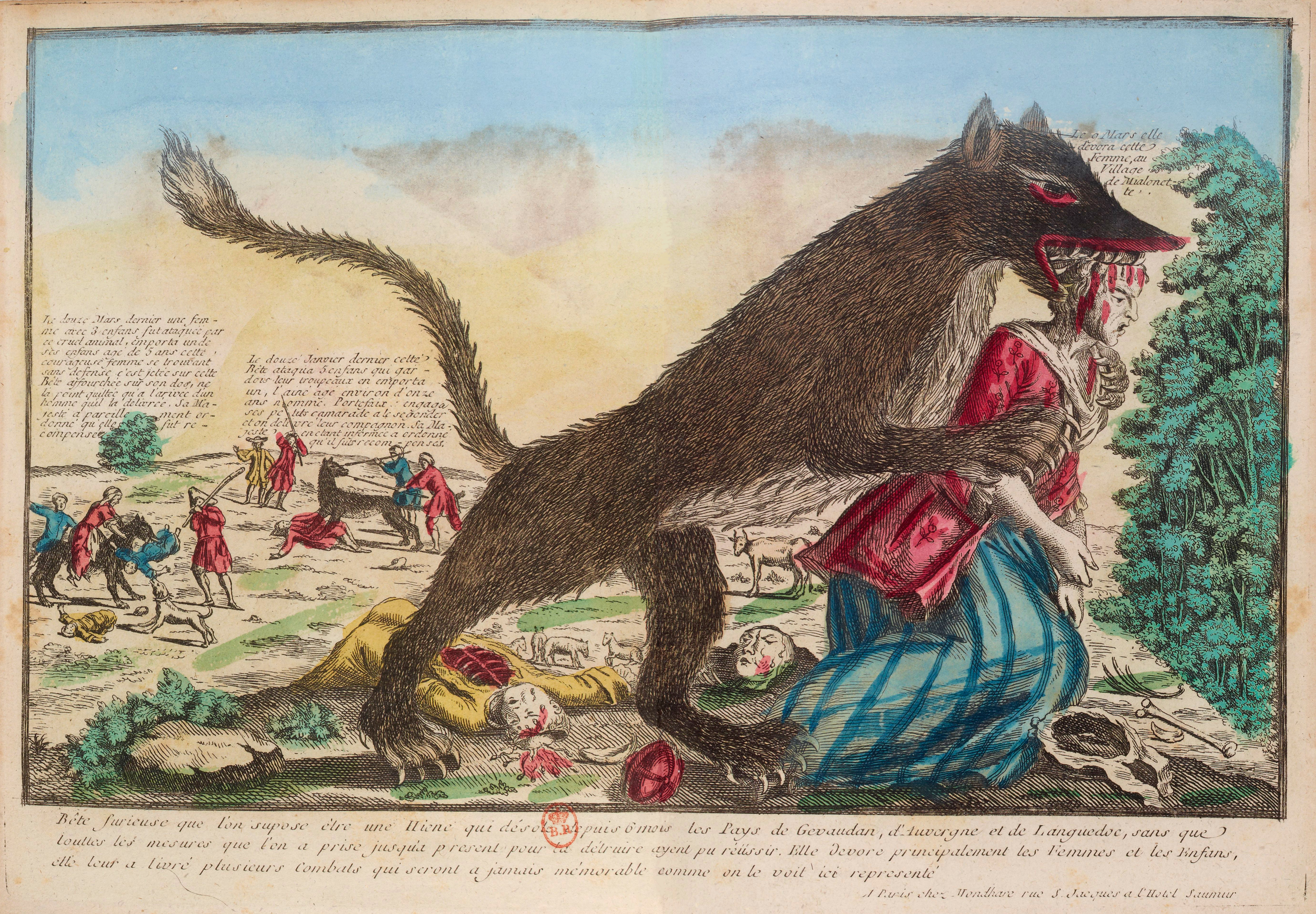
Représentation de la Bête furieuse que l'on suppose être une hyène.... Estampe coloriée, BnF, recueil Magné de Marolles, vers 1765.

Monsieur de L'Averdy envoie sur place un chasseur normand, le louvetier Jean-Charles-Marc-Antoine Vaumesle d'Enneval. Réputé meilleur chasseur de loups du royaume, il en aurait abattu plus de 3 000,. Le 17 février 1765, d'Enneval arrive à Clermont-Ferrand accompagné de son fils. Ils sont présentés à l'intendant d'Auvergne, Monsieur de Ballainvilliers. Le lendemain, ils sont à La Chapelle-Laurent et, le surlendemain, à Saint-Flour. Au début du mois de mars ils prennent place en Gévaudan.

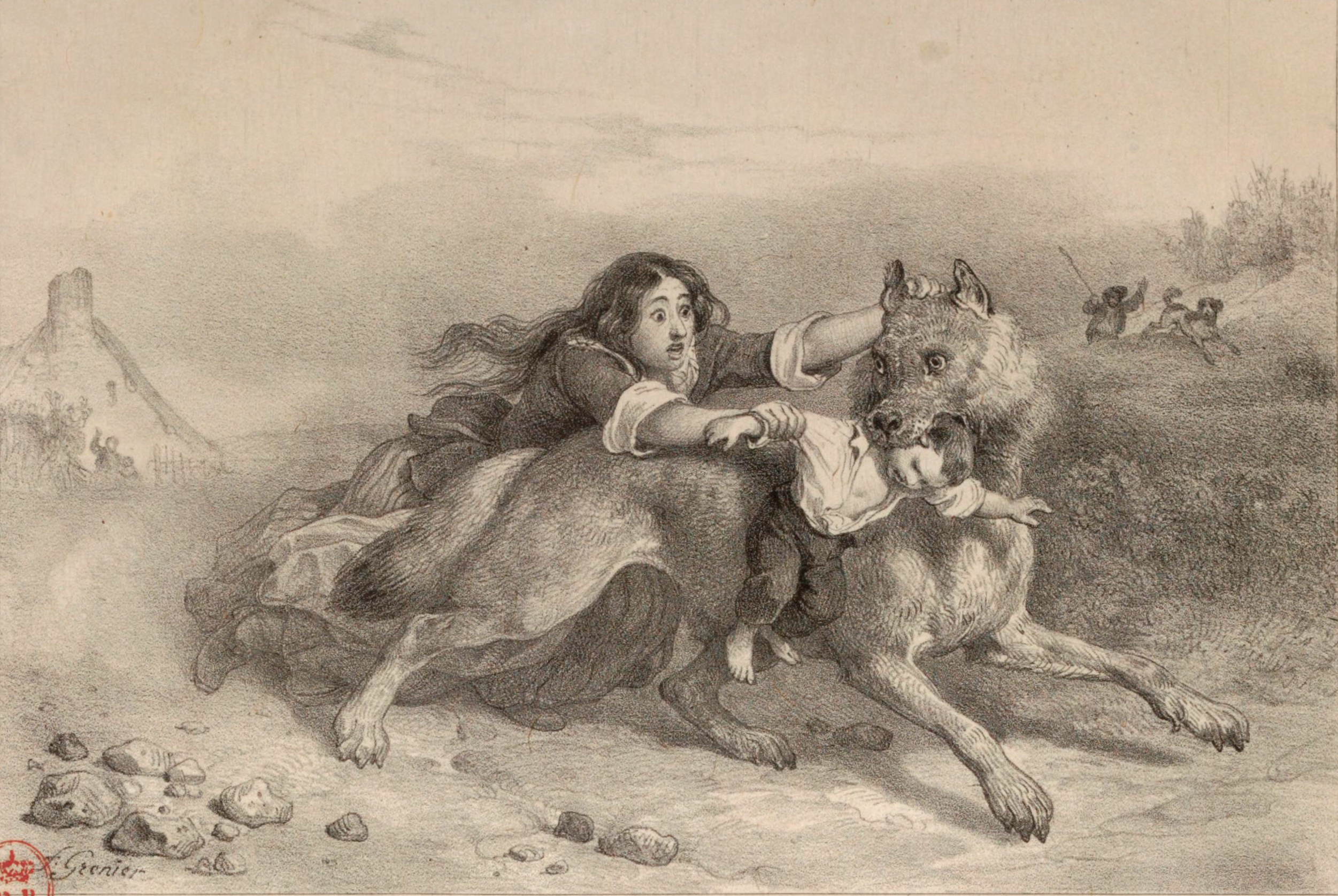
Le 14 mars 1765, Jeanne Jouve tente d'arracher son enfant des crocs de la Bête.
Représentation de l'époque romantique, fort postérieure aux faits.
Gravure de François Grenier de Saint-Martin, Journal des chasseurs, octobre 1839 - septembre 1840.

Le 14 mars vers midi, Jeanne Marlet, femme de Pierre Jouve, demeurant au mas de la Bessière sur la paroisse de Saint-Alban, se tient devant sa maison avec trois de ses enfants. Alertée par un bruit, elle s'aperçoit que sa fille de 9 ans vient d'être saisie par la Bête, surgie du sommet de la muraille. La fille Jouve tient le plus jeune des garçons, âgé de 14 mois environ. Jeanne Jouve se jette sur la Bête et parvient à lui faire lâcher prise. La Bête revient à la charge sur le plus jeune des enfants. Elle ne peut l'atteindre car sa mère le protège. Elle se jette alors sur l'autre garçon, Jean-Pierre, âgé de 6 ans, le saisit par le bras et l'emporte. Jeanne Jouve se lance à nouveau sur la Bête. S'ensuit un long combat où Jeanne est jetée au sol, griffée et mordue à plusieurs reprises. La Bête, qui tient toujours Jean-Pierre, parvient à s'échapper. Elle se trouve face aux deux aînés Jouve, qui partent mener paître leur troupeau. Ils libèrent leur frère cadet et mettent la Bête en fuite. Hélas, Jean-Pierre succombera à ses blessures cinq jours plus tard. En récompense de son acte héroïque, Jeanne Jouve recevra du roi une gratification de 300 livres.
Dès leur arrivée en Gévaudan, les d'Enneval revendiquent l'exclusivité des chasses. Désirant obtenir le renvoi du capitaine Duhamel, ils font intervenir en ce sens Monsieur de L'Averdy. Le 8 avril, Duhamel et ses hommes quittent le pays pour leur nouvelle affectation de Pont-Saint-Esprit. Cependant, les d'Enneval tardent à lancer de grandes chasses, dont la première n'intervient que le 21 avril. Elle vise à rabattre la Bête vers Prunières et les bois appartenant au comte de Morangiès. Mais la Bête parvient à s'échapper sans que les chasseurs aient pu tirer.

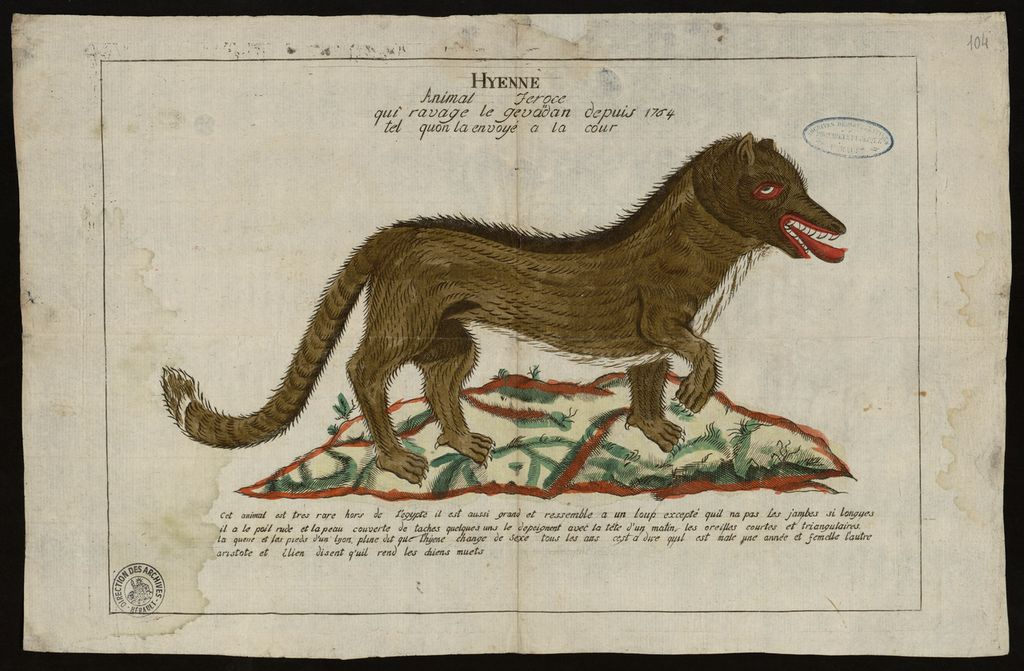
Dessin de 1765 envoyé à la Cour représentant l'animal féroce qui ravage le Gévaudan depuis 1764. Archives départementales de l'Hérault C 44-2

En ce mois d'avril 1765, l'histoire de la Bête se répand dans toute l'Europe. Le Courrier d'Avignon et des journalistes anglais tournent en dérision l'impuissance du pouvoir royal face à un simple animal. Pendant ce temps, l'évêque et les intendants font face à un afflux de courrier. Des personnes de toute la France proposent des méthodes plus ou moins farfelues pour venir à bout de la Bête. La Cour reçoit également des représentations de la Bête diffusées en Gévaudan afin que « chacun [soit] moins épouvanté à son approche et moins sujet à se méprendre » et pour que l’on puisse exercer les meutes de chiens de chasse à pourchasser la Bête grâce à une effigie « exécutée en carton ».
Le 1er mai, la Bête se trouve à proximité du bois de la Rechauve, entre Le Malzieu et Saint-Alban. À six heures et demie du soir, alors qu'elle s'apprête à attaquer un jeune berger d'environ 15 ans, un homme, l'un des frères Marlet du hameau de La Chaumette, au sud-est de Saint-Alban, l'aperçoit depuis la fenêtre de sa maison située à quelque 200 mètres. Il prévient ses deux frères et tous s'arment puis sortent pour tirer sur la Bête. Elle reçoit deux coups de fusil et tombe à chaque fois avant de se relever. Bien que blessée au cou, elle parvient à s'échapper. Prévenu entre-temps, d'Enneval se rend sur place dès le lendemain et poursuit la trace avec une vingtaine d'hommes. Tous espèrent la Bête blessée à mort. Mais on annonce qu'une femme a été tuée dans l'après-midi sur la paroisse de Venteuges.
Le 3 mai, le marquis Pierre-Charles de Morangiès écrit au syndic Étienne Lafont pour se plaindre des d'Enneval : « MM. d'Enneval arrivèrent et donnèrent comme à l'ordinaire de jactance de l'inutilité la plus désolante. […] vous qui êtes homme politique êtes obligé de dévoiler aux yeux des puissances l'effronterie de ces normands qui n'ont d'humains que la figure »,. Le 18 mai, Morangiès adresse une nouvelle lettre de plainte à Lafont, alors que les chasses des d'Enneval sont toujours infructueuses. Le 8 juin, sur ordre du roi, François Antoine, porte-arquebuse de sa majesté, quitte Paris pour le Gévaudan. Il est accompagné de son plus jeune fils, Robert-François-Marc Antoine de Beauterne ainsi que d'un valet de la Maison du roi, au service d'Antoine père et fils. Un équipage de quatre grands limiers et d'une levrette est encadré par un valet de chiens et un valet de limier qui servent tous deux au sein de la Grande Louveterie du roi. Viennent également quatorze gardes-chasses (dont huit des capitaineries royales, deux du duc d'Orléans et un du prince de Condé) et quatre gardes des bois et chasses du duc de Penthièvre.

### François Antoine -Marie-Jeanne Vallet
Le 20 juin, l'écuyer François Antoine, souvent nommé « Monsieur Antoine », arrive à Saint-Flour. Investi du pouvoir royal, il ne saurait échouer dans sa mission. Le 22 juin, il parvient au Malzieu, puis s'installe à Sauzet. Antoine et ses hommes se joignent à d'Enneval lors de différentes chasses. Mais les d'Enneval quittent le pays le 28 juillet sur ordre du roi. Pour Antoine, la Bête n'est rien d'autre qu'un loup. C'est ce qu'il affirme dans l'une de ses nombreuses correspondances : les traces relevées n'offrent « aucune différence avec le pied d'un grand loup ». Le porte-arquebuse ne parvient cependant pas immédiatement à débusquer l'animal. Mis à mal par la géographie du pays, il demande de nouveaux chiens en renfort. Il reçoit également le secours du comte de Tournon, gentilhomme d'Auvergne.
Le dimanche 11 août, il organise une grande battue. Ce jour-là voit l'exploit de « la Pucelle du Gévaudan ». Marie-Jeanne Vallet, âgée d'environ 20 ans, est la servante du curé de Paulhac. En compagnie d'autres paysannes, elle emprunte une passerelle pour franchir un petit cours d'eau quand la Bête surgit. Les filles reculent de quelques pas mais la Bête se jette sur Marie-Jeanne. Cette dernière parvient à lui planter sa lance dans le poitrail. La Bête se laisse tomber dans la rivière et disparaît dans le bois. L'histoire parvient rapidement à Antoine, qui se rend sur les lieux. Il constate que la lance est effectivement couverte de sang et que les traces retrouvées sont similaires à celle de la Bête. Dans une lettre au ministre, il surnomme Marie-Jeanne Vallet « la Pucelle du Gévaudan » en référence à Jeanne d'Arc.

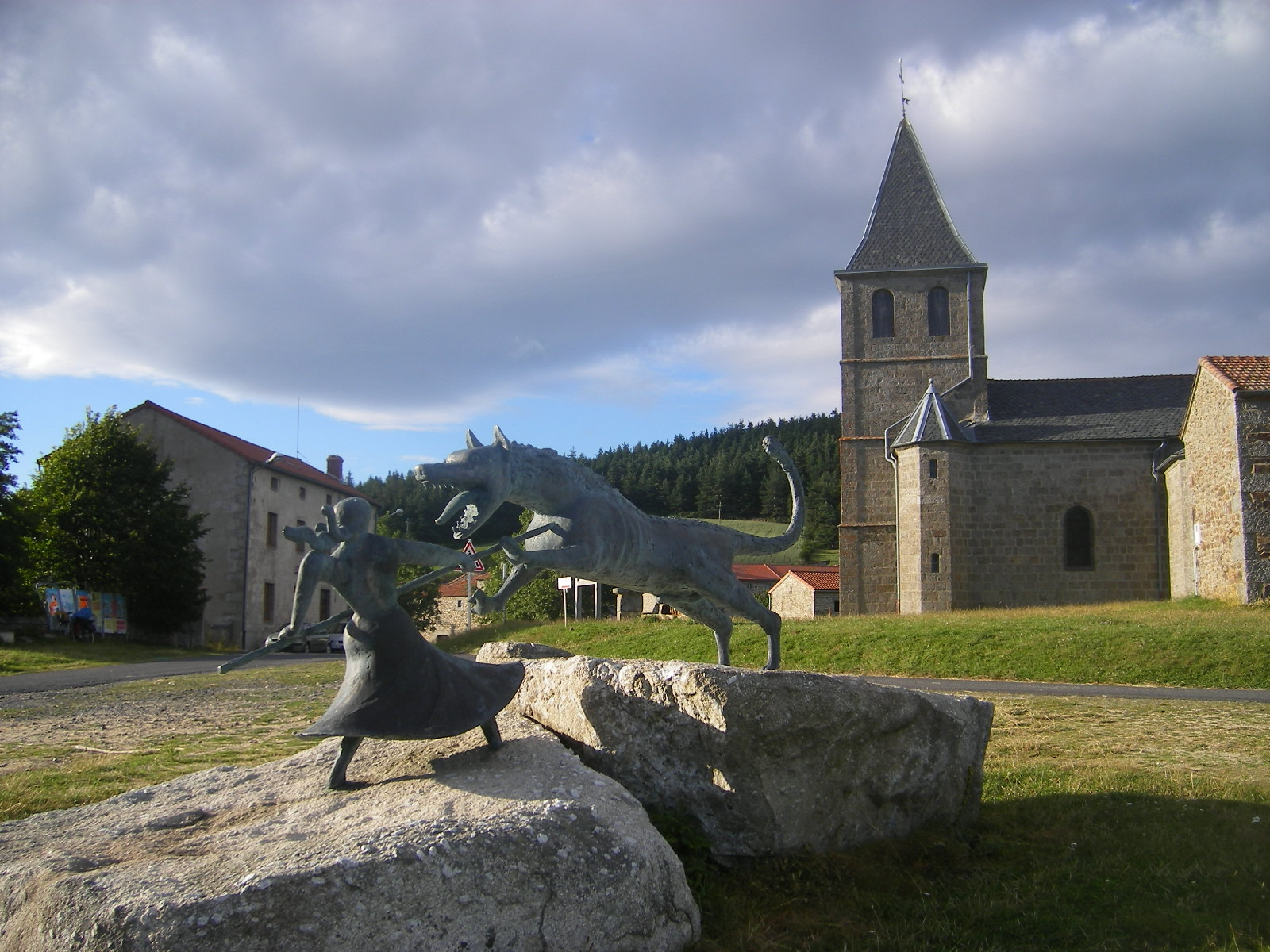
Le combat de Marie-Jeanne Vallet, dite la « Pucelle du Gévaudan », contre la bête. Sculpture de Philippe Kaeppelin, Auvers (Haute-Loire).
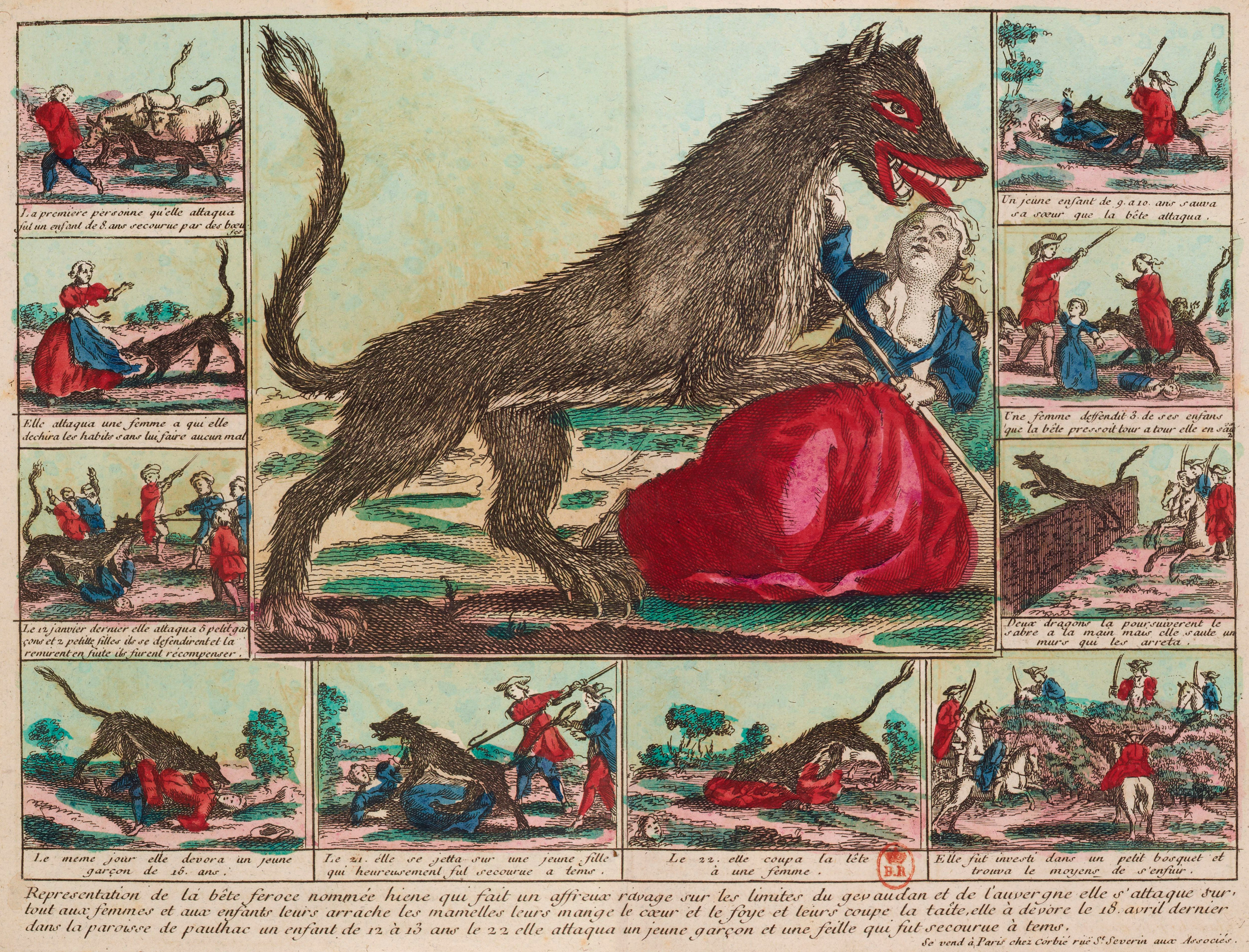
Représentation de la Bête féroce nommée hiene.... Dix représentations des ravages de la Bête encadrent la scène centrale qui dépeint la « Pucelle de Paulhac » perçant son agresseur de sa baïonnette. Estampe coloriée, BnF, recueil Magné de Marolles, vers 1765.

### L'emprisonnement des Chastel
Le 16 août 1765 se produit un événement qui serait passé inaperçu s'il n'était lié à la famille Chastel, dont l'un d'eux sera plus tard reconnu comme le tueur de la Bête. Une chasse générale est organisée dans le bois de Montchauvet sur les pentes du Montchauvet. Jean Chastel y participe avec ses deux fils, Pierre et Jean-Antoine. Deux des gardes-chasse accompagnant François Antoine, Pélissier et Lachenay, passent à cheval près de trois hommes et sollicitent leur avis avant de s'engager dans un couloir herbeux qui s'enfonce entre deux bois : ils veulent s'assurer qu'il ne s'agit pas de marécages. Ces hommes les rassurent sur la solidité du sol, et sont désignés par les gardes dans leur rapport comme étant « Chastel le père, et ses deux fils » (l'absence de prénoms ne permet pas d'établir desquels il s'agissait exactement).
Pélissier s'engage sans crainte mais son cheval s'embourbe et il est désarçonné. Avec l'aide de Lachenay, il s'extrait non sans mal du bourbier pendant que les Chastel rient de la situation. Pélissier empoigne alors le plus jeune des fils Chastel et menace de le conduire en prison pour cet outrage. Le père et l'aîné le couchent aussitôt en joue avec leurs armes. Lachenay se jette sur le père, dont il détourne le fusil, mais se retrouve sous la menace des armes à son tour. Les gardes partent faire leur rapport à leur commandant. Sur la base de ce procès-verbal, François Antoine fait incarcérer les Chastel en la prison de Saugues : « J'ai l'honneur d'informer […] du détail et de la hardiesse de ces mauvaises gens d'avoir osé coucher en joue nos dits gardes à brûle-pourpoint. Il est fort heureux qu’ils ne les aient pas tués et ce qu'ils auraient bien mérité en pareille occasion ». La consigne suivante est donnée aux juges et consuls de la ville : « Ne les laissez sortir que quatre jours après notre départ de cette province ! ».

### Une première bête tuée?
Le 29 août 1765, lors d'une battue se déroulant dans le Bois Noir, Rinchard, garde-chasse du duc d'Orléans, tire sur un animal qui guettait de jeunes vachers. Le prédateur, touché, parvient à s'enfuir.
Il sera recherché trois jours durant sans succès. Et pour cause; deux jours après le tir, un paysan a retrouvé la charogne à près de dix kilomètres de là et l'a rapportée à Saint-Flour pour obtenir rétribution.
La carcasse est alors découpée et jetée dans la rivière avant que le paysan n'aille de village en village montrer des restes conservés.
François Antoine apprenant cela, envoie son fils et deux gardes-chasse pour récupérer la charogne.
À l'issue de l'opération, plusieurs morceaux sont ramenés au château du Besset d'où Antoine dirige ses chasses.
L'animal présent devant les chasseurs présente des caractéristiques du loup et du chien mais son allure et ses couleurs, notamment la présence de la raie noire, correspondent à la description donnée par de nombreux témoins de la Bête. " Nous nous bouchons le nez, nous fouillons ce vilain corps, nous trouvons la balle, nous reconnaissons son pied, nous voyons que le gauche est usé en dedans, ayant été blessé jadis à l'épaule ou à la jambe; nous trouvons le côté du pied en dehors tout neuf, nous l'avions reconnu parce qu'il s'appuyait à faux. Dans les endroits où nous pouvions illisible, nous trouvons que son col est aussi gros que sa tête, que les oreilles sont petites et larges, que son poitrail est prodigieux, que son poil est court et de la couleur d'un veau, qu'il a une raie noire sur le dos, large d'un doigt, que son pied est rond comme celui d'un mâtin; enfin qu'il est notre loup dévorant ".
Les chasseurs sont alors sûrs d'avoir atteint leur but.
Le Comte de Tournon, qui assiste François Antoine depuis le début du mois, regagnera son fief, une patte accrochée à son lampion en signe de victoire.
Mais dès le 2 septembre, une jeune fille est attaquée à Desges,,.

### Le loup des Chazes

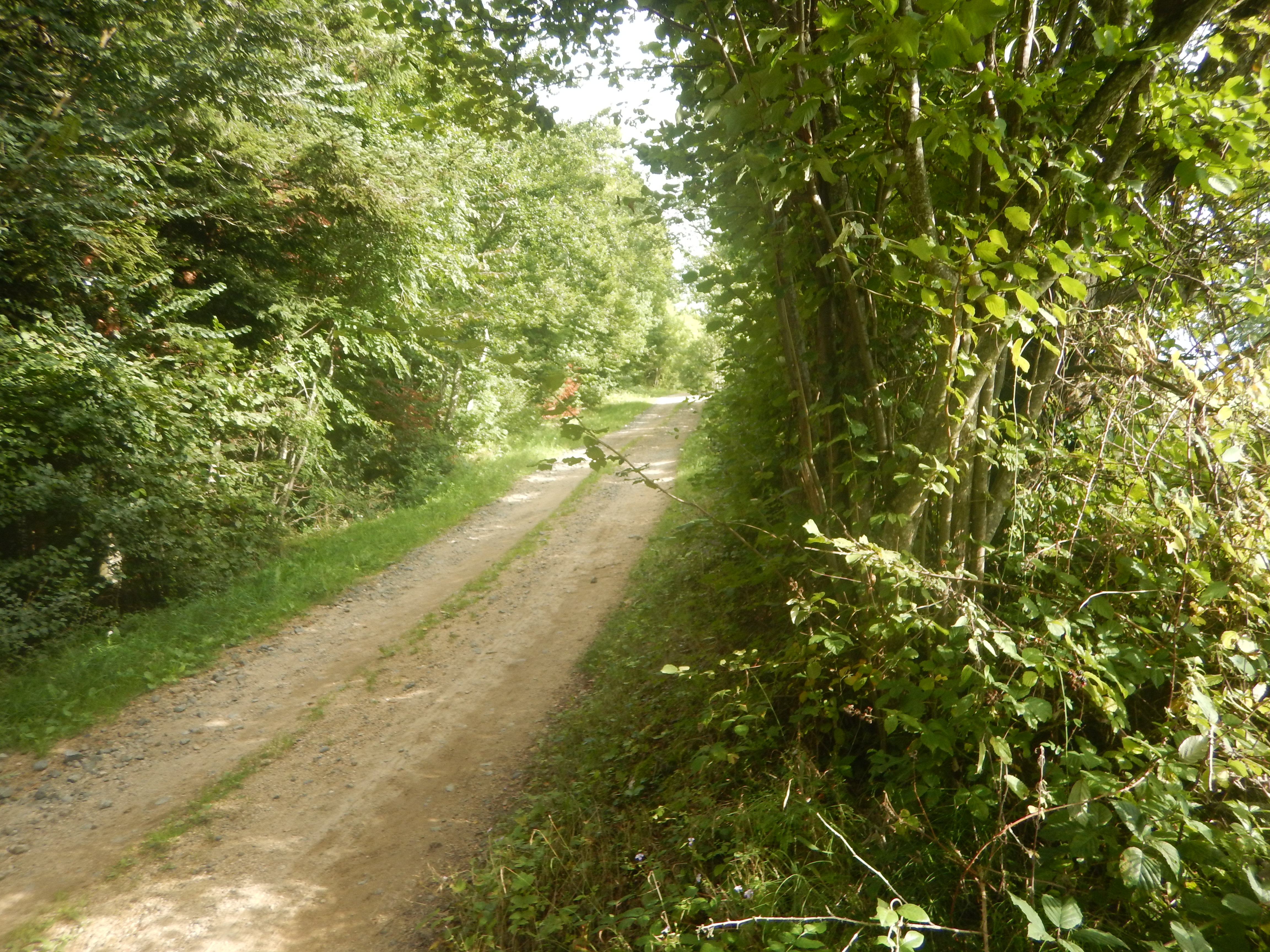
Lisière du bois de Pommier et chemin où fut tiré le Loup des Chazes.

Vers le 20 septembre, François Antoine est averti qu'un loup de bonne taille, peut-être la Bête, rôde aux alentours du bois des Dames de l'abbaye royale des Chazes, près de Saint-Julien-des-Chazes. Antoine fait cerner le bois de Pommier par des gardes-chasses et quarante tireurs venus de Langeac et des paroisses voisines. Tandis que le bois de Pommier est fouillé par des valets de limiers de la louveterie du roi, Antoine débusque l'animal à cinquante pas, dans un sentier. Il tire, la bête tombe, se relève et se dirige vers lui « en tournant ». Rinchard, neveu d'Antoine et garde-chasse du duc d'Orléans, se trouve à proximité et tire à son tour. Atteint « dans le derrière », l'animal s'enfuit avant de tomber mort, vingt-cinq pas plus loin,. Le cadavre est transporté au château du Besset, où il est autopsié immédiatement par Boulanger, le chirurgien de Saugues. Selon le procès-verbal dressé par François Antoine, l'animal est un gros loup d'un poids de 130 livres,. Plusieurs témoins confirment qu'il s'agit bien de la Bête qui les a attaqués. Parmi eux se trouvent Marie-Jeanne Vallet et sa sœur Thérèse.

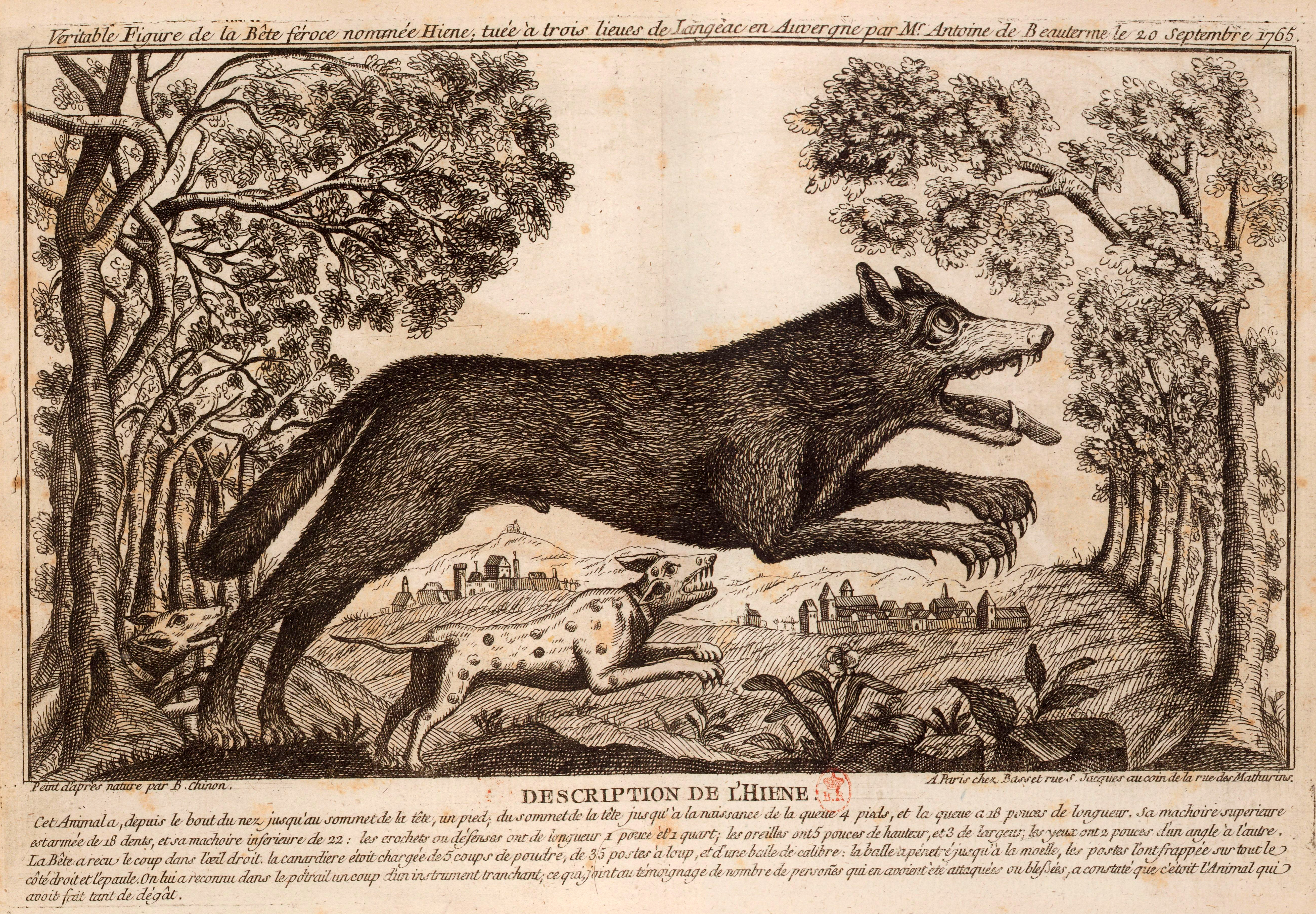
Gravure de l'animal peint d'après nature par Jean-Baptiste François Chinon à la demande du comte de Ballainvilliers, avec sa figure et toutes ses proportions sur les relevés faits probablement le 25 septembre 1765 dans l'intendance d'Auvergne à Clermont-Ferrand.

Presque immédiatement après la rédaction du procès-verbal, Robert-François-Marc Antoine de Beauterne, le fils de François Antoine, prend la route pour Versailles en emportant l'animal. À Saint-Flour, il le montre à Monsieur de Montluc, subdélégué de l'intendant d'Auvergne. L'animal est réexaminé à Clermont-Ferrand à l'intendance de Mr de Ballainvilliers et celui-ci décide de faire peindre cet animal et d'ensuite de le naturaliser. Dès son arrivée à Versailles le 1er octobre, Antoine de Beauterne fait porter le loup naturalisé au comte de Saint-Florentin. L'animal est ensuite exposé chez la reine Marie Leszczynska, où toute la cour peut le contempler.
Pendant ce temps, François Antoine et ses garde-chasses continuent de chasser dans les bois proches de l'abbaye des Chazes, où une louve et ses petits ont été signalés. Le dernier de ces louveteaux est abattu le 19 octobre. François Antoine et ses assistants quittent le pays le 3 novembre. Officiellement, François Antoine, porte-arquebuse du Roi, a tué la Bête du Gévaudan. Ce fait d'armes sera confirmé en 1770 quand il se verra accorder, par brevet, le droit de porter dans ses armes un loup mourant rappelant sa victoire sur la Bête,.

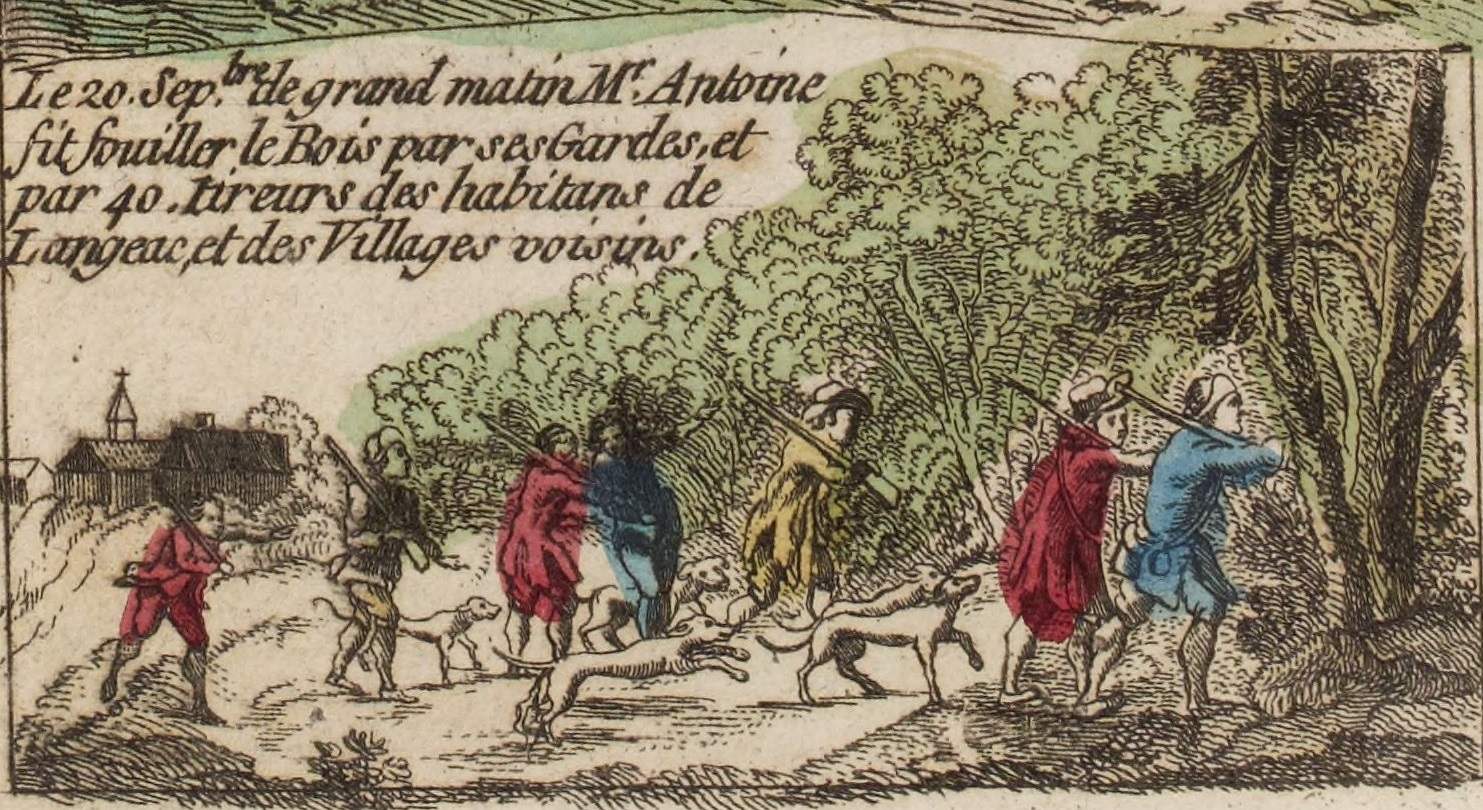
Le bois de Pommier fouillé par des gardes-chasses et des tireurs venus des environs, le 20 septembre 1765. Détail d'une estampe coloriée parisienne de chez Lebel, rue du Petit-Pont, BnF, recueil Magné de Marolles, vers 1765[88].
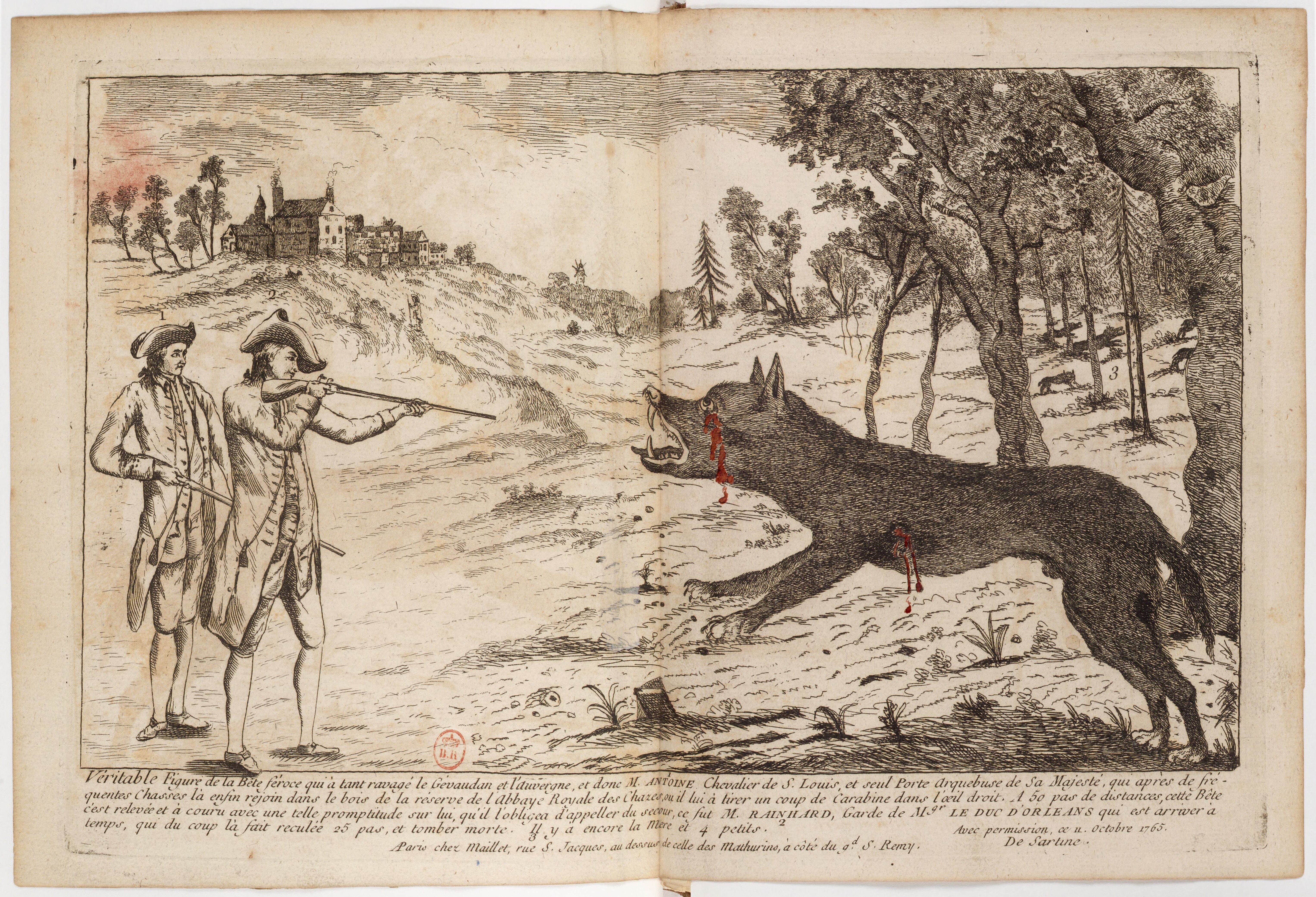
François Antoine et son neveu Rinchard abattent le loup des Chazes[n 11]. La gravure représente la Bête avec deux blessures sanglantes à l'œil et au flanc[90] tandis qu'à l'arrière-plan, la louve et ses louveteaux s'enfuient dans le bois[91]. Cuivre chez Maillet à Paris, sans date.
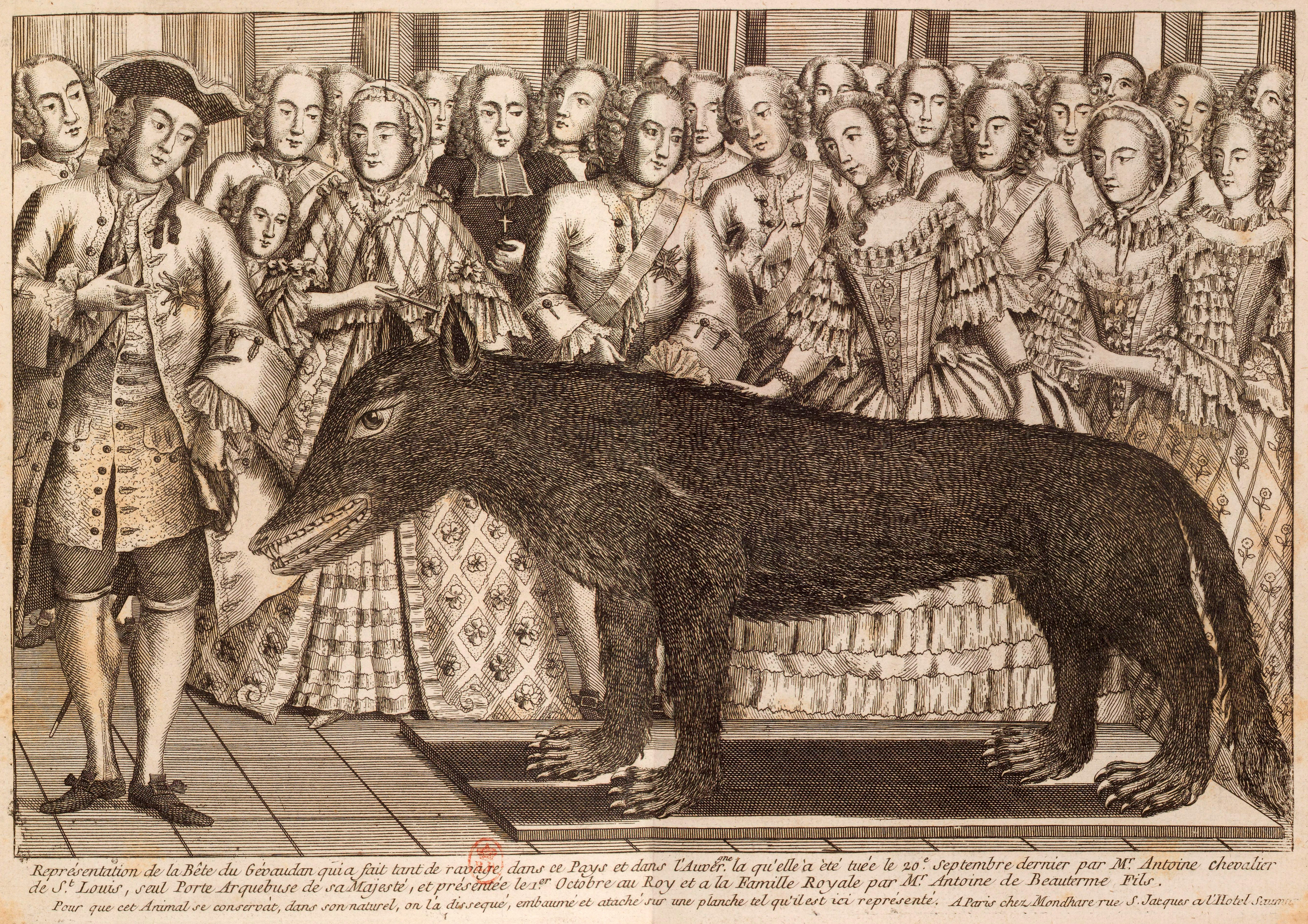
Présentation du loup des Chazes à la cour de Versailles. Coiffé d'un tricorne, Robert-François-Marc Antoine de Beauterne, fils cadet de François Antoine, figure au premier plan, à gauche de la gravure[92]. Portant le cordon bleu et la croix de l'ordre du Saint-Esprit, Louis XV palpe la bête naturalisée et fixée à une planche[n 12]. La reine Marie Leszczynska se tient à la droite du souverain[92]. Gravure publiée chez Mandare, rue Saint-Jacques.

### Les nouvelles attaques

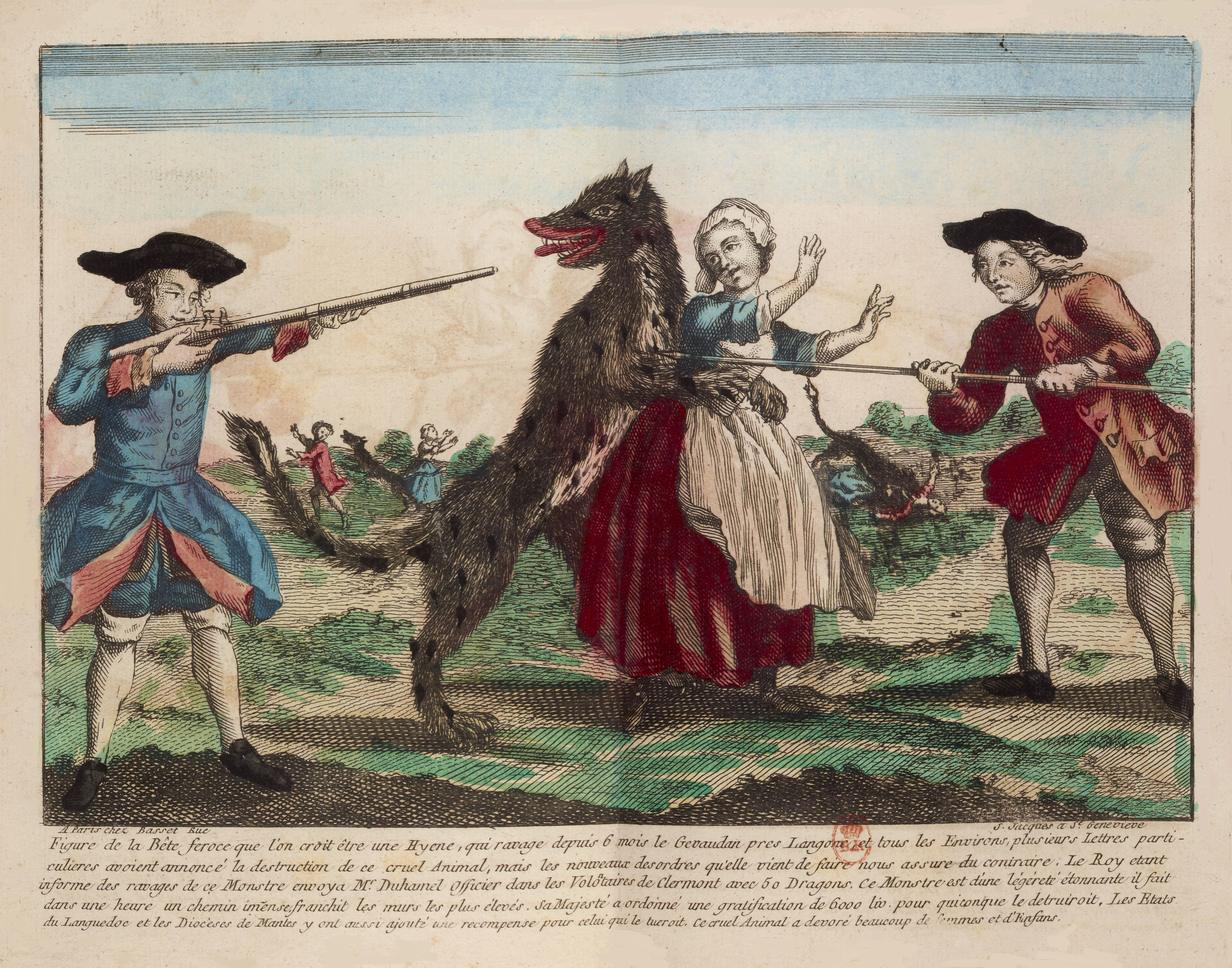
La Bête attaque une femme. Gravure colorisée, BnF, recueil Magné de Marolles, vers 1764.

Le mois de novembre se déroule sans qu'aucune agression soit déplorée. Le peuple ose croire qu'Antoine a bien tué le monstre. Dans une lettre du 26 novembre, Lafont affirme à l'intendant du Languedoc : « On n'entend plus parler de rien qui ait rapport à la Bête ». Mais rapidement la rumeur relate de nouvelles attaques, vers Saugues et Lorcières. Jusqu'au début de l'année 1766, ces faits restent épisodiques et nul ne sait s'ils sont attribuables à la Bête ou à des loups. Cependant, dans une lettre qu'il écrit à l'intendant d'Auvergne le 1er janvier, Monsieur de Montluc semble persuadé que la Bête a bien reparu. L'intendant alerte le roi. Mais Louis XV ne veut plus entendre parler d'une bête féroce dont son porte-arquebuse est venu à bout. Dès lors, les journaux ne relatent plus aucune des attaques survenues en Gévaudan ou dans le sud de l'Auvergne.
En mars 1766, les attaques se multiplient. Les gentilshommes locaux savent désormais que leur salut ne viendra pas de la Cour. Le 24 mars, les États particuliers du Gévaudan se tiennent à Marvejols. Étienne Lafont et le jeune marquis d'Apcher préconisent d'empoisonner des cadavres de chiens et de les porter aux passages habituels de la Bête. Mais cette dernière semble ne plus parcourir autant de terrain qu'auparavant. Elle s'est fixée dans la région des Trois monts - le mont Mouchet, le mont Grand et le Montchauvet, distants d'environ 15 kilomètres.
Les mesures prises s'avèrent inefficaces. De petites battues sont organisées en vain. La Bête poursuit ses attaques durant toute l'année 1766. Mais son mode opératoire a changé : elle semble moins entreprenante et bien plus prudente, comme le révèlent diverses correspondances dont celles du chanoine Ollier, curé de Lorcières, au syndic Étienne Lafont.

### La Bête abattue par Jean Chastel
|                                                   |  |  |
| La chapelle Notre-Dame d'Estours et ses environs. |  |  |

Au début de l'année 1767, les attaques connaissent une légère accalmie mais elles reprennent au printemps. Deux pèlerinages auraient alors rassemblé un grand nombre de fidèles pour prier avec ferveur la Vierge Marie de délivrer le pays de la Bête carnassière, à en croire une tradition orale rapportée par l'abbé Pourcher afin d'appuyer son interprétation providentielle de la fin du « fléau de Dieu ». La première procession religieuse se serait tenue à Notre-Dame-d'Estours, chapelle dressée « sur un promontoire rocheux qui domine les gorges de la Seuge ». La seconde, plus importante, se serait déroulée à Notre-Dame-de-Beaulieu en contrebas du mont Chauvet, avec force offrandes, célébrations de messes et cierges brûlés.
Le 17 juin, vers 17 heures, la Bête égorge une jeune femme nommée Jeanne Bastide au village de Lesbinières dans la paroisse de Desges. Le marquis d'Apcher, alors âgé de 19 ans, est informé de la nouvelle dès le 18 juin et décide de mener une battue le jour même. Après avoir réuni une douzaine de chasseurs armés et probablement plusieurs dizaines de rabatteurs, il quitte son château de Besques vers 11 heures du soir pour tenter de débusquer la Bête dans les bois du mont Mouchet, en vain.

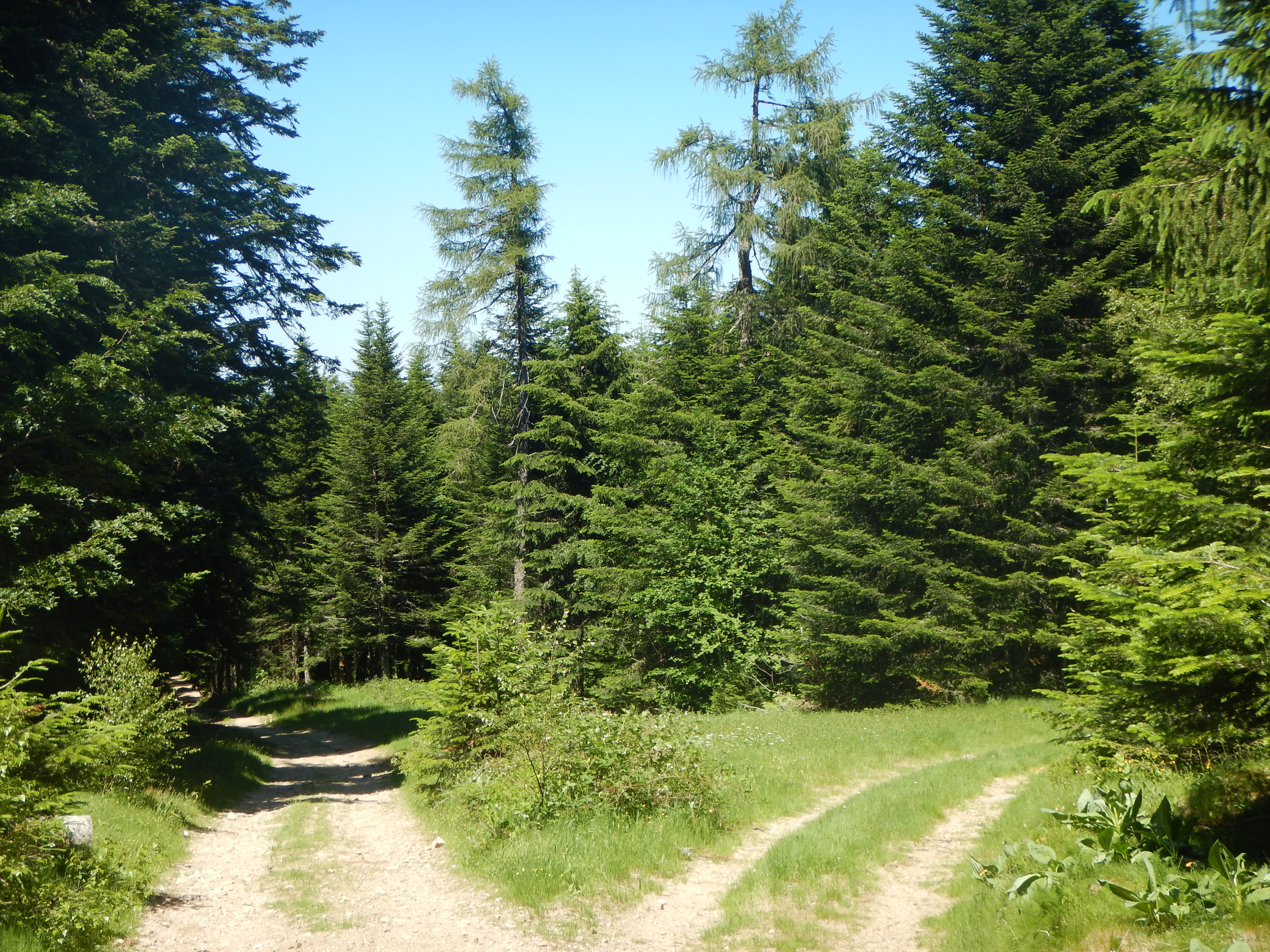
La Sogne d'Auvers, lieu de la mort de la Bête du Gévaudan avec ici à gauche la forêt de la Ténazeyre.

Le lendemain, le marquis d'Apcher reprend la battue sur le mont Mouchet, cette fois dans le bois de la Ténazeyre (ou Ténezère). Parmi les douze hommes armés qui l'accompagnent ce 19 juin 1767, Jean Chastel approche la soixantaine mais est toujours réputé excellent chasseur,, selon une relation rédigée au XIXe siècle par Emmanuel Bès de la Bessière, fils d'un protagoniste des événements liés à la Bête,. Dans la paroisse d'Auvers, au lieu-dit « la Sogne d'Auvers », Jean Chastel abat un animal de grande taille ressemblant à un loup. Toujours d'après Emmanuel Bès de la Bessière : « Ce Chastel eut l'avantage de voir passer la Bête devant lui, il la tomba d'un coup de fusil qui la blessa à l'épaule ; elle ne bougea guère, et d'ailleurs fut assaillie de suite d'une troupe de bons chiens de chasse de M. d'Apcher. Dès qu'on vit l'animal hors d'état de faire des victimes, il fut chargé sur un cheval et porté au château de Besque, ».
Dans l'« ouvrage pionnier » qu'il consacre à la Bête en 1889, l'abbé Pierre Pourcher, archiviste diocésain, présente de manière hagiographique la scène de la mort de l'animal : « Quand la Bête lui arriva, Chastel disait des litanies de la Sainte Vierge, il la reconnu fort bien, mais par un sentiment de piété et de confiance envers la Mère de Dieu, il voulut finir ses prières. Après, il ferme son livre, il plie ses lunettes dans sa poche et prend son fusil et à l'instant tue la Bête, qui l'avait attendu. » Toutefois, les archives du XVIIIe siècle n'évoquent pas de tels détails, relatés uniquement dans une tradition orale rapportée à Pierre Pourcher par sa tante carmélite au XIXe siècle,,,,. En introduisant ces éléments édifiants, l'abbé « codifie la légende » et écrit une « véritable page de livre des saints » visant à magnifier Chastel en pieux héros régional qui délivre le pays d'un fléau du ciel. Par ailleurs, l'historien Guy Crouzet relève le caractère romanesque de la tirade parfois prêtée au chasseur (« Bête, tu n'en mangeras plus ! ») et de l'anecdote fictive des médailles de la Vierge Marie portées sur le chapeau de Chastel puis fondues pour fabriquer les balles destinées au monstre ; ces inventions figurent originellement dans le roman d'Henri Pourrat, Histoire fidèle de la bête en Gévaudan (1946), œuvre d'imagination prise au sérieux par certains auteurs,.

Stèle érigée en juillet 1995 en l'honneur de Jean Chastel dans la commune de La Besseyre-Saint-Mary.
Sculpture de Philippe Kaeppelin.

Le 25 juin, soit huit jours après l'exploit de Jean Chastel, le marquis d'Apcher organise une nouvelle chasse dans la paroisse de La Besseyre-Saint-Mary. Jean Terrisse, chasseur de monseigneur de la Tour d'Auvergne, tire alors une louve qui accompagnait la Bête aux dires de plusieurs témoins. Les chasseurs suivent la trace sanglante de l'animal blessé sur cinq cents pas avant de la perdre. La louve s'en va mourir au creux d'un bois durant la nuit. Son cadavre est trouvé le lendemain, entouré de cinq louveteaux,. Les attaques en Gévaudan cessent définitivement.
Le 9 septembre 1767, Monsieur de Rets-Fraissenet, vicaire général du diocèse de Mende, paraphe un ordre de gratification afin que Jean Chastel perçoive 72 livres payées par le receveur des tailles de la ville de Mende,,,. Considérée par plusieurs auteurs comme dérisoire,,, voire comme une marque de défiance en raison de l'incident du bourbier survenu le 16 août 1765, cette somme représente a priori une faible part de la récompense qui lui était due. En réalité, les autorités lui décernent d'autres gratifications. Jean Chastel et onze autres participants à la dernière battue contre la Bête se partagent ainsi 312 livres versées par le diocèse de Mende le 3 mai 1768,. En outre, le comte d'Apcher délivre le 7 décembre 1767 un certificat attestant l'aide apportée par les douze hommes lors de la chasse victorieuse du 19 juin. Sur présentation de ce justificatif, Arthur Richard Dillon, archevêque de Narbonne et président-né des États de Languedoc, ordonne le 2 janvier 1768 au trésorier de ces états provinciaux d'accorder une prime de 600 livres aux douze chasseurs, dont 100 livres attribuées à Jean Chastel.
Enfin, après avoir revendiqué la prime de 6 000 livres promise par Louis XV le 4 février 1765 sur le compte de la généralité d'Auvergne, Jean Chastel obtient 1 500 livres, soit « l'équivalent de 150 prises de loups ordinaires ou cinq années de revenus d'un ouvrier agricole », observe l'historien Jean-Marc Moriceau. Après la mort de Jean Chastel en mars 1789, l'un de ses fils (probablement Jean Antoine, signant simplement « Jean ») entame une procédure juridique sous la Révolution française. À l'aide de ses titres de créances, il réclame les 4 500 livres dues, que le directoire du district de la Haute-Loire finit par reconnaître comme dette nationale le 28 août 1792. Selon Jean-Marc Moriceau, la crise financière empêche le fils Chastel de recouvrer aisément cette somme puisque le 25 novembre 1797, le cultivateur « en est encore à passer devant les notaires de Langeac une procuration en blanc pour faire valoir sa créance auprès du commissaire liquidateur de la dette nationale, à Paris ».

### Le «rapport Marin»
Après la battue du 19 juin 1767, la Bête est apportée au château de Besque près de Charraix, résidence du marquis d'Apcher. Le notaire Marin rédige un rapport détaillé des dimensions de l'animal. Il est accompagné du chirurgien de Saugues, le sieur Boulanger, dit « La Peyranie », et de son fils, ainsi que du médecin d'Agulhon de la Mothe. 

Procès verbal d’examen du corps de la bête adressé à l’intendant d'Auvergne le 20 juin 1767. Archives nationales, AE/II/2927.
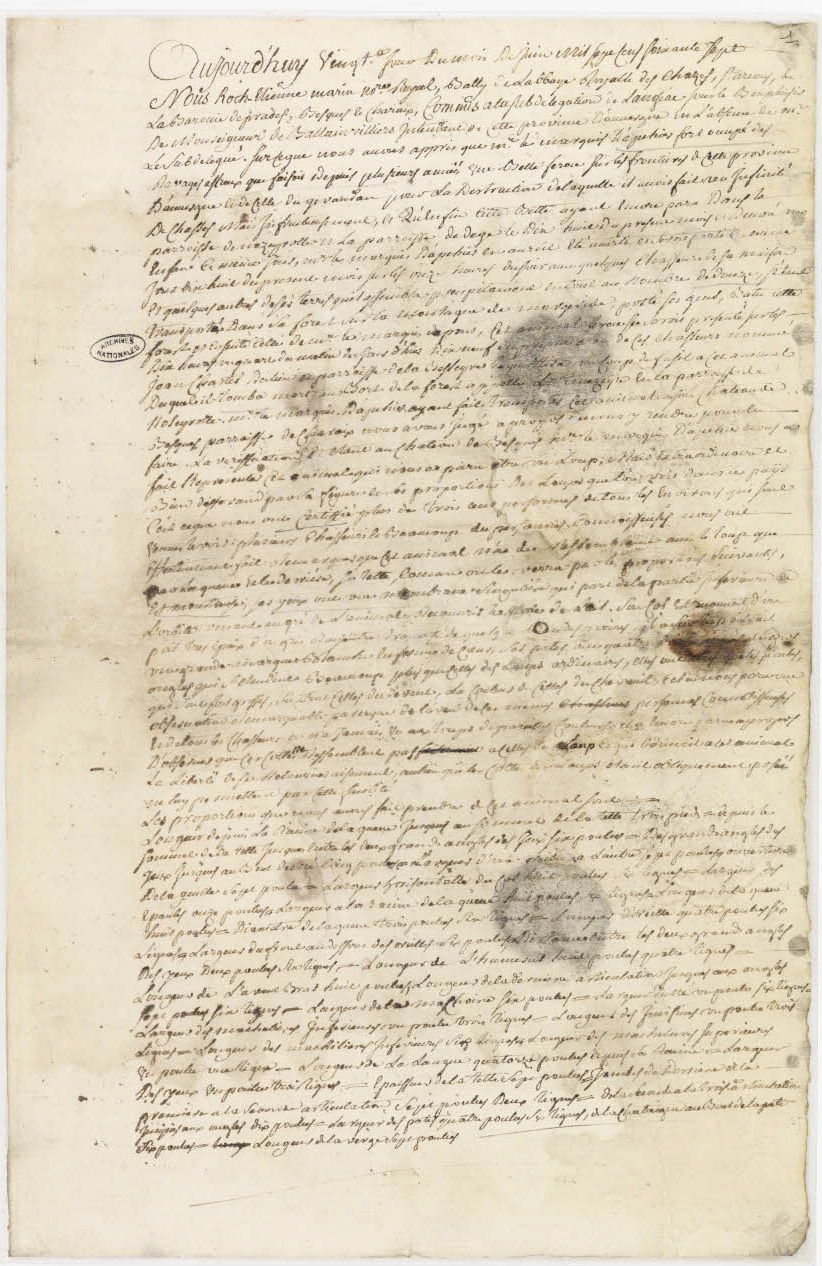
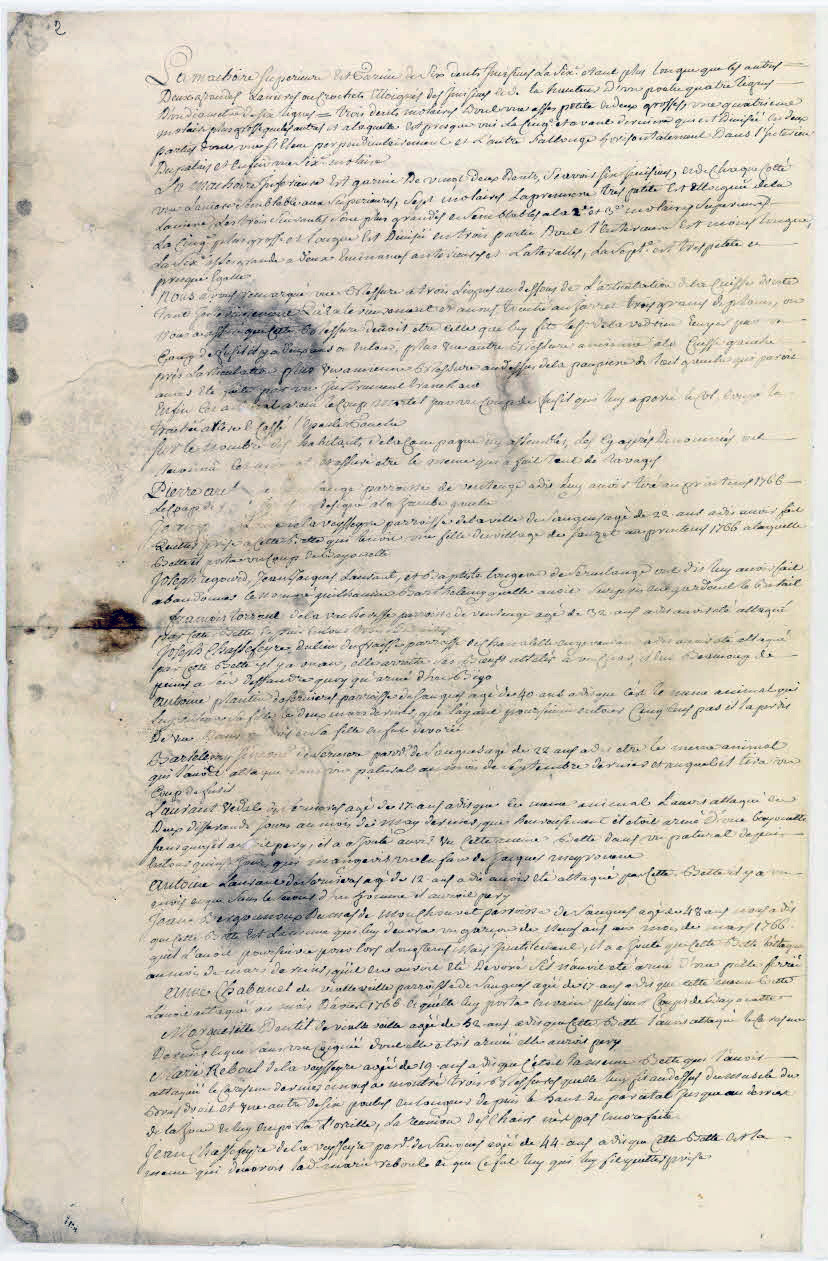
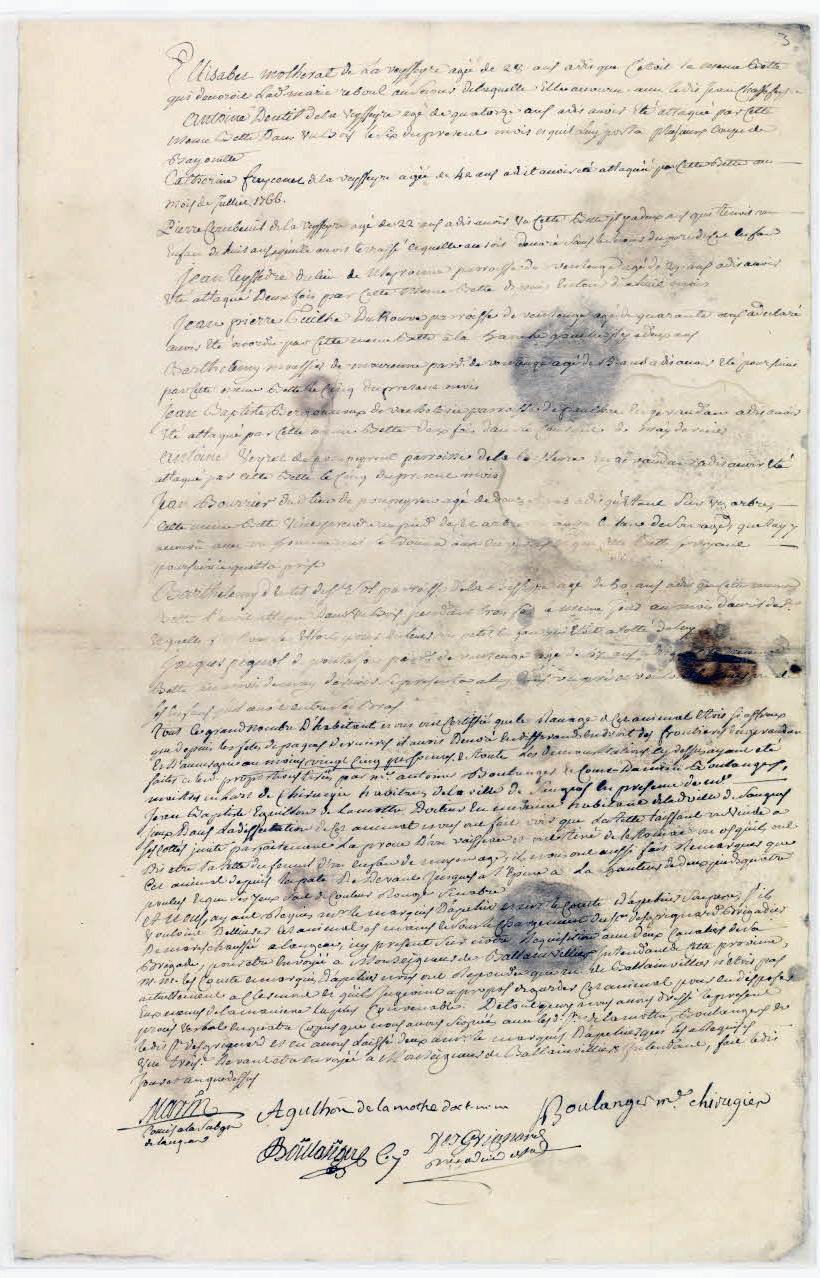

Le 20 juin 1767, lendemain de la mort de l'animal tué par Jean Chastel, le notaire royal Roch Étienne Marin rédige un rapport d'autopsie chez le marquis d'Apcher, au château de Besque sis à Charraix.
Conservé aux Archives nationales, ce mémoire a été découvert en 1952 par l'historienne Élise Seguin. Il fournit des informations précises sur « cet animal qui nous a paru être un loup, mais extraordinaire et bien différent, par sa figure et ses proportions, des loups que l'on voit dans ce pays ».
Voici les dimensions de la bête abattue par Jean Chastel, étant précisé qu'un pied vaut 32,4 cm, un pouce 27 mm et une ligne 2,25 mm :
| Élément                                                                  | Taille en mesures d'époque       | Taille en mesures actuelles |
| ------------------------------------------------------------------------ | -------------------------------- | --------------------------- |
| Longueur depuis la racine de la queue jusqu’au sommet de la tête         | trois pieds                      | 99 cm                       |
| Depuis le sommet de la tête jusque entre les deux grands angles des yeux | six pouces                       | 16,2 cm                     |
| Largeur d’une oreille à l’autre                                          | sept pouces                      | 18,9 cm                     |
| Ouverture de la gueule                                                   | sept pouces                      | 18,9 cm                     |
| Largeur horizontale du col                                               | huit pouces six lignes           | 23 cm                       |
| Largeur des épaules                                                      | onze pouces                      | 29,7 cm                     |
| Largeur à la racine de la queue                                          | huit pouces six lignes           | 23 cm                       |
| Longueur de la queue                                                     | huit pouces                      | 21,6 cm                     |
| Diamètre de la queue                                                     | trois pouces six lignes          | 9,5 cm                      |
| Longueur d’oreille                                                       | quatre pouces six lignes         | 12,2 cm                     |
| Largeur du front au-dessous des oreilles                                 | six pouces                       | 16,2 cm                     |
| Longueur de l’humérus                                                    | huit pouces quatre lignes        | 22,5 cm                     |
| Longueur de l’avant bras                                                 | huit pouces                      | 21,6 cm                     |
| Longueur de la mâchoire                                                  | six pouces                       | 16,2 cm                     |
| Largeur du nez                                                           | un pouce six lignes              | 4 cm                        |
| Longueur de la langue                                                    | quatorze pouces depuis sa racine | 37,9 cm                     |
| Largeur des yeux                                                         | un pouce trois lignes            | 3,4 cm                      |
| Épaisseur de la tête                                                     | sept pouces                      | 18,9 cm                     |
| Jambes de derrière de la première à la seconde articulation              | sept pouces deux lignes          | 19,4 cm                     |
| De la seconde à la troisième articulation jusqu’aux ongles               | dix pouces                       | 27 cm                       |
| Largeur des pattes                                                       | quatre pouces six lignes         | 12,2 cm                     |
| De la châtaigne au bout de la patte                                      | six pouces                       | 16,2 cm                     |

Selon la tradition, l'animal pèse plus de 50 kg.
Le rapport détaille aussi la formule dentaire. La mâchoire supérieure se compose de 20 dents : 6 incisives, 2 crochets et 12 molaires ; la mâchoire inférieure en comporte 22 : 6 incisives, 2 crochets et 14 molaires. À l'évidence, il s'agit d'un canidé.
Le document décrit aussi les blessures et cicatrices de l'animal. Enfin, il comporte les témoignages de plusieurs personnes qui l'ont reconnu.

### Sort de la charogne
D'après la relation tardive d'Emmanuel Bès de la Bessière, la Bête aurait été sommairement empaillée par Boulanger, « mauvais chirurgien-apothicaire » qui se serait contenté de remplacer les entrailles par de la paille. Pendant une douzaine de jours, Jean-Joseph d'Apcher reçoit fastueusement les nobles, bourgeois et prêtres qui viennent le féliciter tandis que tout le voisinage se presse pour voir le cadavre de l'animal exposé au château de Besque,.

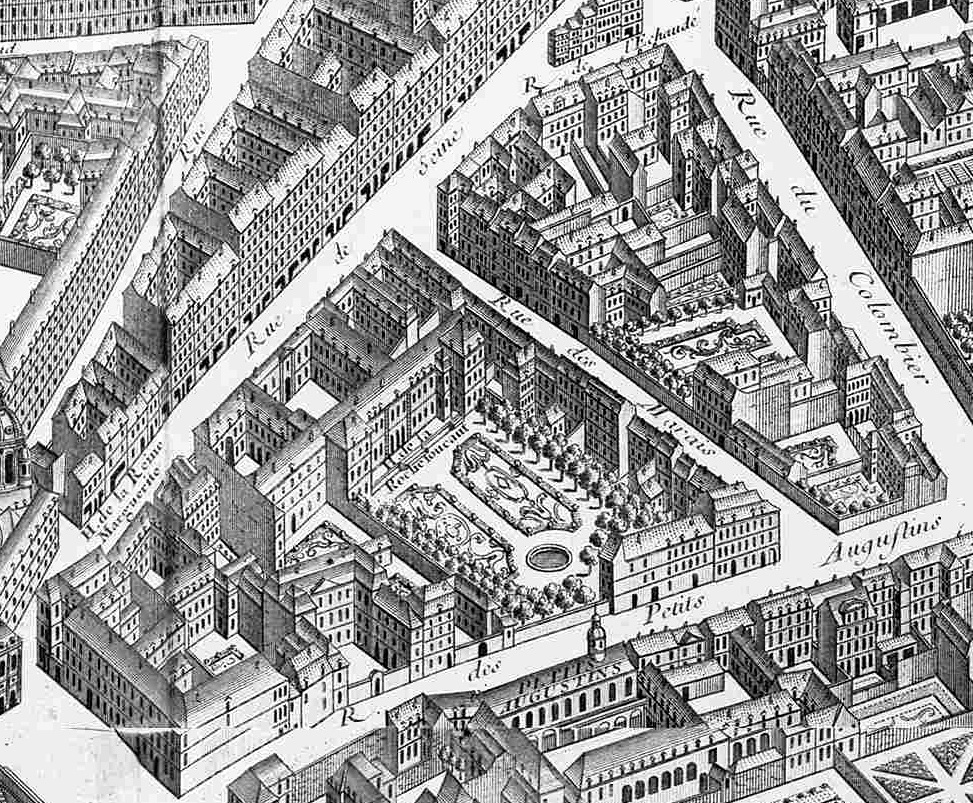
L'hôtel de La Rochefoucauld représenté sur le plan de Turgot (1739). La charogne de la bête tuée par Jean Chastel a probablement été enterrée dans le jardin de cet hôtel aristocratique autrefois sis rue de Seine, à l'angle de la rue des Marais. Le tracé du jardin, les allées d'arbres et le bassin sont visibles au centre de l'image.

Le marquis d'Apcher charge ensuite un domestique nommé Gibert de conduire la Bête à Paris mais l'animal finit par se putréfier en raison de la lenteur du trajet ou de la chaleur estivale. Gibert parvient avec son chargement à l'hôtel particulier parisien du duc Louis Alexandre de La Rochefoucauld, gentilhomme partageant un lointain ancêtre commun avec le marquis d'Apcher. Le duc transmet aussitôt à Louis XV, alors présent à Compiègne, l'heureuse nouvelle relative à la mort de l'animal anthropophage. Georges-Louis Leclerc de Buffon est chargé d'examiner la charogne, qu'il identifie comme un loup imposant.
Selon l'abbé Pourcher,, Jean Chastel aurait été du voyage mais le souverain l'aurait dédaigné sous prétexte que la Bête dégageait une puanteur insupportable. Repris par plusieurs auteurs,, ce récit exemplaire d'un humble héros régional en butte à « l'ingratitude des grands », n'en est pas moins remis en cause par le témoignage de Gibert lui-même, recueilli en janvier 1809, par Emmanuel Bès de la Bessière :
« Gibert arrive enfin à Paris, va séjourner à l'hôtel de M. de la Rochefoucault à qui il remit en même temps une lettre dans laquelle M. d'Apchier priait le seigneur d'informer le roi de la délivrance heureuse du monstre […] Le roi se trouvait pour lors à Compiègne et, d'après la nouvelle qu'on lui apprenait, il donna ordre à M. de Buffon de visiter et d’examiner cet animal. Ce naturaliste, malgré le délabrement où l'avaient réduit les vers et la chute de tous les poils, suite des chaleurs de la fin de juillet et du commencement d'août, malgré encore la mauvaise odeur qu'il répandait, après un examen sérieux, jugea que ce n’était qu'un gros loup […] Il trouvait dans des chairs toutes nues une nourriture moins embarrassante et il devint, ainsi, en peu de temps, le fléau des malheureux habitants du Gévaudan. Dès que M. de Buffon eut fait l'examen de cette bête, Gibert se hâta de la faire enterrer à cause de sa grande puanteur et il dit en avoir été tellement incommodé qu'il en fut malade à garder le lit pendant plus de 15 jours à Paris. Il se ressentit de cette maladie plus de 6 ans et il attribua même à cette mauvaise odeur qu'il respira pendant si longtemps la mauvaise santé dont il a toujours joui depuis cette époque. »
Il ressort de ce témoignage tardif que Jean Chastel n'a pas accompagné Gibert à Paris. De même, le domestique du marquis d'Apcher n'a manifestement jamais eu l'opportunité de présenter la charogne à la cour de Louis XV, encore moins au roi lui-même. Enfin, Buffon n'a laissé aucun document sur ce sujet. Ni conservée dans les collections du Jardin du Roi à Paris, ni ensevelie à Marly ou à Versailles, la Bête a probablement été enterrée dans le jardin de l'hôtel particulier du duc Louis Alexandre de La Rochefoucauld. Cette demeure urbaine aristocratique, sise rue de Seine, sera démolie en 1825,,,.

## Compléments historiques

### Géographie

Carte du Gévaudan et alentours.

La Bête sévit principalement en Gévaudan, qu'occupent l'actuel département de la Lozère et l'ancien canton de Saugues (Haute-Loire). C'est un pays de vallées et de montagnes alors couvertes de forêts, à l'habitat particulièrement dispersé, aux villages isolés que relient de mauvais chemins. Très longs, souvent rigoureux, les hivers peuvent durer neuf mois, des premières neiges de septembre jusqu'à mai.
La Bête hante tout d'abord les environs de Langogne et la forêt de Mercoire, à l'est du Gévaudan. Puis elle gagne le massif de la Margeride au centre, où de nombreuses tourbières (appelées « sagnes » ou « molières ») rendent les déplacements difficiles. Enfin elle élit domicile au nord, dans la zone des « Trois monts » : le mont Mouchet, le mont Grand et le Montchauvet, distants d'environ 15 kilomètres.
Elle s'aventure à l'occasion sur les monts d'Aubrac. Elle fait aussi incursion en Velay (Haute-Loire), en Haute-Auvergne (Cantal) et en Rouergue (Aveyron).

### Économie
Nettement plus peuplées qu'actuellement, moins boisées aussi, les campagnes vivent en autarcie de l'agriculture et de l'élevage.
Vu la longueur des hivers, les paysans sortent leur bétail dès les redoux pour économiser le fourrage. Enfants et personnes âgées gardent les troupeaux ; faibles, armés de simples bâtons, ils constituent des proies idéales pour un animal prédateur.

### Repères chronologiques
| Date              | En Gévaudan ou en Auvergne                                         | En France                                       |
| ----------------- | ------------------------------------------------------------------ | ----------------------------------------------- |
| 1715              | Fin de la guerre des Camisards                                     | Mort de Louis XIV                               |
| 22 février 1723   | -                                                                  | Fin de la Régence, Louis XV atteint sa majorité |
| 1723              | Gabriel-Florent de Choiseul-Beaupré devient évêque de Mende        | -                                               |
| 1756 - 1763       | -                                                                  | Guerre de Sept Ans                              |
| avril - mai 1764  | Premières attaques d'un animal sauvage                             | -                                               |
| 30 juin 1764      | Jeanne Boulet est la première victime officielle de la Bête        | -                                               |
| 15 septembre 1764 | Début des chasses de Duhamel                                       | -                                               |
| 2 novembre 1764   | Duhamel s'installe à Saint-Chély                                   | -                                               |
| 31 décembre 1764  | Mandement de l'évêque                                              | -                                               |
| 12 janvier 1765   | Combat de Portefaix                                                | -                                               |
| 28 février 1765   | Arrivée des D'Enneval                                              | -                                               |
| 8 juin 1765       | -                                                                  | François Antoine quitte Paris pour le Gévaudan  |
| 22 juin 1765      | François Antoine arrive au Malzieu                                 | -                                               |
| 18 juillet 1765   | Les Denneval quittent le Gévaudan                                  | -                                               |
| 11 août 1765      | Combat de Marie-Jeanne Vallet                                      | -                                               |
| 16 août 1765      | 3 hommes désignés "Chastel le père et ses 2 fils" sont emprisonnés | -                                               |
| 20 septembre 1765 | Le loup des Chazes est abattu par François Antoine                 | -                                               |
| 1er octobre 1765  | -                                                                  | Antoine de Beauterne présente la Bête au roi    |
| 3 novembre 1765   | François Antoine quitte le Gévaudan                                | -                                               |
| 20 décembre 1765  | -                                                                  | Mort du dauphin Louis                           |
| 19 juin 1767      | Jean Chastel abat la Bête du Gévaudan à la Sogne d'Auvers          | -                                               |
| juillet 1777      | Meurtre de Marianne Thomas déguisé en attaque de la Bête           | -                                               |

### Statistiques
Les statistiques varient selon les auteurs et la date de leurs écrits. De plus, elles doivent être pondérées. Rien ne prouve que toutes les victimes recensées par les actes de sépulture soient attribuables à la Bête. En effet, des proches ont pu indûment imputer un décès à l'animal. Au contraire, certains actes mortuaires peuvent taire le rôle d'une Bête que l'évêque de Mende associe au châtiment de péchés commis par le défunt, voire par ses parents. Pour une raison analogue, les sources s'avèrent moins fréquentes après le départ de François Antoine car une fois tué le loup des Chazes, le pouvoir royal ne veut plus entendre parler d'un animal qui l'a trop longtemps ridiculisé.
Les documents qualifiés d'officiels font état d'un peu plus de 80 personnes tuées,. S'y s'ajouteraient, selon le découpage administratif des années 2000, une trentaine de personnes blessées et environ 120 attaquées (à peu près 50 dans la région Auvergne et plus de 70 en Languedoc-Roussillon), soit au total quelque 230 victimes.
Au niveau des départements, la Lozère est la plus touchée avec plus de 70 victimes, devant la Haute-Loire qui en déplore plus de 60. Les cantons de Saugues, de Pinols et du Malzieu comptent le plus de victimes - respectivement 34, 23 et 22.
La Bête ne manifeste pas de préférence quant au sexe de ses proies. Mais elle s'attaque plus fréquemment aux enfants et aux femmes : les premiers, menant paître les troupeaux dans des endroits éloignés, sont ipso facto plus exposés et, vu leur jeune âge, moins aptes à se défendre.

### Caractéristiques de la Bête

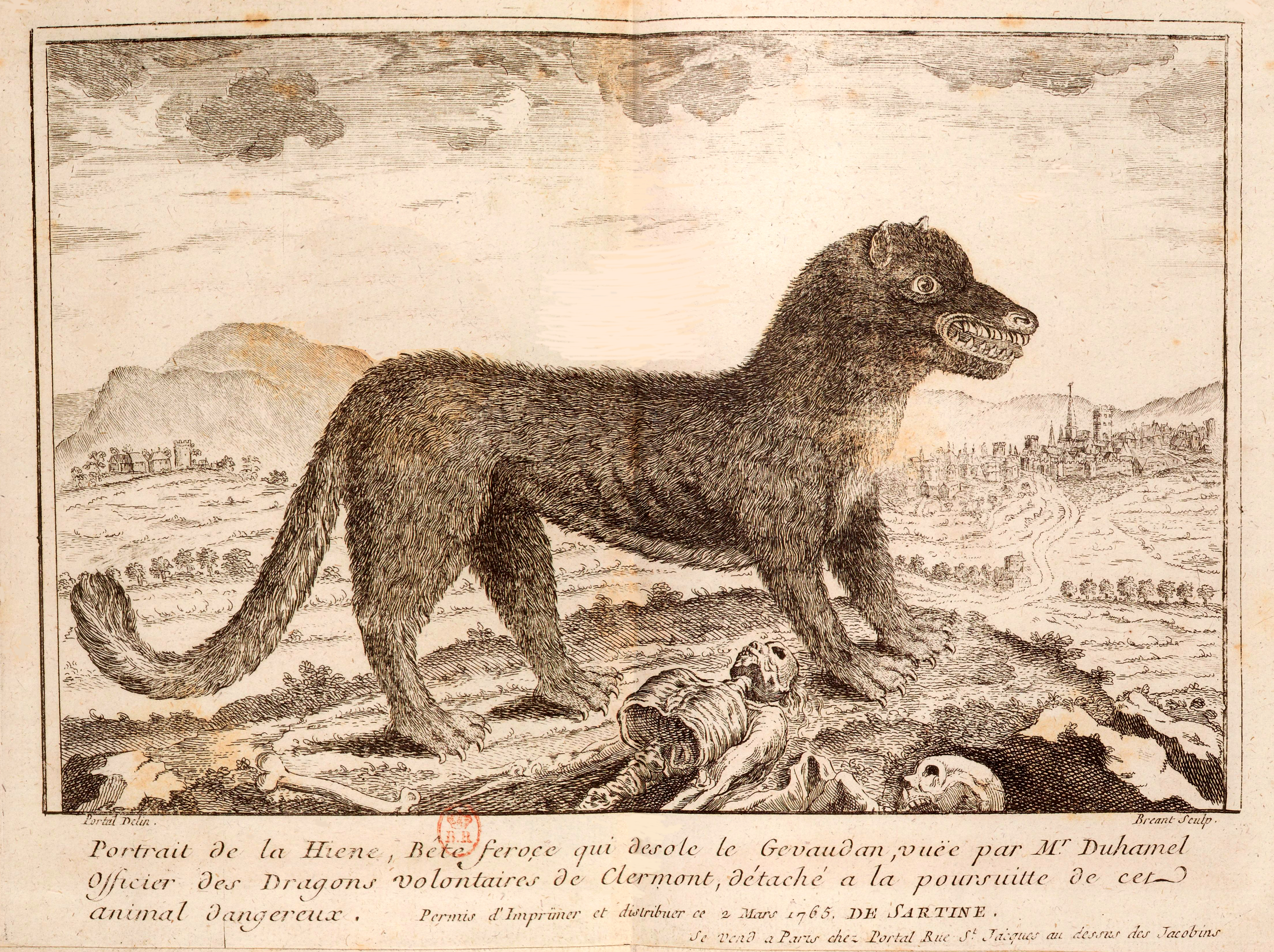
Portrait de la hyène, bête féroce.... Gravure, BnF, recueil Magné de Marolles, vers 1765.

Les diverses interrogations quant à la nature de la Bête du Gévaudan ont suscité l'intérêt et contribué à l'engouement pour son histoire.
Au plan de la morphologie, bien qu'aucun des animaux tués n'ait été conservé, le rapport Marin met en évidence un canidé d'aspect inhabituel.
Plusieurs récits évoquent l'invulnérabilité de la Bête. En effet, atteinte par les balles de tireurs réputés habiles, la Bête se serait à chaque fois relevée. Certains auteurs ont suggéré que l'animal aurait porté une cuirasse en peau de sanglier, comme les chiens utilisés à la guerre jusqu'au début du XIXe siècle, mais pour Alain Parbeau, cette supposée invulnérabilité s'explique par les caractéristiques des armes de l'époque et les conditions des tirs effectués contre la Bête.
Des témoignages attribuent à la Bête un don d'ubiquité. Dans un très faible intervalle de temps, elle aurait été aperçue en des lieux distants de plusieurs kilomètres. Cependant, dans bien des cas ces distances peuvent être franchies par un seul animal. Un loup peut par exemple parcourir jusqu'à 60 km en une seule nuit et un record en Finlande a été enregistré pour un loup ayant parcouru 190 km en 24h.
Deux des traits les plus singuliers de la Bête sont sa familiarité et son audace. Au moins jusqu'au départ de François Antoine, elle semble ne pas craindre l'Homme. Lorsqu'elle rencontre une résistance, elle s'éloigne de « 40 pas », s'assoit parfois sur son train arrière pendant quelques instants et, si elle n'est pas poursuivie, revient à la charge. Puis elle s'éloigne au pas ou au petit trot. Plusieurs victimes sont attaquées en plein village et une majeure partie des témoignages relatent des agressions durant la journée.
Pour finir, en manifestant un acharnement qui ne semble pas toujours dicté par la faim, la Bête se montre d'une étonnante agressivité. De surcroît, son agilité peu commune lui permet de sauter par-dessus des murs qu'un chien ne saurait franchir. Il faut tout de même garder en tête que le loup est capable de sauter 5 mètres en longueur et plus de 2,50 mètres en hauteur ce qui est compatible avec les « exploits » physiques de la Bête et invite à les relativiser.

## Les protagonistes

### La famille Chastel
Famille paysanne originaire du village de La Besseyre-Saint-Mary, les Chastel sont restés dans l'histoire de la Bête en raison du canidé abattu par Jean Chastel en juin 1767 près de la forêt de la Ténazeyre, mais également à cause des accusations portées contre eux par des auteurs qui reprennent à leur compte des portraits romanesques datant des années 1930-1940.
Né le 31 mars 1708 et mort le 6 mars 1789, Jean Chastel est connu sous le sobriquet de « de la Masca », autrement dit « (fils) de la sorcière » en occitan. Père de neuf enfants (cinq filles et quatre garçons), il signe fréquemment les registres paroissiaux et est dit laboureur, brassier mais aussi cabaretier.
Son frère, Jean-Pierre Chastel, est un condamné à mort en cavale pour le meurtre de son neveu Joseph Pascal.
Des quatre fils de Jean Chastel (Pierre, né le 8 mars 1739 ; Claude, né le 3 juin 1742 ; Jean Antoine, né le 20 avril 1745 et mort le 30 mai 1823 ; Jean François, né le 25 juin 1749), deux noms reviennent souvent dans les écrits sur la Bête depuis les récits romancés du diplomate Abel Chevalley et du conteur Henri Pourrat : Jean Antoine (plus communément appelé « Antoine ») et Pierre, tous deux garde-chasses au moment des faits. Chevalley et Pourrat façonnent l'histoire fictive d'Antoine Chastel, fuyant très jeune la région avant d'être fait prisonnier et émasculé par les pirates musulmans en Méditerranée. Les écrivains imaginent également que le jeune marginal, une fois revenu au pays, aurait dressé une bête à tuer et l'aurait placée sous les ordres du comte de Morangiès.
Ainsi transfigurés en meneurs de loups suspectés d'avoir commis les meurtres par pur sadisme ou justice privée, les Chastel inspirent les thèses de certains éthologues, non historiens de métier et défenseurs du loup, tels Gérard Ménatory, Raymond Francis Dubois et Michel Louis. Antoine Chastel est comme son père dans la lorgnette de ces auteurs car il était garde-chasse de la forêt de la Ténazeyre. Sur le mont Mouchet, cette forêt était le repaire principal de la bête, c'est aussi là que son père, Jean Chastel, l'a abattue. Toutefois, aucune preuve véritable n'accrédite de telles accusations,,,.

### Jean-François-Charles de Molette, comte de Morangiès

Blason de la maison des Molette de Morangiès.

Jean-François-Charles, comte de Morangiès, est né le 22 février 1728 au château du Boy. À 14 ans, il devient mousquetaire du Roi. Pendant la guerre de Sept Ans, il devient colonel du premier bataillon du régiment d'infanterie du Languedoc et combat en Allemagne, participant à la bataille de Hastenbeck avec ses frères avant d'être fait prisonnier à Minden jusqu'au début de l'année 1761.
Certains chercheurs lui ont parfois prêté un titre de gouverneur de l'île de Minorque, mais aucun document historique (comme les archives des états militaires de France) ne corrobore cette affirmation,.
Après de multiples emprisonnements pour dettes et notamment un procès où il est soutenu par Voltaire,, il meurt assassiné par sa seconde épouse en 1801.

### Jean-Joseph de Randon, marquis d'Apchier

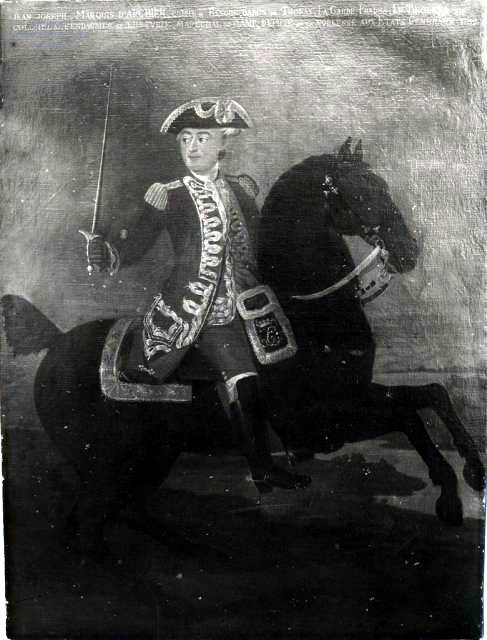
Le marquis d'Apchier en uniforme de colonel de la gendarmerie rouge de Lunéville-Lorraine,.

Jean-Joseph, est né le 3 juin 1745 au château de Besque est le fils de Joseph de Randon et Henriette de La Rochefoucauld. En 1765 il a 20 ans quand il prend peu à peu la tête des chasses contre la Bête du Gévaudan. C'est d'ailleurs lui qui organise la battue du 19 juin 1767, où Jean Chastel a vaincu la Bête.

### Le corps ecclésiastique

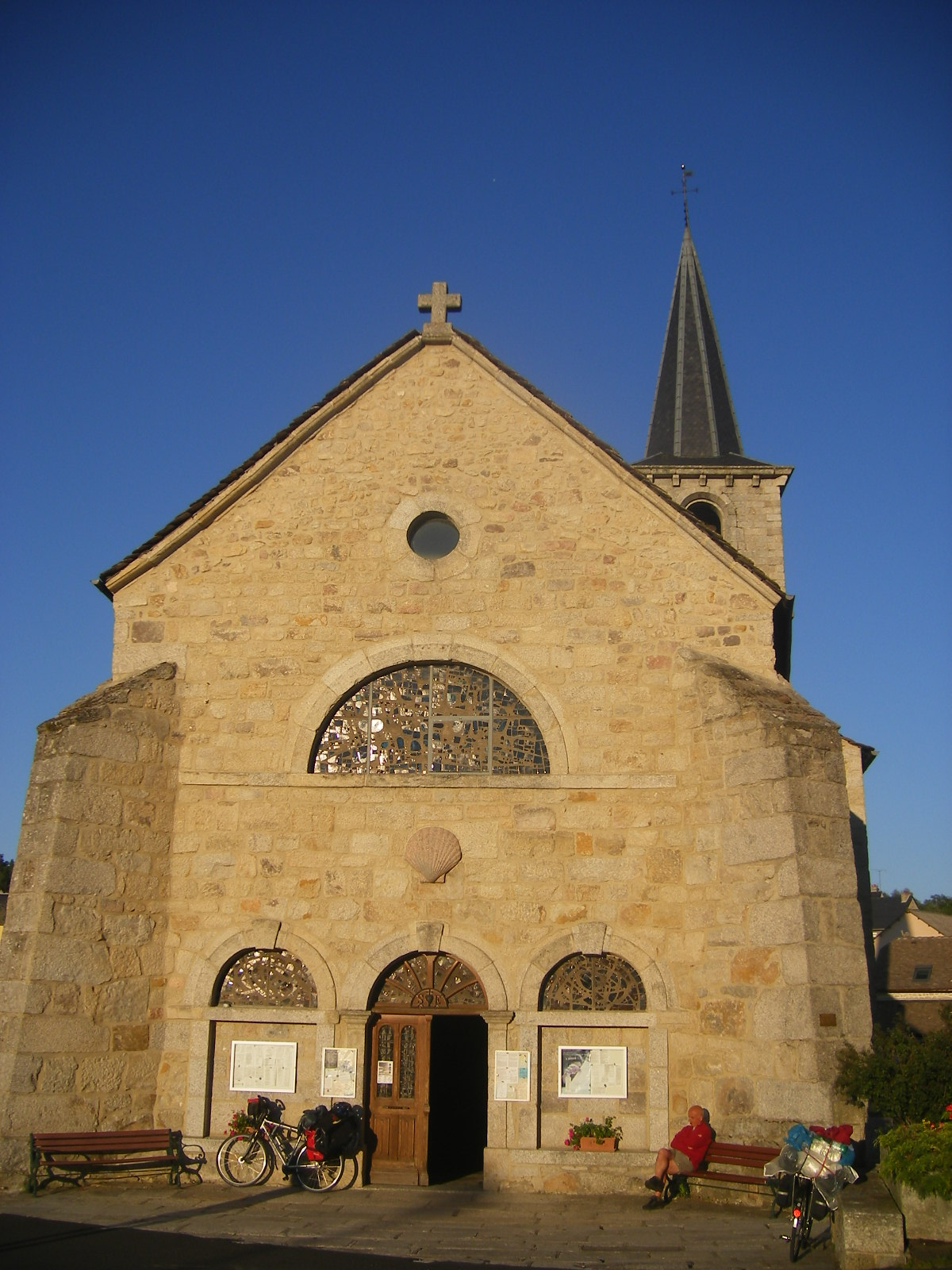
L'église d'Aumont-Aubrac.

- Gabriel-Florent de Choiseul-Beaupré était depuis 1723 évêque de Mende et, de ce fait, comte de Gévaudan. Pendant son épiscopat, ses cousins César Gabriel de Choiseul-Praslin et Étienne François de Choiseul occupaient des postes très élevés, respectivement de lieutenant général et de secrétaire d'État. Lors d'une déclaration lue publiquement le 31 décembre 1764 et entrée dans l'Histoire comme « Mandement de l'évêque de Mende », il laisse entendre que la Bête est envoyée par Dieu aux habitants du Gévaudan pour les inciter à se repentir de leurs péchés. En d'autres termes, le malheur qui les accable est de leur faute... Il décède à Mende, âgé de 82 ans, le 7 juillet 1767[186], dix-huit jours après la mort de la Bête.
- L'abbé Trocellier, curé d'Aumont-Aubrac, a organisé de nombreuses battues dans sa paroisse et au-delà. Témoin oculaire de la Bête, il l'a décrite à plusieurs reprises dans sa correspondance. Il écrit ainsi que « … la Bête se redresse sur ses deux jambes de derrière, et, dans cette position elle badine de ses deux pattes de devant, pour lors elle paraît de la hauteur d’un homme de taille médiocre »[187]. Cette bipédie lui suggère l'idée d'un babouin pour présenter la Bête dans une lettre adressée au syndic Lafont. Il consigna ses impressions dans le registre paroissial, y joignant un dessin de la Bête[188].

### Le corps administratif
- Étienne Lafont est né à Marvejols en 1719[189]. Avocat au parlement de Toulouse, syndic du diocèse de Mende, il est depuis 1749 subdélégué de l'intendant de la province du Languedoc pour le Gévaudan[190], l'un de ses pays d'états. Ses frères, Jacques et surtout Trophime, l'assistent dans sa traque de la Bête. Il décède à Mende en 1779[191].
- Jean-Pierre de Tassy de Monluc, né à Saint-Flour en 1721[192] et mort au même lieu en 1799[193], est subdélégué de l'intendant d'Auvergne pour le diocèse de Saint-Flour.

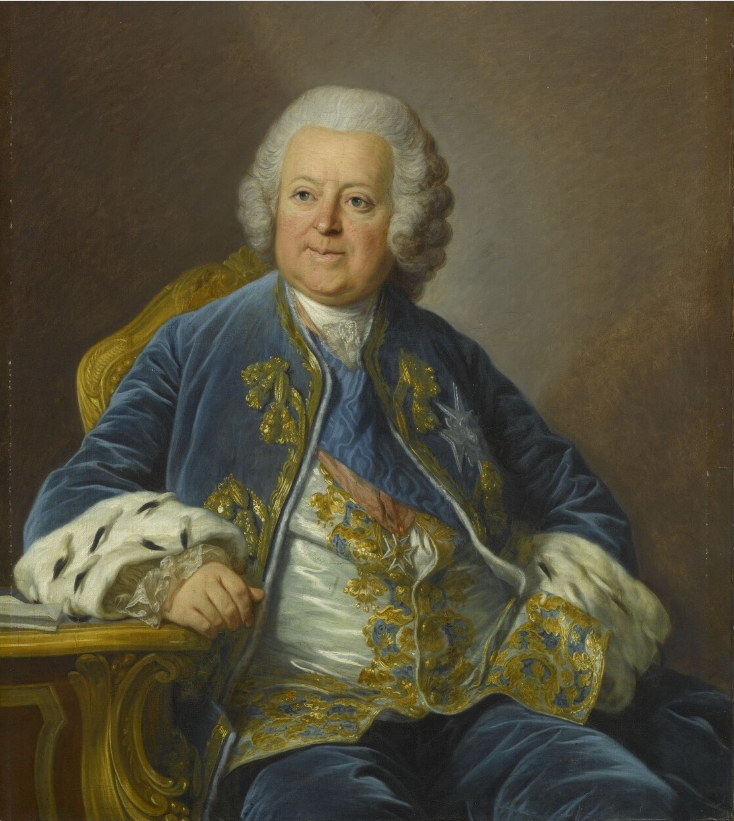
Saint-Florentin, ministre de la Maison du Roi.
Portrait peint par Van Loo, Versailles.

- Jean-Baptiste Marin, comte de Moncan, est né vers 1693. Il sert comme maréchal des armées du Roi et commandant en second du Languedoc en tant que suppléant du comte d'Eu, gouverneur de cette province. Il est nommé lieutenant-général et grand-croix de l'ordre de Saint-Louis, puis sénéchal et gouverneur du Rouergue le 1er mars 1767. Il reste en fonction jusqu'à sa mort, en 1779 à Montpellier[194].
- Marie-Joseph de Guignard de Saint-Priest est né en 1732 à Grenoble[195]. Il entame sa carrière comme conseiller à la cour des aides de Montpellier et devient maître des requêtes en 1757. Depuis 1764, il assume la charge d'intendant du Languedoc, qu'il a tout d'abord partagée avec son père Jean-Emmanuel Guignard de Saint-Priest[196]. Il est guillotiné à Paris en 1794[197].
- Simon Charles Sébastien Bernard de Ballainvilliers, né à Paris en 1721 (paroisse Saint-Eustache), occupe la fonction d'intendant de la généralité de Riom, dans la province d'Auvergne, de 1757 à 1767[198]. Le 19 juin, il relate en ces termes la mort de la Bête : « Jean Chastel, un enfant du pays, a tué une bête qui parut être un loup, mais un loup extraordinaire et bien différent par sa figure et ses proportions des loups que l'on voit dans ce pays ». Il décède à Clermont-Ferrand en 1767[199].
- Le comte Louis Phélypeaux de Saint-Florentin (1705-1777) est secrétaire d'État de la Maison du Roi. À ce titre, c'est l'un des interlocuteurs privilégiés entre le Gévaudan et la Cour.
- Clément de l'Averdy (1724-1793) est contrôleur général des finances. Il entretient une correspondance avec le Gévaudan et organise l'expédition des chasseurs d'Enneval.

### Les chasseurs
- Jean-Baptiste Louis François Boulanger Duhamel (ou Du Hamel) est né à Amiens (paroisse Saint-Martin-au-Bourg) le 5 février 1732 et reçoit le baptême le lendemain[200],[201]. Issu de la noblesse provinciale[202], il obtient en 1758 le grade de capitaine en s'engageant dans le régiment des Volontaires de Clermont-Prince, créé la même année par Louis de Bourbon-Condé, comte de Clermont[28],[203]. Aux premières attaques de la Bête, en 1764, le capitaine commande ses troupes dans la région de Langogne. Durant la traque de l'animal, Duhamel adresse plusieurs rapports au secrétaire de Louis de Bourbon-Condé[204], voire au comte de Clermont lui-même[205].

- Jean-Charles-Marc-Antoine Vaumesle d'Enneval, né le 25 septembre 1702 à Vimoutiers[206], où il est mort le 8 novembre 1769[207], est un gentilhomme provincial de l'Orne. Il dispose d'une commission du Grand louvetier de France pour se doter d'un équipage chassant les loups. Le louvetier Jean-Charles-Marc-Antoine de Vaumesle d'Enneval vient en Gévaudan en 1765, accompagné par son fils Jean-François de Vaumesle d'Enneval[208].

- François Antoine, né vers 1695 (probablement à Paris) et mort à Dax le 8 septembre 1771[209], est sous-lieutenant de la Capitainerie Royale de Saint-Germain-en-Laye, porte-arquebuse de Louis XV[159] et l'un des lieutenants de chasse du roi par commission. Il appartient à la Maison civile du roi[64]. Il est également chevalier de l'ordre de Saint-Louis depuis le 1er février 1755[210]. De nombreux auteurs l'appelent erronément « Antoine de Beauterne », or ce « double nom » — composé du patronyme « François » et du titre de courtoisie « de Beauterne » — est porté en réalité par son fils cadet Robert-François-Marc[211], chevau-léger de la Garde du roi Louis XV[212], puis chevalier de la Légion d’honneur sous le règne de Napoléon[159]. Les Antoine sont assistés par[213] le garde général Lacoste ; les garde-chasses de la capitainerie royale de Saint-Germain Pélissier, Régnault et Dumoulin ; les garde-chasses à cheval du duc d'Orléans Lacour et Rinchard[n 27] et les garde-chasses du duc de Penthièvre Lecteur, Lachenay et Bonnet.

## Théories sur la nature de la Bête

### Un ou plusieurs loups

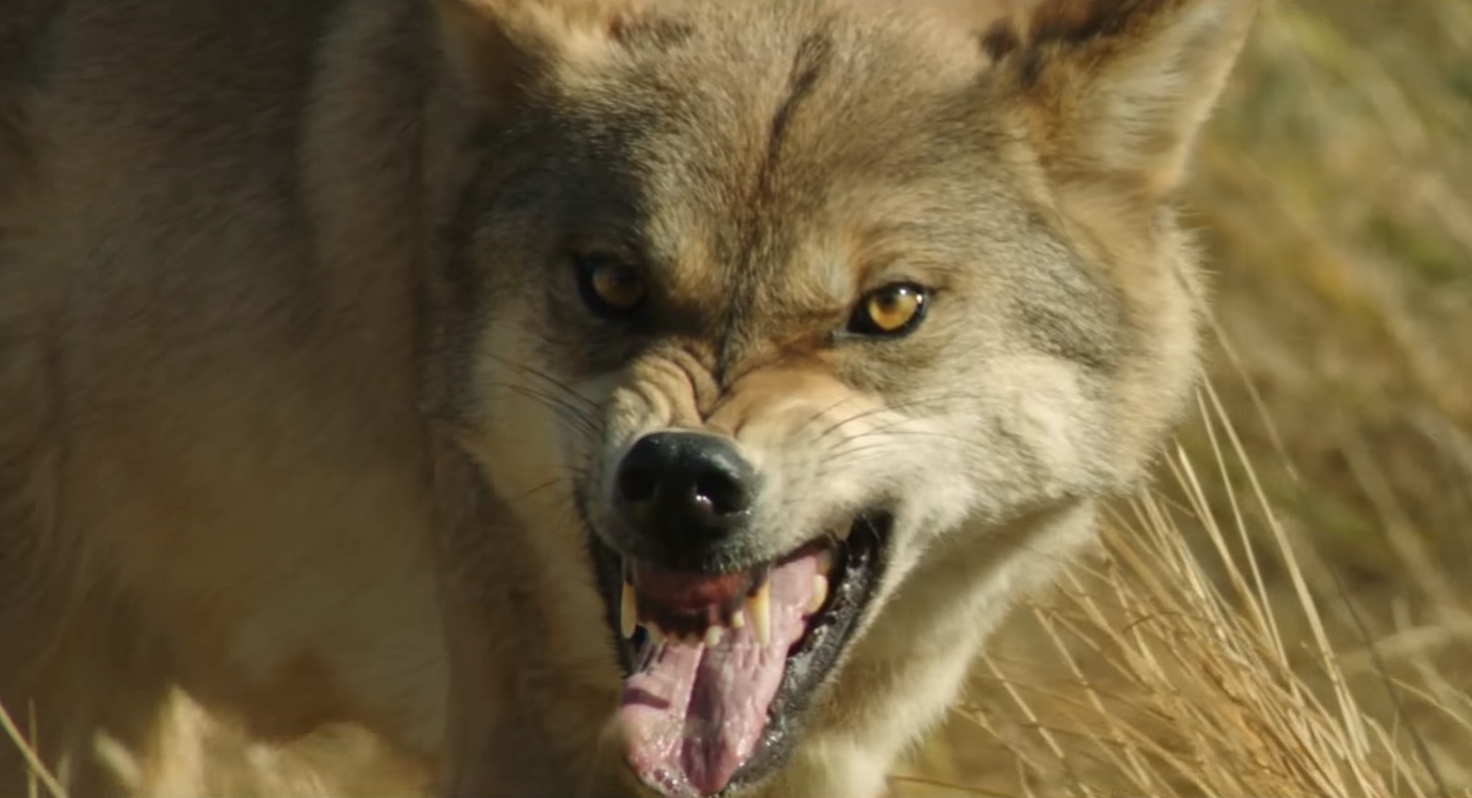
Un loup montrant les crocs.

Dans une large mesure, les chercheurs — et notamment les historiens — expliquent les ravages du Gévaudan par la présence d'un ou plusieurs loups devenu(s) prédateur(s) de l'être humain,,. Confrontée à la répétition d'attaques entraînant plusieurs drames ainsi qu'à l'horreur provoquée par la découverte de cadavres dévorés, la population rurale tend à « mythifier les loups, en attribuant tous leurs méfaits à un seul animal, aussi malfaisant qu'insaisissable. » Ainsi, à l'occasion d'un cas précédent dans le Vendômois entre 1730 et 1756, les prédations lupines sont consignées par les curés de telle manière que les registres paroissiaux mentionnent « une bête », « une bête féroce » ou « une bête inconnue » plus fréquemment que des loups, conformément aux dénominations employées par la suite dans le Gévaudan.
Pour monsieur de Buffon à propos de l'animal tué par François Antoine, comme de celui de Jean Chastel, tous les animaux tués lors des chasses étaient des loups[réf. nécessaire]. On notera que Buffon évoque comme plusieurs auteurs (notamment des veneurs,,,) que le loup peut se nourrir d'humains et le considérer comme une proie. L'éventualité d'un loup mangeur d'homme a donc été évoquée à l'époque, et s'est maintenue par la suite. L'abbé François Fabre évoque une famille de loups, alors qu'à partir des années 1760 on en compte trois. Ces trois loups, selon l'abbé Xavier Pic, auraient été celui tiré par les frères Marlet de la Chaumette, celui tué par François Antoine et le garde Rinchard, et le troisième tué par Jean Chastel.

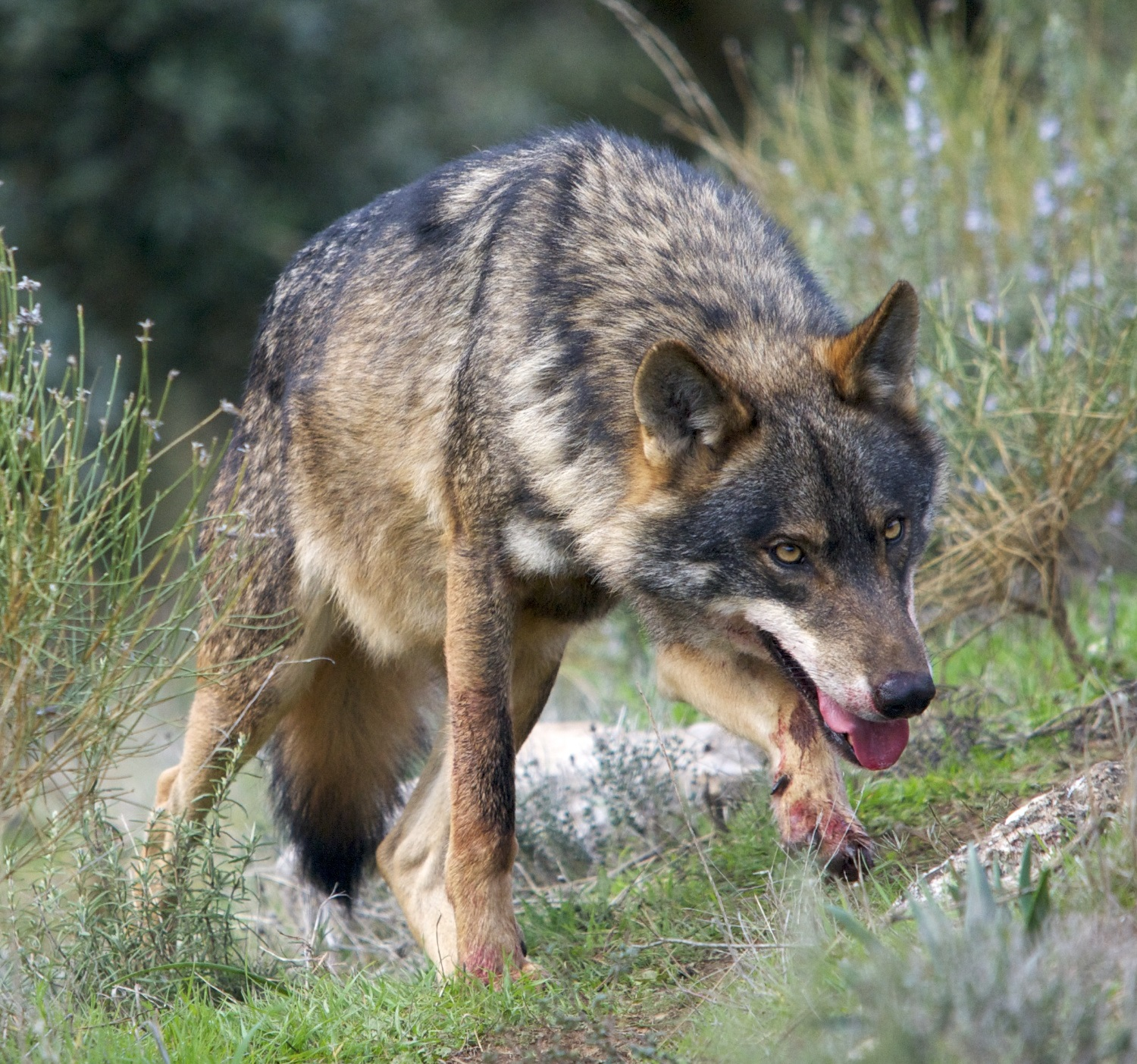
Loup ibérique.

Jacques Delperrié de Bayac arrive à la même conclusion, même s'il évoque la possibilité d'un quatrième loup. Gilles Ragache, Guy Crouzet, et le chanoine Félix Buffière sont beaucoup moins précis sur leur nombre, mais concluent également à des attaques de loups.
Dans sa thèse soutenue en 1988 sur l'éthologie du loup, François de Beaufort, futur sous-directeur du Muséum d'histoire naturelle, affirme que « la » Bête du Gévaudan désignait « plusieurs groupes familiaux de loups fonctionnant, fréquemment ou occasionnellement, comme mangeurs d'hommes », considérant les témoignages de personnes attaquées et des témoins visuels, les rapports de François Antoine, et l'examen des bêtes qui ont été tuées.
Pour l'historien Jean-Marc Moriceau, la parenté de la bête du Gévaudan avec les « loups carnassiers » qui désolaient d'autres régions à la même époque est manifeste. Il remarque notamment que des empreintes de loup ont été relevées près de certaines victimes, comme Marguerite Oustallier et Claude Biscarrat. L'appellation de « bête » désignerait plusieurs loups, une « horde de loups mangeurs d'hommes ». Moriceau reproduit la longue lettre d'Étienne Lafont à l'intendant de Languedoc, où le subdélégué décrit l'observation faite « plusieurs fois et de fort près » en avril 1767, tous les témoins disant que « ce n'était qu'un loup secondé vraisemblablement par d'autres ». De son côté, le curé d'Auvers enterrant une victime le 29 avril 1767 incriminait « la bête féroce sive le loup carnassier ».
L'historien Jean-Paul Chabrol a comparé la bête du Gévaudan avec la bête des Cévennes qui a sévi entre 1809 et 1817. Il conclut que dans les deux cas, il s'agissait de plusieurs loups anthropophages. Un doute subsiste néanmoins pour le canidé tué par Jean Chastel, qui pourrait être un hybride du chien et du loup, mais la disparition des restes des bêtes tuées en 1765 et 1767 exclut toute analyse génétique.

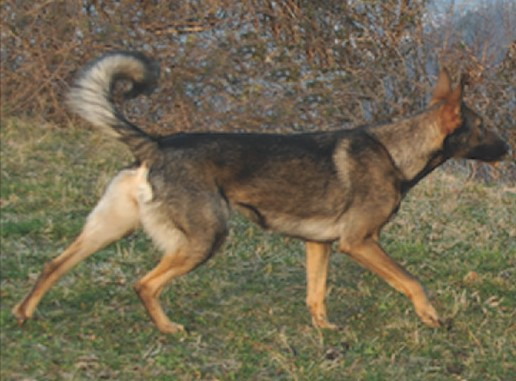
Canis lupus italicus.

Selon le paléontologue François-Louis Pelissier, les loups tués par François Antoine et Jean Chastel sont identifiés comme appartenant à la sous-espèce Canis lupus italicus. Cette conclusion se base sur le fait que le pelage, la morphologie et l'anatomie des rapports d'autopsies correspondent aux caractéristiques de cette sous-espèce,. L'histoire évolutive du loup italien est également compatible avec sa présence en France durant les siècles précédents,. La taille réduite des spécimens actuels au regard des loups tués (en particulier le loup d'Antoine) est due à la diminution de proies tel que le cerf rouge, comme l'indiquent les travaux de Leonardo Salari. Concernant l'animal tué par Jean Chastel, François-Louis Pelissier rejette l'hypothèse du chien-loup en se basant sur l’Histoire naturelle de Buffon qui explique que les loups n'ont aucune difficulté pour se tourner à cause de leur côte, mais à cause de l'adhésion de la septième vertèbre lombaire à la hanche, contrairement aux croyances des siècles passés. Pelissier réfute aussi l'hypothèse du chien en se basant sur les travaux des chercheurs Éric Fabre et Philippe Orsini. En outre, le chercheur note que le comportement alimentaire de la Bête est cohérent avec celui du loup, il met également en avant la similitude entre les données de Jean-Marc Moriceau et celles des historiens italiens. L'anthropophagie des loups est expliquée par une reprise de l'hypothèse du zoologue Luigi Cagnolaro selon laquelle une accumulation de facteurs (diminution des proies sauvages comme le cerf, enfants qui travaillent aux champs, zones agricoles plus étendues, fracture des meutes de loups conduisant à de petits groupes ou des animaux solitaires) conduisent à la naissance de (rares) situations d'attaques.
D'après le paléontologue Julien Benoit, la bête du Gévaudan désigneraient plusieurs loups (ou éventuellement quelques autres canidés sauvages). En se basant sur les données de l'historien Jean-Marc Moriceau, il explique via une approche sceptique et statistique que l'hypothèse du loup doit être celle par défaut jusqu'à ce qu'une démonstration robuste du contraire soit faite.

### Un chien-loup

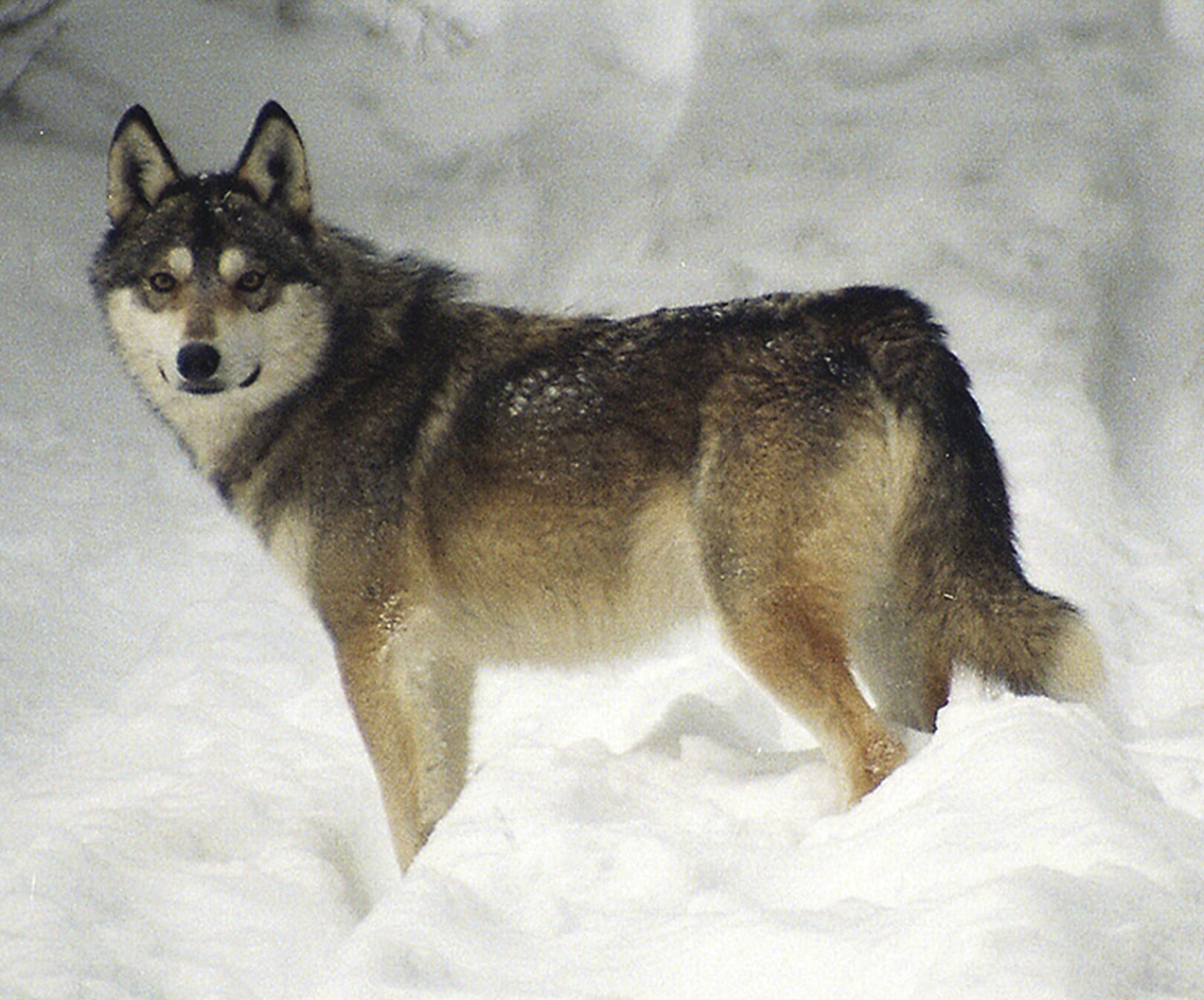
Chien-loup dans un parc zoologique polonais.

Pour Michel Louis, directeur du parc zoologique d'Amnéville, le comportement et le physique de la Bête ne correspondent pas au loup qui serait bien connu — et peu redouté — des paysans de l'époque. L'hypothèse du loup enragé ne peut être retenue car les survivants aux attaques ne contractèrent pas cette maladie qui les aurait tués en quelques mois. Ancien maître-chien, il soutient l'hypothèse de l'hybride du chien et du loup. Selon lui, la description de la Bête du Gévaudan correspond, en beaucoup de points, à celle d'un chien de type berger : gueule plate et museau fin, courtes oreilles, poil roux (« fauve » ou « sable ») traversé de bandes noires, marque blanche sur le poitrail (« de l’avis de tous les chasseurs, on n’a jamais vu aux loups de pareilles couleurs » ; « Cet animal ressemblait plus au chien qu'au loup, tant à cause de son pelage que la forme de sa tête »).
Pour le journaliste Jean-Claude Bourret, « la bête est certainement un croisement entre un chien de combat descendant des légions romaines et un loup. » Une sculpture en résine et polyuréthane de la Bête, d'après les mesures exactes du rapport d'autopsie de juin 1767, a été présentée à Paris en 2016,.
Bernard Soulier, le président de l'association « Au pays de la bête du Gévaudan », soutient également la théorie de plusieurs hybrides chien-loup. En se basant sur l'animal tué par Jean Chastel, qui avait une tache blanche au poitrail (caractère qui permet de soupçonner la présence d'une hybridation), que la plupart des loups n'ont pas. Il existe également un témoignage d'une personne de l'époque qui affirme avoir reconnu un hybride[réf. nécessaire]. Bernard Soulier souligne également que les gens de l'époque vivaient au quotidien avec le loup et savaient le reconnaitre. D'après les descriptions sur la bête, cet animal ne ressemblait à un loup que de par l'arrière, quand on le regardait par l'avant il n'avait pas l'apparence d'un loup. Sans compter que le comportement de la bête diffère drastiquement de celui du loup. Selon Bernard Soulier, la part de chien que cet animal avait en lui est la raison pour laquelle il n'avait pas peur de l'homme. Cet hybride aurait pu provenir de l'union entre une louve rejetée de la meute et un chien errant. Un chasseur aurait également pu croiser un louveteau avec un chien de chasse (en vue d'avoir un animal plus performant pour la chasse), et l'hybride aurait pu s'échapper par la suite.

### Animal exotique, cryptide et autres conjectures

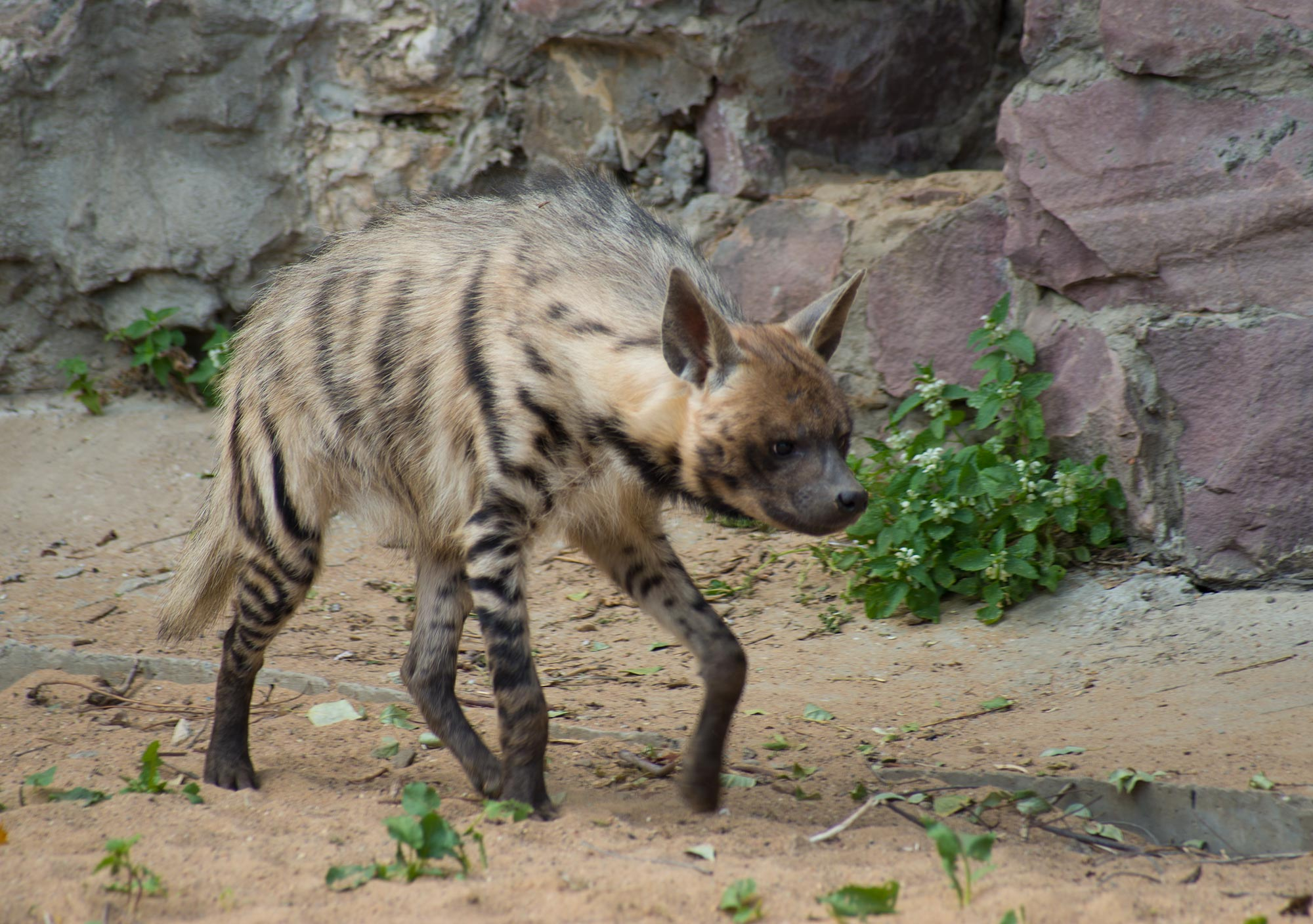
Une hyène rayée.

Une des premières théories, avancée au moment même des événements, assimile la Bête à un animal exotique. Le 31 décembre 1764, un mandement de l'évêque de Mende évoque « une bête féroce, inconnue dans nos climats,. » L'animal exotique le plus souvent cité est la hyène, encore peu connue en dehors des spécimens exposés dans des ménageries,. Les légendes des gravures du temps emploient à plusieurs reprises cette désignation, peut-être moins au sens strictement zoologique que pour signifier un « animal exotique monstrueux et anthropophage. » Fournier, curé de La Besseyre-Saint-Mary, rapporte sans certitude diverses rumeurs ayant trait aussi bien à un animal exotique fugitif qu'à une intervention diabolique : « Les habitants de Langogne disaient que c'était une hyène échappée de la ménagerie du Roi de Sardaigne (donc de Turin) ou de la Foire de Beaucaire... Ils pensaient que c'était le Diable en personne. L'Évêque de Mende semble partager cette croyance. »

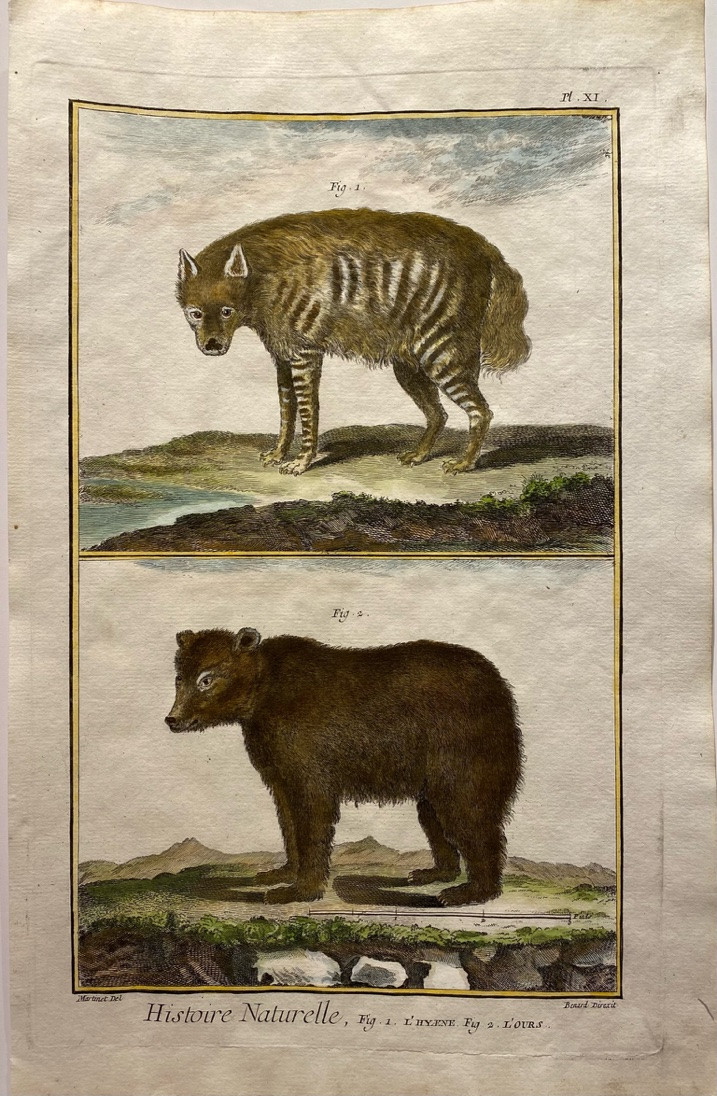
Représentation d'une hyène et d'un ours dans l’Encyclopédie ou Dictionnaire raisonné des sciences, des arts et des métiers, 1754.

Plusieurs décennies après les événements, la Bête est assimilée spécifiquement à une hyène rayée dans un petit fascicule publié et vendu à la ménagerie du Jardin des plantes en 1819. Cette brochure affirme que la charogne du loup tué par François Antoine serait exposée au cabinet d'Histoire naturelle,,. Cependant, le fascicule du Jardin des plantes demeure sujet à caution puisque ses éditions successives se contredisent : en 1811 et 1812, ce document assimilait préalablement la Bête à une hyène tachetée (Crocuta crocuta) et non à une hyène rayée. Du reste, dans un article paru dans La Campagne ; recueil descriptif et littéraire (1859-1860), le bibliothécaire Auguste Desportes (vers 1798-1866) dément l'affirmation du fascicule : « La dépouille [...] qui eût dû être déposée au cabinet du jardin du roi, comme pièce historique, n'y est jamais entrée,. » Dans le même ordre d'idées, l'historien Jay M. Smith conclut à une erreur d'identification en soulignant que le passage allusif du fascicule, édité cinquante ans après les faits, n'est pas corroboré par les archives : durant les années 1760, ni le Jardin du Roy, ni la ménagerie royale de Versailles ne font état d'une acquisition du loup des Chazes dans leurs collections. La conservation de sa charogne n'est pas davantage mentionnée dans la correspondance de Buffon ou de Saint-Florentin, ministre de la Maison du Roi.
L'historien Guy Crouzet considère que la présence accidentelle d'une hyène fugitive n'est pas nécessairement impossible eu égard à la pratique d'achats d'animaux exotiques visant à garnir les ménageries princières et royales. Toutefois, ce chercheur prend soin de préciser qu'il n'invalide pas l'explication des attaques lupines lorsqu'il évoque prudemment l'hypothèse d'un tel carnivore africain évoluant simultanément dans la région. Quant à Gérard Ménatory, soucieux de réhabiliter le loup auprès du grand public,, il associe la présence d'un animal exotique à une intervention humaine délibérée en affirmant qu'une hyène aurait été ramenée d'Afrique par Antoine Chastel, conformément aux fictions d'Abel Chevalley et Henri Pourrat,,,,. Quoi qu'il en soit, les formules dentaires des animaux tués par François Antoine et Jean Chastel ne correspondent pas à la denture d'une hyène mais à celle d'un canidé comme le chien ou le loup,,. Bernard Soulier, spécialiste de l'histoire de la Bête, écarte totalement l'hypothèse de la présence d'une hyène ou de tout autre animal exotique en l'absence de document fiable relatif à la mort d'un tel animal.
Plusieurs autres animaux ont été désignés pour tenter d'établir la nature de la Bête au XVIIIe siècle. Dans un premier temps, l'iconographie naïve l'assimile fréquemment à la hyène mais également à un lynx ou un ours dans une moindre mesure. Le Courrier d'Avignon du 16 novembre 1764 rapporte que « bien des gens la croyent une hyène, et d'autres une panthère, qui s'est échappée des mains de son conducteur. » Dans une lettre adressée le 20 janvier 1765 à l'intendant d'Auvergne, le capitaine Duhamel décrit la Bête comme un animal monstrueux, progéniture d'un lion,. Par ailleurs, un registre paroissial tenu à Pinols consigne le décès d'un enfant dévoré en 1766 par « une bête férosse (...) grande comme un veau d'un an. Elle s'apellait suivant quelques uns un singe apelé aigula. Sa tête était semblable à celle d'un lévrier longue de 18 pouces et ses yeux était au bout du museau. Sa guelle était effroyable (sic) » ; en fin de compte, ce mystérieux « singe », prétendument tué le 21 juillet 1766 près de Cahors, n'est certainement qu'un loup enragé, peut-être la Bête de Sarlat.

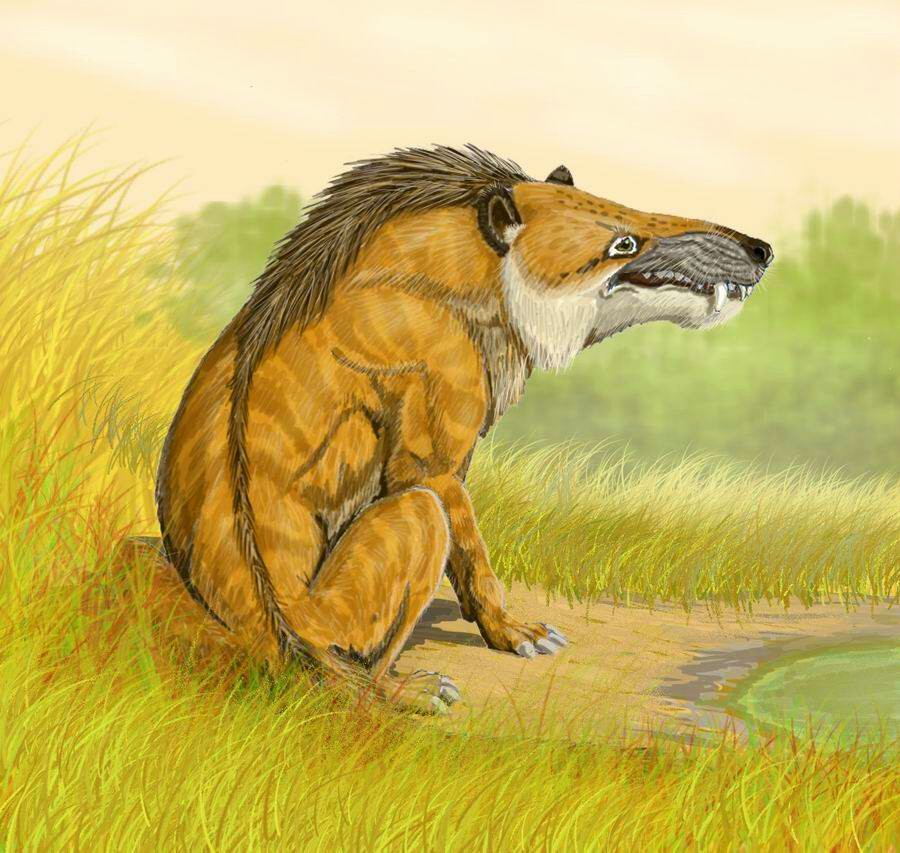
Reconstitution hypothétique d'Andrewsarchus mongoliensis.

À compter du XXe siècle, d'autres conjectures identifient tour à tour la Bête à un tigron, une espèce éteinte de glouton européen, un ou plusieurs thylacines, un grand félin, voire un « loup servier ». En 2019, le photographe animalier et réalisateur Bruno Loisel émet l'hypothèse qu'un ou plusieurs pumas pourraient vivre à l'état sauvage dans la région et réalise un documentaire autour de cette piste,. En se fondant sur certaines descriptions, des adeptes de la cryptozoologie se sont demandé s'il ne s'agissait pas d'un des derniers survivants des mesonychia, sortes de « loups à sabots » disparus vers la fin de l'Éocène, il y a 28 millions d'années,.
En 1977, l'ufologue Pierre Vieroudy compare la Bête du Gévaudan à un phénomène paranormal à l'image du monstre du loch Ness, « [animal] toujours insaisissable [qui] apparaît lorsqu'on pense fortement à lui, et provoque chez les témoins des effets psychologiques en tous points comparables à ceux qu'entraîne le phénomène OVNI. » Par la suite, les écrivains Guy Breton et Louis Pauwels rapportent facétieusement l'existence de conjectures relatives à une Bête originaire d'un autre monde et « déposée, on ne sait pourquoi, dans le Gévaudan » par quelque soucoupe volante. Toutefois, l'écrivain Pierre Antoine Courouble soutient qu'aucun auteur n'a formulé explicitement l'hypothèse extraterrestre avant que l'illustrateur Jean-Claude Pertuzé n'imagine sur ce thème une courte bande dessinée de fiction publiée dans le magazine Métal hurlant en juin 1980,.
Parmi les interprétations d'ordre surnaturel en cours à l'époque des événements, des superstitions populaires font état de sorciers lycanthropes. Une lettre, adressée à l'intendant d'Auvergne en juillet 1766, note à propos de l'animal : « On le cherchait dans les bois, et il fallait le trouver dans les maisons. Pour mieux m'expliquer, je crois que ce sont des sorciers qui fourmillent dans le monde ». Ce document suggère, sans trop se prononcer, que la Bête entretient une relation avec l'homme. « Maison » pouvant signifier à l'époque la demeure d'un seigneur. Plusieurs autres correspondances évoquent la peur des paysans d'un « sorcier déguisé ».

## Thèses des crimes sériels

### Un «fou sadique»?
En 1911, le docteur Paul Puech, gynécologue de la faculté de médecine de Montpellier, rédige un mémoire où il accuse des sadiques d'être à l'origine des attaques de la Bête du Gévaudan. Selon lui, la présence de mystificateurs recouverts de peaux de loup aurait entretenu la responsabilité d'une bête qui « n'a jamais existé » Devenant ainsi le premier auteur du XXe siècle à soutenir la théorie de l'implication humaine,, Puech évoque des tueurs qui se livreraient à des exactions supposément reconnaissables comme des décapitations et des mises en scène macabres consistant à « rhabiller » les corps de leurs victimes, ou à abandonner les cadavres nus en « semant » leurs habits le long des chemins.
En 1962, Marguerite Aribaud-Farrère publie une plaquette, La Bête du Gévaudan enfin démasquée, dans laquelle elle accuse un sadique d'avoir commis les meurtres en se faisant passer pour un loup-garou. Elle affirme que le criminel, qu'on appelait « Messire », aurait été originaire « d'une vieille famille puissante du midi de la France. » À l'époque, un de ses descendants « touchait de très peu au pouvoir ». En 1972, Alain Decaux reprend cette théorie pour une émission télévisée et un article paru dans la revue Historia,.
À compter de la seconde moitié du XXe siècle, des écologistes tentent de réhabiliter le loup en recherchant à leur tour une main humaine derrière les attaques de l'animal carnassier. « Partisans d'une nature sauvage idéalisée », ils nourrissent leurs « spéculations » à partir de certains récits oraux rapportés par l'abbé Pierre Pourcher, pointe l'essayiste Michel Meurger. Ainsi, dans l'ouvrage qu'il consacre en 1889 au « fléau divin » du Gévaudan, Pourcher fournit la transcription d'une légende tardive évoquant la rencontre de deux habitantes de Saugues avec un « homme extrêmement bourru » dont l'estomac se couvre de longs poils. L'abbé entremêle de la sorte l'histoire de la Bête et le vieux fond de croyances relatives aux loups-garous, enchevêtrement de faits et de légendes réinterprété ultérieurement par les auteurs « lycophiles » contemporains comme autant de signes révélateurs de la présence d'un ou plusieurs assassins. Or, à l'époque des attaques, le terme « loup-garou » ne paraît pas avoir été mentionné explicitement au sujet de la Bête, à une exception près : « un poème de 1765, manifestement écrit par un rimailleur cultivé et totalement étranger au Gévaudan », précise l'historien Jean-Paul Chabrol.

### Une association entre l'homme et l'animal?

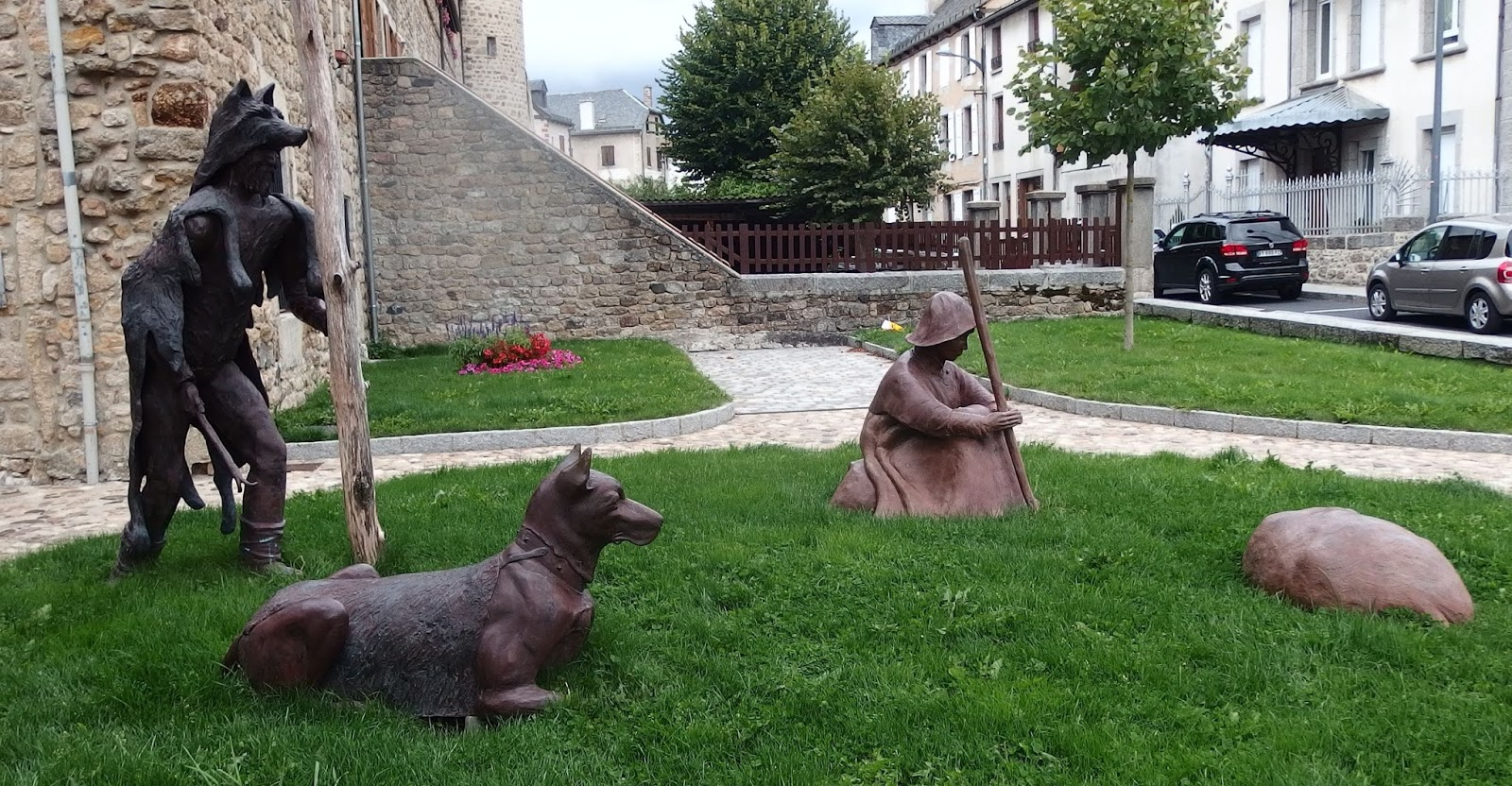
Revêtu d'une peau de loup, un homme s'apprête à lâcher la bête du Gévaudan sur un berger. L'animal est lui-même couvert d'une cuirasse.
Ensemble de statues de bronze sculptées par Jean-Yves Castel, place Jean-Boulet, Le Malzieu-Ville (photographie des Randonneurs de la Fare).

Dans son roman La Bête du Gévaudan (1936), Abel Chevalley fait mine de publier les mémoires du paysan Jacques Denis, protagoniste fictif qui évoque ses souvenirs des événements de 1764-1767. Le mémorialiste laisse planer de lourds sous-entendus sur la culpabilité de Jean-François-Charles, comte de Morangiès : « J’aurai à revenir sur cet affreux personnage depuis lors tristement célèbre. Mais nous ignorions alors qu'il fût aux abois et déjà vautré dans la crapule de Paris… après les sordides affaires qui l'auraient dû conduire en prison pour le reste de ses jours… » Chevalley flanque son héros d'une sœur courageuse et opiniâtre, Julienne Denis. Celle-ci nourrit des soupçons au sujet d'Antoine Chastel, présenté ici pour la première fois comme un sinistre marginal à demi-sauvage, castré par les barbaresques puis revenu au pays afin d'y dresser des molosses,. Le conteur Henri Pourrat utilise le même procédé pour brosser à son tour un sinistre portrait d'Antoine Chastel en 1946.
En 1976, le journaliste Gérard Ménatory, défenseur de la cause animale et fondateur du parc à loups du Gévaudan, reprend ces fictions à son compte afin d'innocenter le loup. Partant, il attribue les attaques mortelles de la bête à un animal exotique apprivoisé par un criminel, « redoutable association » entre une hyène importée d'Afrique du Nord et l'« eunuque » Antoine Chastel,,. Lorsque cette version est réfutée par les recherches historiques de Guy Crouzet sur la famille Chastel, Ménatory refuse de blâmer un animal sauvage et incrimine plutôt un « fléau de Dieu, animal dépendant d'un homme ».
Alain Decaux et Jean-Jacques Barloy conjecturent qu'un meurtrier aurait opéré sous le couvert d'une haute protection. En 1988, Raymond-Francis Dubois, fondateur et président honoraire de l'International Wolf Federation - Environment Action (IWFEA, une association internationale de défense des loups),, émet l'hypothèse d'un chien de guerre recouvert d'un gilet (ou cuirasse) comme il en existait au XVIe siècle, en peau de sanglier le protégeant des balles et des couteaux. Dubois argue à cet effet que la raie noire constatée sur le dos de la Bête ne concorderait pas avec le pelage du loup mais avec celui du sanglier. Il avance également que cette particularité n'aurait pas été constatée sur le cadavre des différents loups tués. Selon lui, c'est le fils Chastel qui aurait élevé et conduit cet animal suivant les ordres d'un noble du Gévaudan prénommé Charles,.
Selon Gérard Ménatory, des cas d'égorgement d'humain par des animaux existent (très souvent de grands fauves) mais il assure qu'aucune décapitation n'a été relevée et qu'une telle mutilation serait très improbable de la part d'un loup dont la mâchoire n'aurait pas la puissance nécessaire. « Auteur partisan de Gérard Ménatory », Michel Louis renchérit en affirmant que la décapitation n'est pas un comportement animal car d'un point de vue alimentaire, une tête humaine ne serait pas une partie intéressante, un carnivore préférant les parties plus charnues comme les cuisses ou les viscères. Conséquemment, Louis soutient qu'il faut discerner la main d'un « sadique » pour expliquer ces « décapitations ».
En s’appuyant sur des cas de zoanthropie, Pierre Cubizolles affirme que des membres de la famille Chastel étaient des sadiques déguisés en bêtes. Par ailleurs, André Aubazac accuse l'homme en évoquant plusieurs coupables : des soldats cannibales traumatisés par la guerre de Sept Ans, des vagabonds attirés par la construction de la route allant à Montpezat-sous-Bauzon, et enfin la famille Chastel lancée dans un règlement de comptes familial,,.
D'après Daniel Jumentier (expert en chiens de défense et dresseur ayant notamment travaillé sur le film Le Pacte des loups) les « bêtes » impliquées dans les attaques étaient probablement des chiens dressés, même si la présence d'un félin n'est pas écartée,. Il soutient que les événements de l'affaire de la bête du Gévaudan ne peuvent pas correspondre à une série d'attaque de loups,.
Deux ans avant l'apparition de la Bête en Gévaudan, la famille Rodier est accusée d'avoir utilisé des loups apprivoisés pour détrousser les voyageurs. Les parents sont condamnés à être pendus, tandis que les deux fils (19 et 15 ans) et un complice, Paul Serre du Vivarais, sont envoyés aux galères,.
Dans son ouvrage paru en 1992, Michel Louis désigne le comte de Morangiès comme l'instigateur des attaques de la Bête du Gévaudan, le fils Chastel lui servant de complice. Louis évoque un militaire déchu, calculateur et dénué de scrupules : « À travers la bête, le comte pouvait assouvir à la fois une vengeance et une soif de puissance frustrée. La confusion dramatique engendrée par sa terrible création dut lui procurer un sentiment de puissance fantastique. La revanche d'un sadique mégalomane ». Pour Louis, la raie noire aperçue sur le dos de la Bête ne concorde pas avec le pelage du loup ; par contre, elle serait caractéristique d’une cuirasse en cuir de sanglier pour chien de guerre. Il relève également que cette particularité n'a pas été constatée sur le cadavre des différents animaux tués. Conformément au « leitmotiv » de son ami Gérard Ménatory selon lequel « les loups n'attaquent pas l'homme », Louis nie l’entière fiabilité des registres paroissiaux en contestant les recherches de Guy Crouzet dans ces fonds d'archives.
Cette théorie sera reprise par plusieurs auteurs, comme Léobazel qui évoque le comte de Morangiès comme « un officier des plus médiocres, personnage taré et prodigue, honte de la noblesse locale, désespoir de son père, bourreau de ses frères et sœurs ». D'autres essayistes prêtent à Morangiès un titre de gouverneur de l'île de Minorque où il aurait rencontré Antoine Chastel, prisonnier des pirates musulmans, mais cette information est invalidée par les archives des États Militaires de France. Le comte se trouvait en Allemagne pendant la guerre de Sept Ans, puis est rentré en Gévaudan pour soigner une tuberculose. Bien que le comte de Morangiès ait effectivement mené une vie dissolue en dilapidant la fortune familiale, en étant assigné en justice par des créanciers et se fâchant avec ses frères après une succession avant terme, les accusations qui l'impliquent dans l'affaire de la Bête relèvent uniquement de spéculations suscitées par le roman d'Abel Chevalley publié en 1936.
Ainsi, Roger Oulion accuse également Jean Chastel et ses fils d'avoir été les « maîtres » d'une portée de plusieurs hybrides chiens-loups dressés à tuer. Selon cet auteur, Chastel, pris de remords après la mort de la jeune Marie Denty sous les crocs d'un de ses animaux, se serait confessé au curé de La Besseyre-Saint-Mary, l'abbé Fournier. Ce dernier aurait convaincu Chastel d'arrêter ses agissements coupables et, avec l'appui du marquis d'Apcher, organisé en catastrophe une battue à l'issue de laquelle Chastel aurait abattu une de ses bêtes pour donner le change.
Une autre théorie du complot évoque les Grands jours d'Auvergne et du Languedoc, procès établis par Louis XIV pour condamner les abus commis par la noblesse sur les paysans (de 1664 à 1667, soit exactement un siècle avant la Bête). Les coupables étaient exécutés à la roue ou décapités, et beaucoup ont vu leurs biens confisqués ou rasés,. Ce fut le cas de la famille Lamotte-Beaufort-Canillac, illustre baronnie d'Auvergne qui fut la plus touchée par les poursuites avec cinq membres condamnés à mort. La famille Morangiès, liée aux Canillac, rachète leurs terres en 1740 après que le dernier s'est éteint sans descendance,. La famille du marquis d'Apcher a également eu au moins un ancêtre condamné pour meurtre : le comte Christophe d'Apcher,. Les partisans de la théorie, comme Roger Oulion, pensent que certains nobles se sont servis d'un ou de plusieurs animaux dressés pour venger leurs ancêtres. En 2016, avec son ouvrage romancé Dans la peau de la Bête !, Marc Saint-Val aborde, sous leurs aspects pratiques (mais sans faits sourcés), l'introduction d'animaux exotiques hors de leur habitat naturel et leur dressage pour les lancer à l'attaque d'humains.

### Un assassin déguisé en «bête» en 1777
En juillet 1777, dix ans après l'affaire de la Bête du Gévaudan, une femme est assassinée par un homme se faisant passer pour un animal. Marianne Thomas, dite « Berniquette », servante du chirurgien de Saugues, est retrouvée grièvement blessée dans la cuisine de son domicile au Cros, « assaillie et battue par la Bête », « persuadée que c'était une bête qui lui avait fait le mal ». Elle ne survit pas à ses profondes blessures et meurt deux ou trois jours plus tard, dans la nuit du 23 au 24 juillet 1777,.
Pour ce « crime capital qui mérite toute la punition des lois », le procureur fiscal ordonne une enquête, qui ne commence que le 19 août 1778. Treize témoins sont appelés à témoigner dans une salle du château des Salettes relevant de la justice de Thoras, canton de Saugues. Un dénommé Jean Chausse, dit Lanterolle, est soupçonné d'avoir assassiné, et probablement violé, Marianne Thomas en s'étant recouvert d'une peau de bête à laine et de gants pour « aller faire le loup ». L'homme, cultivateur au Cros, est finalement inculpé de meurtre et emprisonné à Thoras, puis à Saugues en attendant son jugement au siège présidial de Riom, où il est conduit le 19 septembre 1778.
À l'encontre d'auteurs s'appuyant sur ce fait divers pour accréditer la thèse d'un sadique dissimulé derrière la bête du Gévaudan en 1764-1767, Guy Crouzet et Serge Colin soulignent que le criminel du Cros, « grossièrement affublé d'une peau de mouton », est finalement identifié et appréhendé, sans aucune commune mesure avec la « capacité de s'évanouir dans la nature qui caractérisait la vraie bête »,.

## La Bête dans la culture populaire

### Sites touristiques
En Lozère, plus particulièrement en Margeride, de nombreux sites touristiques entretiennent la légende de la Bête avec des musées, des statues et des sentiers pédagogiques.
La Bête est représentée seule à Saint-Privat-d'Allier, à Saugues (sculpture sur bois) et une à Marvejols sculptée par Emmanuel Auricoste (même si la Bête n'est jamais venue jusqu'au territoire de cette commune). Au Malzieu-Ville, deux sculptures existent : une première représentant la lutte d'une villageoise contre la Bête a été inaugurée en 2010 et une seconde inaugurée en août 2012 par le « comte de Paris », qui reprend la théorie du meneur de loups.
Les protagonistes sont aussi mis à l'honneur, ainsi le combat de Marie Jeanne Vallet contre la Bête a été sculpté par Philippe Kaeppelin et installée dans le village d'Auvers. Elle a été inaugurée en 1995, suscitant même une polémique à propos de l'usage touristique d'une Bête ayant commis de tels crimes. Le vainqueur officiel de la Bête, Jean Chastel, est célébré dans son village de La Besseyre-Saint-Mary où une stèle à sa mémoire a été érigée.
Saugues présente le « Musée fantastique de la Bête du Gévaudan ». Il est constitué de vingt-deux dioramas de grande taille, avec des personnages en plâtre et des effets sonores. Il fête ses dix ans d'existence en juillet 2009.
À cela s'ajoute le musée du Parc à loups du Gévaudan, qui possède quelques documents relatifs à la légende. De plus, de nombreuses entreprises, ou autres clubs sportifs, de Lozère et de Haute-Loire, ont choisi la Bête du Gévaudan comme emblème.

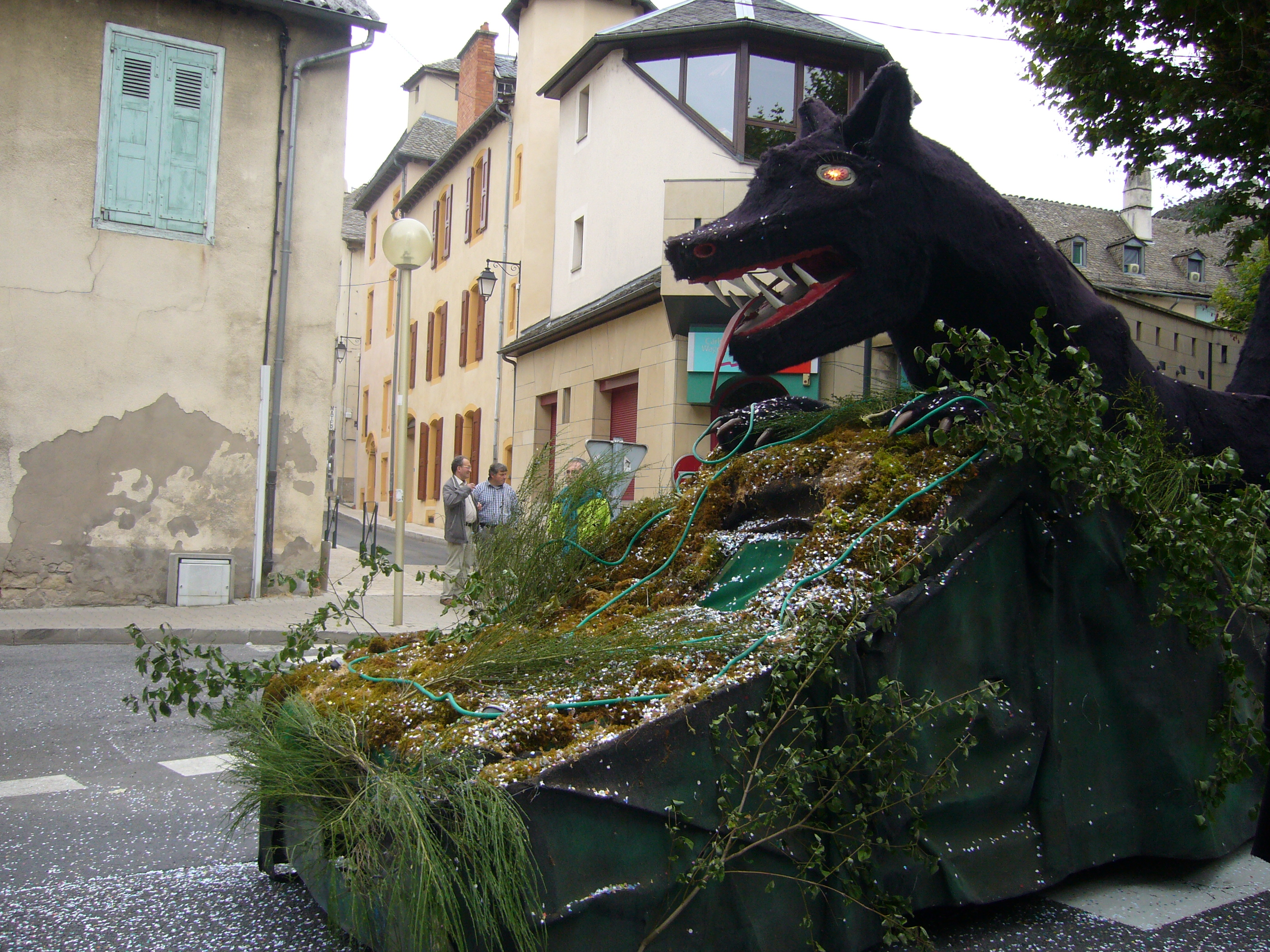
Le char de la Bête ouvre chaque année le corso fleuri des grandes fêtes de Mende (août).
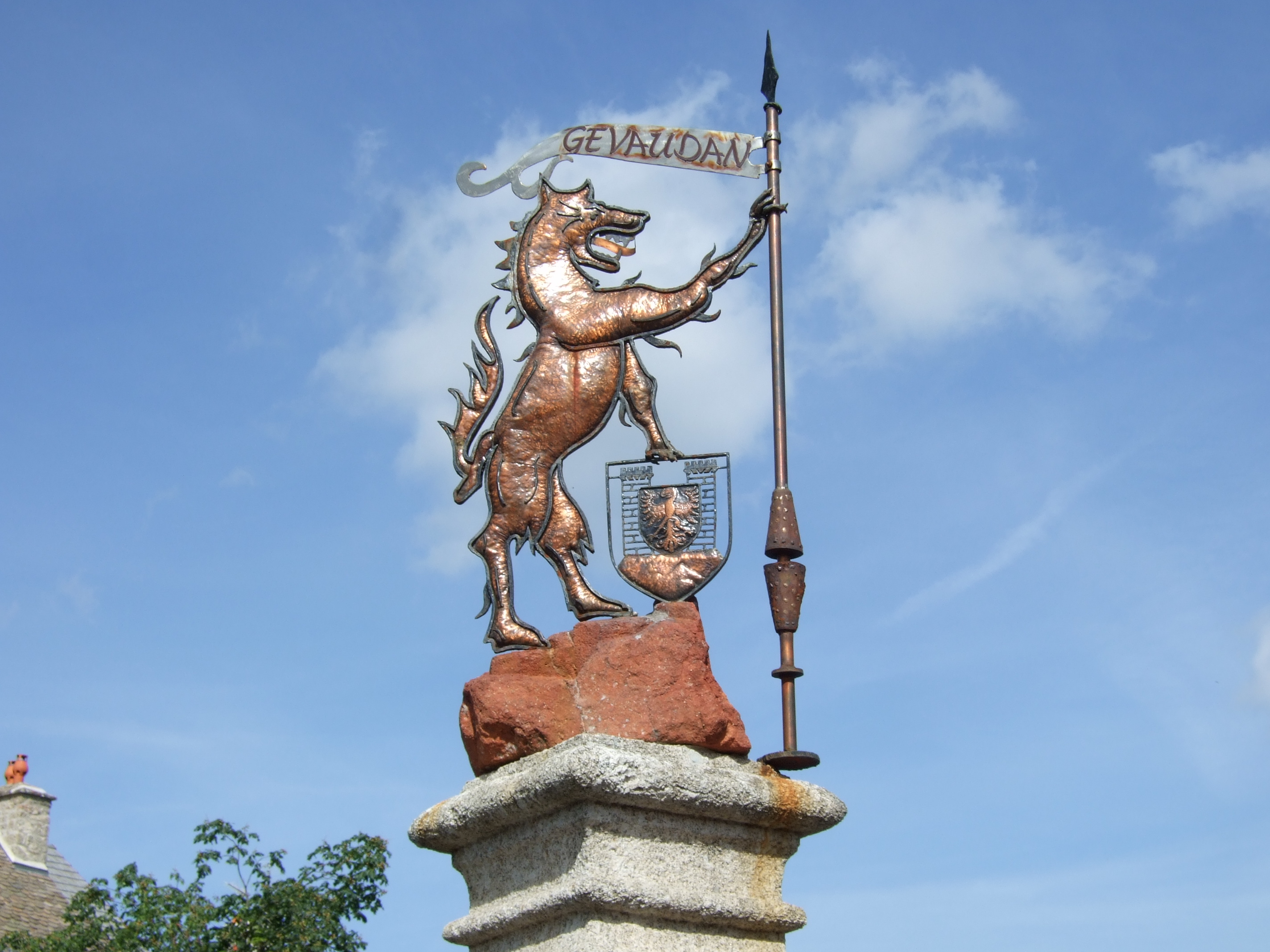
Fontaine à Aumont-Aubrac, où la Bête tient les armes de la ville.
Le blason de la commune de Paulhac-en-Margeride, adopté en 2001, présente deux Bêtes du Gévaudan[n 38].

### Théâtre

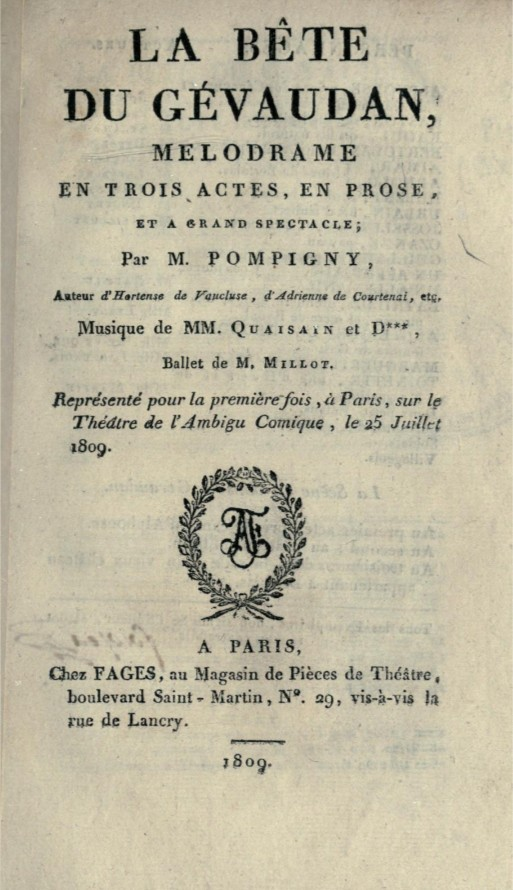
Page de titre du mélodrame La Bête du Gévaudan (1809).

La Bête du Gévaudan est un mélodrame en trois actes par Maurin de Pompigny, joué pour la première fois à Paris en 1809,.
Une pièce en trois actes de Jacques Audiberti est sortie en 1936 sous le nom de La Bête noire. Elle est présentée en 1948 à la Huchette à Paris, et a été renommée en La Fête noire. Les noms historiques n'ont pas été conservés. La pièce présente une lutte entre paysans et aristocrates locaux.
En 2008, une nouvelle pièce est montée sous le nom de La Bête est là..., avec Geneviève et Robert Sicard et une mise en scène de Patricia Capdeveille. Il s'agit d'une adaptation du livre de Laurent Fournier intitulé Petite histoire des grands ravages d'une méchante bête.

### Littérature
La bête du Gévaudan et le nouveau monstre est un texte de 32 pages publié en 1839.
L'écrivain écossais Robert Louis Stevenson traverse le Gévaudan en 1878, périple qu'il raconte dans son récit Voyage avec un âne dans les Cévennes. Il écrit ainsi à propos de la Bête : « C'était, en effet, le pays de la toujours mémorable Bête, le Napoléon Bonaparte des loups. Quelle destinée que la sienne ! Elle vécut dix mois à quartier libre dans le Gévaudan et le Vivarais, dévorant femmes et enfants et « bergerettes célèbres pour leur beauté » […] si tous les loups avaient pu ressembler à ce loup-ci, ils eussent changé l'histoire de l'humanité ».
En 1858, l'écrivain Élie Berthet rédige le roman La Bête du Gévaudan, publié initialement sous forme de feuilleton dans le Journal pour tous du 2 janvier au 6 mars 1858 avant de paraître en format relié aux éditions L. de Potter en 1858,. L'abbé François Fabre juge « fort bien fait » ce roman-feuilleton « agrément[é] […] d'épisodes imaginés. L'intrigue est mouvementée, les personnages vivants et bien campés […] surtout le Lycanthrope, cet horrifiant Jeannot-Grandes-Dents, retourné à l'état sauvage et devenu le compagnon inséparable du loup. » Élie Berthet brosse le portrait d'un colosse dément, à la figure et aux manières bestiales, qui s'en va terroriser le pays dès qu'il sort de sa tanière. Selon Félix Buffière et l'essayiste Michel Meurger, ce « Jeannot-Grandes-Dents » fictionnel constitue vraisemblablement une source d'inspiration pour l'auteur Abel Chevalley lorsque ce dernier imagine Antoine Chastel en « sauvage à mi-chemin de l'homme et de la bête. »

Illustrations de La Bête du Gévaudan, roman-feuilleton d'Élie Berthet.
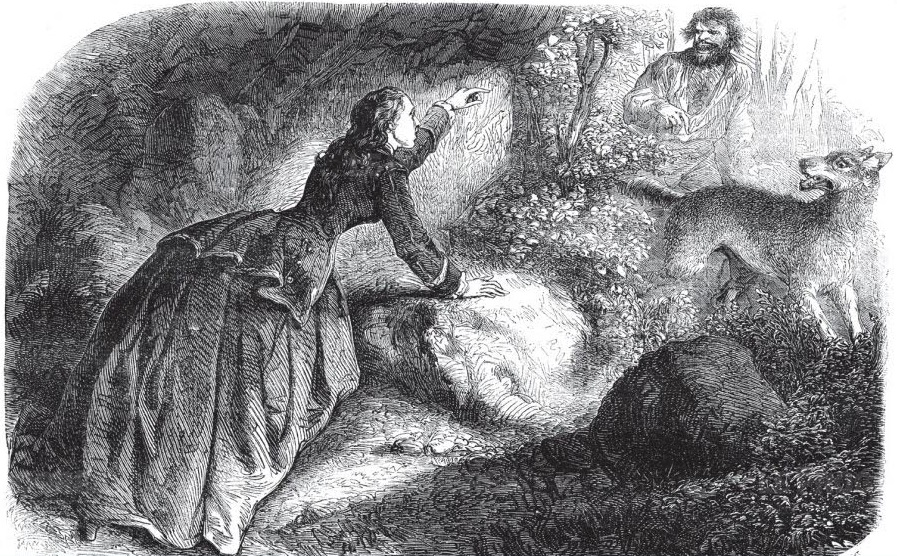
Menacée par la Bête, la belle châtelaine Christine de Barjac appelle vainement Jeannot-Grandes-Dents à son secours. Illustration de Gustave Janet, Journal pour tous, no 148, 30 janvier 1858.
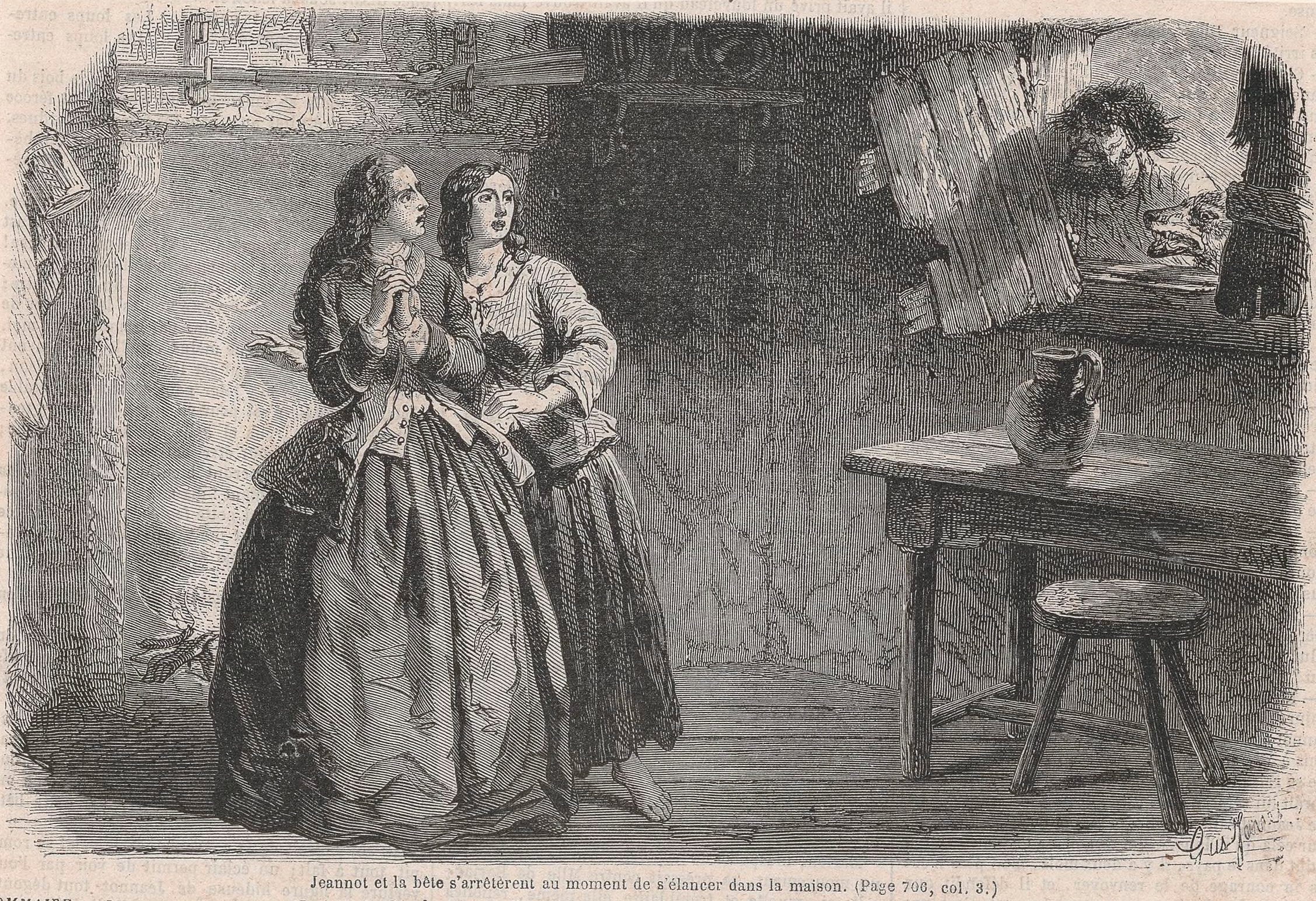
Jeannot et la Bête assiègent la loge de la Mare où se sont barricadées Mademoiselle de Barjac et Marion, fille du garde général Fargeot. Journal pour tous, no 149, 6 février 1858.
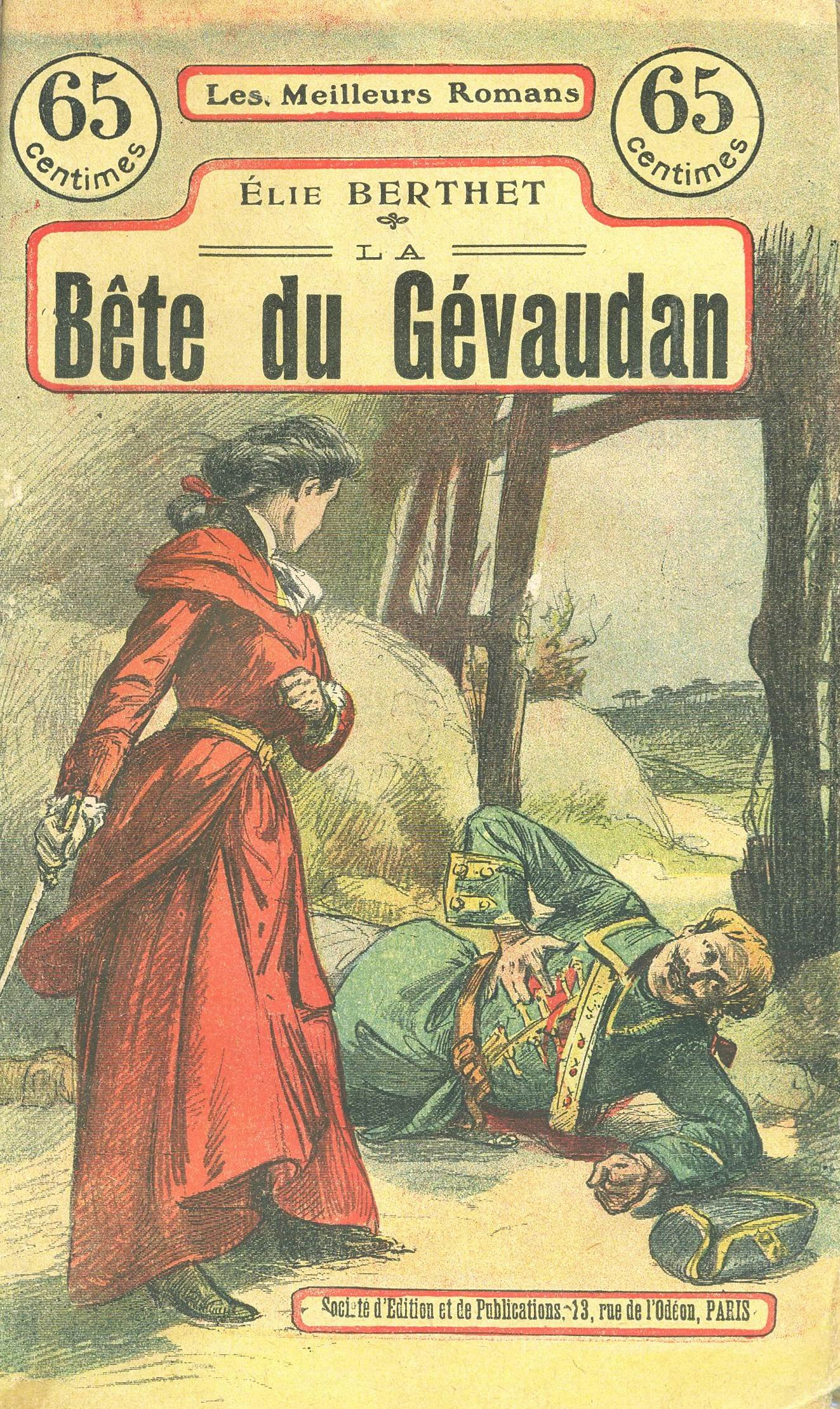
Mademoiselle de Barjac poignarde le baron de Laroche-Boisseau qui voulait l'outrager. Couverture d'une réédition du roman, Société d'Édition et de Publications, 1910.

Angliciste, professeur agrégé et diplomate, Abel Chevalley rédige La Bête du Gévaudan, un roman paru à titre posthume en 1936. L'œuvre littéraire se présente sous forme de mémoires couchés sur le papier au XIXe siècle par Jacques Denis, témoin oculaire fictif des ravages de la Bête. Brouillant les frontières entre imaginaire, tradition orale et réalité, ce roman exerce une influence considérable sur la littérature consacrée à l'affaire. Les vagues accusations portées contre Antoine Chastel et le comte de Morangiès sont ainsi prises au sérieux par plusieurs lecteurs et auteurs,. Dans un compte rendu publié en 1937, la Revue des études historiques se figure que Chevalley a réellement édité le « manuscrit » d'un « contemporain des événements ».
Des romanciers se sont également inspirés de l'histoire de la Bête comme La Bête du Gévaudan de José Féron Romano ; Gévaudan de Philippe Mignaval ; Le Chien de Dieu de Patrick Bard ; Le carnaval des loups de Jean-Paul Malaval ou encore le deuxième tome de la série Alpha & Omega de Patricia Briggs dans lequel la Bête est en réalité Jean Chastel (loup-garou).
La même année, Gérard Roche, sénateur de la Haute-Loire, signe un roman de 500 pages intitulé Gévaudan, le roman de la bête aux éditions De Borée : « Je me suis mis à la place des gens de l'époque pour décrire la vie d'un village d'autrefois »,.

### Bande dessinée
La Bête est devenue, à partir des années 1970, le personnage central de plusieurs bandes dessinées. Ces premières apparitions sous ce format sont même antérieures, puisque le magazine Héroic dans son numéro 23, du 1er juin 1955, a raconté le « récit véridique de la Bête du Gévaudan ». Entre 1970 et 1990, la Bête apparaît dans les dessins de Comès, de Claude Auclair ou encore du duo Pierre Christin/Enki Bilal. Certains auteurs de bandes dessinées, comme Didier Convard, tentent de s'éloigner légèrement de l'histoire, en ne citant aucun nom notamment. Dans les années 2000, le duo Adrien Pouchalsac et Jan Turek sortent une trilogie, La Bestia, qui se veut la plus proche possible de l'histoire. Il en est de même pour La Bête du Gévaudan de Jean-Louis Pesch, ou encore Le Secret de Portefaix, l'enfant du Gévaudan de Cyrille Le Faou et Roger Lagrave. Il existe aussi une BD de l'italien James Fantauzzi qui raconte les dernières heures de vie de la « Bestia » : Chastel, le vainqueur du Gévaudan.
En 2010, le journaliste Jean-Claude Bourret publie deux bandes dessinées pédagogiques aux Éditions du Signe en assurant avoir percé le mystère. Il affirme que la Bête est un hybride, croisement naturel entre un chien et une louve, et qu'elle provient de la province du Dauphiné où des attaques auraient été signalées en 1763,.
En avril 2015, le scénariste de bande dessinée Aurélien Ducoudray et le dessinateur Pierre-Yves Berhin publient La Malbête aux éditions Grand Angle. L'histoire retrace l'arrivée de « monsieur Antoine » en Gévaudan, aidé d'un jeune palefrenier, Barthélemy.
En janvier 2024, sort le premier tome d'une histoire en 2 parties, Les Griffes du Gévaudan, scénarisé par Sylvain Runberg et illustré par Jean-Charles Poupard,.

### Cinéma et télévision
Plusieurs œuvres cinématographiques et télévisuelles ont pris pour trame de fond l'histoire de la Bête du Gévaudan.

#### La Bête du Gévaudan(1967)
Évocation dramatique réalisée par Yves-André Hubert, diffusée le 3 octobre 1967 sur l'ORTF. Premier épisode de la série Le Tribunal de l'impossible, qui en comptera quinze,.
Le téléfilm se veut fidèle à l'Histoire. Il s'efforce « de présenter les événements et les personnages sans romanesque ni complaisance ». En narrant les principaux événements, il met en évidence les comportements variés des protagonistes face à la Bête :
- combat courageux de Jacques Portefaix ;
- chasses infructueuses et décourageantes du capitaine Duhamel et du sieur d'Enneval puis prétendument triomphante de François Antoine, dont la supercherie est énoncée lors de l'épisode du loup des Chazes ;
- mort de l'animal, abattu par un Jean Chastel pris de repentance.

Les attaques de la Bête sont filmées en caméra subjective. L'animal n'apparaît qu'une seule fois et très furtivement.

#### Le Pacte des loups(2001)
Film français sorti de 2001 réalisé par Christophe Gans, d'après un scénario de Stéphane Cabel et Christophe Gans.
En 1766, le naturaliste Grégoire de Fronsac (Samuel Le Bihan) est envoyé dans le Gévaudan pour étudier la Bête et ramener son cadavre au Jardin du Roi, à Paris. Il est accompagné de Mani (Mark Dacascos), un Mohawk rencontré au Canada. Les deux hommes se heurtent à un groupe de fanatiques religieux qui s'oppose aux idées nouvelles des philosophes,.
Œuvre romanesque opposant l'obscurantisme et les Lumières, Le Pacte des loups ne s'inspire que très librement du mystère de la Bête. Beaucoup de personnages et de lieux ne correspondent pas à la réalité historique. Le film reprend la théorie du complot popularisée par les auteurs Abel Chevalley, Henri Pourrat et Michel Louis dans leurs livres respectifs. Ainsi, la Bête est un fauve ramené d'Afrique et conditionné à tuer par des mains criminelles, en l’occurrence le comte de Morangiès (Vincent Cassel). Parallèlement, la mort de la Bête tuée par François Antoine est expliquée comme étant une escroquerie ordonnée par Louis XV lui-même.

#### La Bête du Gévaudan(2002)
Téléfilm français réalisé en 2002 par Patrick Volson, d'après un scénario de Daniel Vigne et Brigitte Peskine.
Pierre Rampal (Sagamore Stévenin) est un médecin de campagne de passage dans le Gévaudan. Au village de Saugues, l'abbé Pourcher et sa mère, une veuve autoritaire et cupide, encouragent les superstitions et accusent de sorcellerie un paysan mal famé, Jean Chastel (Jean-François Stévenin).
La Bête du Gévaudan reprend à la fois les théories du fou sadique et du loup. Le comte de Morangiès est dépeint comme l'auteur des meurtres : revêtu d'une peau de loup, il broie la gorge de ses victimes avec une mâchoire en fer avant de les violer. Des loups enragés viennent ensuite dévorer les corps laissés par l'assassin.
Quant au personnage de l'abbé (Guillaume Gallienne), il est inspiré de Pierre Pourcher (1831-1915), un curé né plus de 60 ans après les faits, considéré comme le premier historien de la Bête.

#### Autres œuvres audiovisuelles
Dans Le Grand Veneur, épisode 2 de la troisième saison de Nicolas Le Floch (série télévisée basée sur les romans de Jean-François Parot), le commissaire au Châtelet enquête sur une série d'attaques commise en Aquitaine par un étrange animal, la Bête de Sarlat. Il s'agit en réalité de deux chiens « cuirassés » et dressés pour tuer par un couple d'aristocrates sadiques. Cette fiction policière historique, « variation » autour du thème de la Bête du Gévaudan, exploite également la thèse — jugée « farfelue » par les spécialistes — de l'implication d'une « bête humaine », à l'instar de l'ouvrage de Michel Louis accusant le comte de Morangiès,,.
La série américaine Teen Wolf suit Scott McCall, un lycéen ayant le pouvoir de se transformer en loup-garou. L'épisode 6 de la saison 1 est particulièrement centré sur l'histoire de la Bête du Gévaudan, quand Allison Argent découvre son histoire familiale. L'histoire de la bête est davantage développée durant la deuxième partie de la saison 5, où la Bête du Gévaudan apparaît comme une version ancestrale des loups-garous. L'épisode 18 de la saison 5 est entièrement consacré à sa légende. Il est dit dans cet épisode que Marie-Jeanne Vallet (qui est d'ailleurs une ancêtre d'Allison ayant vécu au XVIIIe siècle) serait celle qui aurait tué la bête, qui était en réalité son frère, Sebastian Vallet.

### Documentaires TV
- 1970 : La Bête du Gévaudan avec Jacques Delperrié de Bayac, documentaire de la TSR[414].
- 1972 : La Bête du Gévaudan, dans l'émission Alain Decaux raconte, sur l'ORTF[415].
- 1977 : La bête du Gévaudan dans l'émission Il était une fois, sur Télévision Française 1[416].
- 1988 : Le Gévaudan, entre hyène et loups, avec une interview de Gérard Ménatory, Midi Magazine, France 3[417].
- 2002 : La Bête du Gévaudan, autopsie d'un mythe, de David Teyssandier, France 3.
- 2005 : The Beast of Gevaudan, dans l'émission Animal X (saison 3, épisode 2), Discovery Channel (Australie).
- 2008 : Quel est le mystère de la bête du Gévaudan ?, dans l'émission Secrets d'histoire animée par Stéphane Bern.
- 2011 : 1764, un an à tuer, réalisé par Jean Soulet, produit par l'association Clapvidéo[418].
- 2014 : Au cœur de la Lozère, dans l'émission Échappées belles, France 5[419].
- 2015 : Bienvenue au Pays de Saugues, dans l'émission La voie est libre sur France 3 Auvergne[420].
- 2021 : Louis XV et la Bête du Gévaudan, dans l'émission Secrets d'histoire animée par Stéphane Bern[421].

### Émissions de radio
- 1973 : La Bête du Gévaudan, La Tribune de l'Histoire, évocation scénarisée[422].
- 1984 : La Bête du Gévaudan, La Tribune de l'Histoire, évocation scénarisée avec Alain Decaux et André Castelot[423].
- 2008 : La bête du Gévaudan, dans l'émission de France Inter, 2000 ans d'Histoire, animée par Patrice Gélinet[424].
- 2010 : La bête du Gévaudan dans l'émission Les Clés du Mystère sur Sud Radio, avec Yves Lignon.
- 2011 : La bête du Gévaudan, dans l'émission d'Europe 1, Au cœur de l'Histoire, animée par Franck Ferrand[425].
- 2014 : La bête du Gévaudan : entre mythe et réalité sur RTL, L'Heure du crime, animée par Jacques Pradel[426].
- 2015 : Loup y es-tu ? ou la Bête du Gévaudan sur France Culture[427].
- 2017 : La véritable histoire de la bête du Gévaudan sur RTL, L'Heure du crime, animée par Jacques Pradel[428].
- 2018 : Légendes d'été sur Europe 1, avec Jean-Claude Bourret, Michel Louis et Catherine Hermary-Vieille[429].
- 2018 : La bête du Gévaudan, L’innocence des loups sur Fréquence Mistral. Podcast:
- 2024 : « La Bête qui mange le monde : Gévaudan, 1764 », Affaires sensibles, animée par Fabrice Drouel[430]

### Jeux et musique
L'histoire de la Bête du Gévaudan sert de trame à un jeu vidéo développé et édité en 1985 par CIL (Compagnie informatique ludique). Se présentant sous la forme d'un jeu d'aventure textuelle, il est sorti sur les micro-ordinateurs Apple II. L'histoire reprend l'hypothèse selon laquelle la Bête était un loup-garou. Le joueur incarne cette Bête et doit trouver un moyen de soigner son mal. En outre, le jeu Atmosfear propose de choisir comme personnage la Bête du Gévaudan, dénommée en l'occurrence « Gévaudan le loup-garou ».
Un jeu de société sur le thème de la Bête du Gévaudan sort en 1990, distribué par Riviera Quest et sponsorisé par le département de la Lozère. Inspiré par les règles du jeu Scotland Yard, il s'agit d'un jeu de plateau où le but est de capturer la Bête, dissimulée et très mobile, en évitant de se faire dévorer par cette dernière,,. Par ailleurs, l'éditeur Multivers commercialise en 2022 La Bête, un autre jeu de société consacré au thème : l'un des joueurs y tient le rôle de l'animal tandis que les autres enquêtent sur ses agissements, en croisant à l'occasion des protagonistes historiques comme Jean Chastel, le marquis d'Apchier, François Antoine ou le jeune Jacques Portefaix.
En 2013, un trio de musiciens (Gaël Hemery, Emmanuelle Aymès, Pascal Jaussaud), issu de la maison de production Ventadis, publie un disque intitulé La bestia que manjava lo monde. Un autre disque sort la même année, œuvre collective en français et occitan, intitulé La bête du Gévaudan en 13 chansons et poèmes. En 2014, le groupe L'Épaisseur du Trait a sorti une chanson accompagnée d'un clip sur la Bête du Gévaudan.
En 2021, le groupe de power metal allemand Powerwolf publie Beast of Gévaudan, premier single de leur 8e album Call of the Wild. D'après le guitariste Matthew Greywolf, le thème de la chanson est centré sur les légendes planant autour des évènements de l'attaque de la bête n'ayant jamais été attrapée, principalement sur les interprétations du clergé de l'époque qui voyait la bête comme une punition divine ou encore comme celle qui sauvera l'Humanité d'une existence terrestre immorale. La même année, le groupe publie une version française de cette même chanson, intitulée Bête du Gévaudan.

#### Études sur le loup et le contexte historique
- Julien Alleau, « Une histoire du loup à l'époque moderne : méthode, sources et perspectives », dans Jean-Marc Moriceau et Philippe Madeline (dir.), Repenser le sauvage grâce au retour du loup : les sciences humaines interpellées, Caen, Pôle rural MRSH-Caen / Presses universitaires de Caen, coll. « Bibliothèque du Pôle rural » (no 2), 2010, 254 p. (ISBN 978-2-9510796-6-3), p. 23-39.
- Julien Alleau, « « À qui peut-on faire croire ce genre de sornettes ? » », Sens-Dessous, Édition de l'Association Paroles, no 12,‎ juillet 2013, p. 51-62 (lire en ligne).
- Jacques Baillon, Les loups, Ramsay, 2020, 192 p.  (ISBN 978-2-81220-223-0)
- Corinne Beck et Éric Fabre, « Interroger le loup historique ? Entre la biologie et l'histoire : un dialogue interdisciplinaire », dans Jean-Marc Moriceau et Philippe Madeline (dir.), Repenser le sauvage grâce au retour du loup : les sciences humaines interpellées, Caen, Pôle rural MRSH-Caen / Presses universitaires de Caen, coll. « Bibliothèque du Pôle rural » (no 2), 2010, 254 p. (ISBN 978-2-9510796-6-3), p. 13-21.
- Félix Buffière, « Ce tant rude » Gévaudan, Mende, SLSA Lozère (Société des Lettres, Sciences et Arts de la Lozère), 1985, 1920 p., 2 tomes cartonnés (présentation en ligne).
- Véronique Campion-Vincent, « Les réactions au retour du loup en France : une tentative d'analyse prenant « les rumeurs » au sérieux », Le Monde alpin et rhodanien. Revue régionale d'ethnologie, nos 1-3 « Le fait du loup. De la peur à la passion : le renversement d'une image »,‎ 2002, p. 11-52 (lire en ligne).
- Jean-Paul Chabrol (dir.) (préf. Janine Bardou et Jean-Paul Pottier), La Lozère de la Préhistoire à nos jours, Saint-Jean-d'Angély, Éditions Jean-Michel Bordessoules, coll. « L'histoire des départements de la France », 2002, 429 p. (ISBN 2-913471-39-0, présentation en ligne).
- Élisabeth Claverie et Pierre Lamaison (préf. Jean Richard), L'impossible mariage : violence et parenté en Gévaudan, 17e, 18e et 19e siècles, Paris, Hachette, coll. « La mémoire du temps », 1982, 361 p. (ISBN 2-01-006518-2, présentation en ligne).
- Antoine Doré, « L'histoire dans les méandres du public : quand les « méchants loups » ressurgissent du passé », dans Jean-Marc Moriceau et Philippe Madeline (dir.), Repenser le sauvage grâce au retour du loup : les sciences humaines interpellées, Caen, Pôle rural MRSH-Caen / Presses universitaires de Caen, coll. « Bibliothèque du Pôle rural » (no 2), 2010, 254 p. (ISBN 978-2-9510796-6-3), p. 75-89.
- François Grout de Beaufort, Écologie historique du loup, Canis lupus L. 1758, en France, thèse d'État ès Sciences, université de Rennes I, 1988, 4 volumes, 1104 p. multigr.
- François Grout de Beaufort (ill. Jeane Meunier), Encyclopédie des carnivores de France, t. 1 : Le Loup en France, éléments d'écologie historique, Puceul, Société française pour l'étude et la protection des mammifères, octobre 1987, 32 p. (ISBN 2-905216-09-3).
- Alain Molinier et Nicole Molinier-Meyer, « Environnement et histoire : les loups et l'homme en France », Revue d'histoire moderne et contemporaine, t. XXVIII,‎ avril-juin 1981, p. 225-245 (lire en ligne).
- Alain Molinier, « État des recherches sur les loups en France à la fin du XVIIIe siècle et au début du XIXe », dans Alain Couret et Frédéric Oge (dir.), Études / Semaine internationale de l'animal, mai 1987, Toulouse. Histoire et animal. vol. 2 : Des animaux et des hommes, Toulouse, Presses de l'Institut d'études politiques, 1989, 552 p. (ISBN 2-903847-30-4), p. 457-462.
- Jean-Marc Moriceau, Histoire du méchant loup : 3000 attaques sur l'homme en France, XVe-XXe siècle, Paris, Fayard, 2007, 623 p. (ISBN 978-2-213-62880-6, présentation en ligne), [présentation en ligne] ; 2e édition, 2008, 631 p. Réédition augmentée : Jean-Marc Moriceau, Histoire du méchant loup : la question des attaques sur l'homme en France, XVe-XXe siècle, Paris, Pluriel, coll. « Pluriel », 2016, 634 p. (ISBN 978-2-8185-0505-2).
- Jean-Marc Moriceau, « La dangerosité du loup sur l'homme : une enquête à l'échelle de la France (XVIe-XXe siècle) », dans Jean-Marc Moriceau et Philippe Madeline (dir.), Repenser le sauvage grâce au retour du loup : les sciences humaines interpellées, Caen, Pôle rural MRSH-Caen / Presses universitaires de Caen, coll. « Bibliothèque du Pôle rural » (no 2), 2010, 254 p. (ISBN 978-2-9510796-6-3), p. 41-74.
- Jean-Marc Moriceau, L'homme contre le loup : une guerre de deux mille ans, Paris, Fayard, 2011, 479 p. (ISBN 978-2-213-63555-2, présentation en ligne). Réédition augmentée : Jean-Marc Moriceau, L'homme contre le loup : une guerre de deux mille ans, Paris, Pluriel, coll. « Pluriel », 2013, 573 p. (ISBN 978-2-8185-0324-9).

#### Essais et études sur la Bête du Gévaudan
- René Alla, « Document inédit sur la bête du Gévaudan », Revue du Gévaudan, des Causses et des Cévennes, Société des lettres, sciences et arts de la Lozère, no 4,‎ 1958, p. 110-115.
- Auguste André, « La Bête du Gévaudan : notice historique », Bulletin de la Société d'agriculture, industrie, sciences et arts du département de la Lozère, Mende, imprimerie typographique de C. Privat, t. XXXV,‎ janvier 1884, p. 189-210 (lire en ligne).  Reproduction en fac-similé : Auguste André, La Bête du Gévaudan : notice historique, Nîmes, Éditions Lacour-Ollé, coll. « Rediviva », 2010, 20 p. (ISBN 978-2-7504-2405-3).
- Auguste André, « La Bête du Gévaudan, nouveaux documents », Bulletin de la Société d'agriculture de la Lozère, 1890. Réédition : Mende, Chaptal, 1931.
- Ferdinand André, « Les ravages des loups en Gévaudan », Annuaire administratif, statistique, historique & commercial du département de La Lozère, Mende, t. 41,‎ 1871, p. 3-46. Reproduction en fac-similé : Ferdinand André, Les ravages des loups en Gévaudan, Nîmes, Éditions Lacour-Ollé, coll. « Rediviva », 2009, 46-III p. (ISBN 978-2-7504-2205-9).
- Marius Balmelle, « Un recueil inédit sur la Bête du Gévaudan (octobre 1764-avril 1765) », dans Actes du quatre-vingtième Congrès des sociétés savantes, Lille, 1955, Paris, Presses universitaires de France, 1955, 569 p. (lire en ligne), p. 101-111.
- Benoît Baud'huin et Alain Bonet (préf. Alexandre Astier), Gévaudan : petites histoires de la grande bête, Plombières-les-Bains, Ex Aequo Éditions, coll. « Hors Temps », 2018, 248 p. (ISBN 978-2-37873-070-3).
- Gérard Blanc, « Représentations du Gévaudan dans le Courrier d'Avignon (1764-1765) », dans Henri Duranton, Claude Labrosse et Pierre Rétat (dir.), Les gazettes européennes de langue française (XVIIe-XVIIIe siècles) : actes de la table ronde internationale de Saint-Étienne (21-23 mai 1992), Saint-Étienne, Publications de l'université de Saint-Étienne, 1992, 349 p. (ISBN 2-86272-025-9, présentation en ligne), p. 155-165.
- Pierre Benoist et Bernard Soulier (préf. Jean Richard), Du sang dans la vallée : quand la bête du Gévaudan rôdait entre Saugues et Langeac, Prades, Éditions de l'Arzalier, 2015, 166 p. (ISBN 978-2-9544487-3-2).
- Julien Benoit, « Gévaudan, des stats et des loups », Scepticisme scientifique, vol. 1,‎ 2023, p. 55-59 (ISSN 2953-2043, lire en ligne).
- Patrick Berthelot, « Les dragons de la légion de Clermont-Prince dans le Gévaudan, 1764-1765 », Club français de la figurine historique, L'Haÿ-les-Roses,‎ 2e trimestre 2004, p. 9-17 (ISSN 0752-2738).
- Alain Bonet, La Bête du Gévaudan. Chronologie et documentation raisonnées, 2021 (lire en ligne).
- Alain Bonet, Index des personnes, 2021 (lire en ligne).
- Alain Bonet, Tableau des victimes, 2021 (lire en ligne).
- Bruyère, « La Bête du Gévaudan ». Bulletin des sciences et de l'Académie de Nîmes no 10, 1er trimestre 1957.
- Félix Buffière, La bête du Gévaudan : une énigme de l'histoire, Toulouse, chez l'auteur, 1987, 224 p. (présentation en ligne). Réédition revue et corrigée : Félix Buffière, La bête du Gévaudan : une énigme de l'histoire, Toulouse, chez l'auteur, 1994, 224 p.
- Jacqueline Chabrol, « Le Gévaudan sous l'Ancien Régime : la Bête, créature du Gévaudan ? », dans Jean-Paul Chabrol (dir.), La Lozère de la Préhistoire à nos jours, Saint-Jean-d'Angély, Éditions Jean-Michel Bordessoules, coll. « L'histoire des départements de la France », 2002, 429 p. (ISBN 2-913471-39-0), p. 236-251.
- Jean-Paul Chabrol, La bête des Cévennes et la bête du Gévaudan en 50 questions, Nîmes, Alcide Éditions, coll. « Histoire », 2018, 122 p. (ISBN 978-2-37591-028-3).
- Pierre Clavel, « La bête du Gévaudan dans l'est de la Margeride durant l'automne 1764 », Cahiers de la Haute-Loire, Le Puy-en-Velay,‎ 2016 (ISSN 0575-0717).
- Serge Colin, Autour de la bête du Gévaudan, Le Puy-en-Velay, Imprimerie Jeanne d'Arc, 1990, 125 p.
- Serge Colin, « Autour de la Bête du Gévaudan : le véritable état-civil du porte-arquebuse du roi », Bulletin historique de la Société Académique du Puy-en-Velay et de la Haute-Loire, t. LXXIII,‎ 1997, p. 45-52 (ISSN 1270-3664, lire en ligne).
- Serge Colin, « En marge de la Bête du Gévaudan, défense et illustration du comte de Morangiès », Bulletin historique de la Société Académique du Puy-en-Velay et de la Haute-Loire, t. LXXIX,‎ 2003, p. 107-121 (ISSN 1270-3664, lire en ligne).
- Serge Colin, « Le pseudo-mémoire de Jacques Portefaix, ou comment on introduit dans l'Histoire un document forgé », Bulletin historique de la Société Académique du Puy-en-Velay et de la Haute-Loire, t. LXXX,‎ 2004, p. 97-104 (ISSN 1270-3664).
- Serge Colin, « L'armée et la chasse à la Bête du Gévaudan : le régiment de Clermont-Prince », Bulletin historique de la Société Académique du Puy-en-Velay et de la Haute-Loire, t. LXXX,‎ 2004, p. 203-212 (ISSN 1270-3664).
- Serge Colin, « Le Colonel des montagnes et la Bête du Gévaudan », Bulletin historique de la Société Académique du Puy-en-Velay et de la Haute-Loire, t. LXXXI,‎ 2005, p. 171-179 (ISSN 1270-3664).
- Serge Colin, « Les traqueurs de la Bête du Gévaudan : légende, errements, réalité », Revue du Gévaudan, des Causses et des Cévennes, Mende, Société des lettres, sciences et arts de la Lozère, no 23,‎ 1er semestre 2007, p. 117-133 (ISSN 0484-8691).
- Collectif, Revue du Gévaudan, des Causses et des Cévennes, no 32, 2e semestre 2011, Société des lettres, sciences et arts de la Lozère (inclus les actes du colloque sur la Bête du Gévaudan).
- Guy Crouzet, Quand sonnait le glas au pays de la Bête, Clermont-Ferrand, C.R.D.P., coll. « Annales du Centre régional de documentation pédagogique de Clermont-Ferrand. Documents régionaux », 1985, 97 p.Nouvelle édition revue et augmentée : Guy Crouzet, Quand sonnait le glas au pays de la Bête, Clermont-Ferrand, C.R.D.P., coll. « Annales du Centre régional de documentation pédagogique de Clermont-Ferrand. Documents régionaux », 1987, 136 p. (ISBN 2-86619-034-3). Nouvelle édition revue et augmentée : Guy Crouzet, Requiem en Gévaudan, Clermont-Ferrand, C.R.D.P., coll. « Annales du Centre régional de documentation pédagogique de Clermont-Ferrand. Documents régionaux », 1992, 217 p. (ISBN 2-86619-096-3).
- Guy Crouzet, La grande peur du Gévaudan, Moulins, Guy Crouzet, 2001, 267 p. (ISBN 2-9516719-0-3).
- Guy Crouzet, Bêtes en Gévaudan : complément d'enquête faisant suite à La grande peur du Gévaudan, Moulins, Guy Crouzet, 2010, 98 p. (ISBN 978-2-9516719-2-8 et 2-9516719-2-X).
- Guy Crouzet, Et en Gévaudan, s'installa une bête féroce inconnue dans nos climats : complément d'enquête après La grande peur du Gévaudan, 2001 et Bêtes en Gévaudan, 2010 : nouveaux documents, nouvelles réflexions, Moulins, Guy Crouzet, 2014, 64 p. (ISBN 978-2-9516719-3-5 et 2-9516719-3-8).
- Jacques Delperrié de Bayac, Du sang dans la montagne : vrais et faux mystères de la bête du Gévaudan, Paris, Fayard, 1970, 272 p.
- François Fabre (abbé), Notes historiques sur Saugues (Haute-Loire), Saint-Flour, Imprimerie de H. Boubounelle, 1899, 362 p. (lire en ligne), chap. XX (« Saugues et la Bête du Gévaudan. 1764-1767 »), p. 207-222.
- François Fabre (abbé), La Bête du Gévaudan en Auvergne, Saint-Flour, Imprimerie de H. Boubounelle, 1901, 228 p. (lire en ligne).  Réédition : François Fabre (abbé), La Bête du Gévaudan, Paris, Librairie Floury, 1930, 208 p. (lire en ligne).  Réédition complétée : François Fabre (abbé) et Jean Richard, La Bête du Gévaudan, Clermont-Ferrand, de Borée, coll. « Terre de poche » (no 1), 2001, 206 p. (ISBN 2-84494-076-5)
- François Fabre (abbé), « Œuvre posthume : un simulateur de la bête du Gévaudan », Les années 1900, Arsère et Démo, no 5 « Le pays de Saugues et l'abbé Fabre »,‎ 1982, p. 11-13.
- A. G. Fabre, « L'abbé Pourcher, historien de la Bête du Gévaudan », Causses et Cévennes : revue trimestrielle du Club cévenol, no 3,‎ 1978, p. 489-491 (lire en ligne).
- J.M. Farran, La Bête du Gévaudan, thèse de doctorat, École nationale vétérinaire de Lyon, 1982.
- Jean-Paul Favre (ill. Louis et Francis Debaisieux (photographies)), La Bête du Gévaudan : légende et réalité, Beaumont, Éditions Debaisieux, 2017, 192 p. (ISBN 978-2-913381-96-4).
- (de) Meret Fehlmann, « Von Kindern und Wölfen : Spuren der Bête du Gévaudan in der Kinder- und Jugendliteratur », kids+media : Zeitschrift für Kinder- und Jugendmedienforschung, vol. 5, no 1 « Werwölfe »,‎ 2015, p. 32-54 (e-ISSN 2235-1248, DOI 10.54717/kidsmedia.5.1.2015.2, lire en ligne).
- (de) Meret Fehlmann, « Metamorphosen der Bête du Gévaudan : oder vom Reiz des Ungewöhnlichen und Unbekannten », Zeitschrift für Anomalistik, vol. 18, nos 1-2,‎ 2018, p. 35-66 (lire en ligne). Commentaires et réponse de l'auteur : (de) Ulrich Magin, Gerhard Mayer, Michel Meurger et Meret Fehlmann, « Kommentare zu « Metamorphosen der Bête du Gévaudan » », Zeitschrift für Anomalistik, vol. 18, nos 1-2,‎ 2018, p. 67-75 (lire en ligne).
- (de) Meret Fehlmann, « In Palästen und Hütten daheim : Geschichten von der Bête du Gévaudan », Fabula, De Gruyter, vol. 60, nos 1-2,‎ 2019, p. 63-79 (ISSN 0014-6242, DOI 10.1515/fabula-2019-0006).
- (en) Meret Fehlmann, « The Beast of Gévaudan as a history of the changing perceptions of fatal human-wolf interaction », dans Michaela Fenske et Bernhard Tschofen (dir.), Managing the Return of the Wild : Human Encounters with Wolves in Europe, Londres / New York, Routledge, 2020, 236 p. (ISBN 978-0-8153-5341-6 et 978-0-3674-9873-3), p. 12-29.
- Sylvain Gagnière, « La Bête du Gévaudan était bien un loup », Revue du Gévaudan, des Causses et des Cévennes, Mende, Société des lettres, sciences et arts de la Lozère, no 6 (nouvelle série),‎ 1960, p. 142-146
- Jean-Marc Gibert, La Bête du Gévaudan. Les auteurs du XVIIIe, XIXe, XXe siècle : historiens ou conteurs ?, Mende, Société des Lettres, Sciences et Arts de la Lozère, 1993, 118 p.
- (en) Tom Griffiths, « The Beast of the Forest », RCC Perspectives, Rachel Carson Center, no 1 « The Edges of Environmental History : Honouring Jane Carruthers »,‎ 2014, p. 37-44 (JSTOR 26241183).
- Gérard Kempf, « Loups et louvetiers dans l'Orne aux XVIIIe et XIXe siècles », Le Pays d’Argentan, no 16,‎ 23 décembre 1993.
- Éric Mazel et Pierre-Yves Garcin (photographies de Didier Daarwin), La bête du Gévaudan à travers 250 ans d'images, Marseille, Gaussen, coll. « Les musées de l'imaginaire », 2008, 141 p. (ISBN 978-2-35698-003-8).
- (en) Michel Meurger, « A Hyena for the Gévaudan : Testimonial Reports and Cultural Stereotypes », Fortean Studies, Londres, John Brown Publishing, vol. 4,‎ 1998, p. 219-229 (ISBN 1-870870-964).
- Michel Meurger, « Bête du Gévaudan », dans François Angelier et Stéphane Bou (dir.), Dictionnaire des assassins et des meurtriers, Paris, Calmann-Lévy, 2012, 607 p. (ISBN 978-2-7021-4306-3, présentation en ligne), p. 60-66.
- Michel Meurger, « Du côté des loups (III) », Le Visage Vert, Cadillon, Le Visage vert, no 27,‎ juin 2016, p. 83-111.
- Michel Meurger, « Du côté des loups (IV) : Garous et meneurs de loups littéraires. De Jeannot-Grandes-Dents à Antoine Chastel », Le Visage Vert, Cadillon, Le Visage vert, no 29,‎ novembre 2017, p. 41-82.
- Jean-Marc Moriceau, La bête du Gévaudan : 1764-1767, Paris, Larousse, coll. « L'histoire comme un roman », 2008, 284 p. (ISBN 978-2-03-584173-5, présentation en ligne).  Nouvelle édition revue et augmentée : Jean-Marc Moriceau, La bête du Gévaudan, 1764-1767 : mythe et réalités, Paris, Tallandier, coll. « Texto », 2021, 478 p. (ISBN 979-10-210-4864-5).
- Jean-Marc Moriceau, La bête du Gévaudan : la fin de l'énigme ?, Rennes, Éditions Ouest-France, 2015, 142 p. (ISBN 978-2-7373-6764-9, présentation en ligne).
- Laurent Mourlat, La Bête du Gévaudan : l'animal pluriel (1764-1767), printemps 2016, 185 p. (lire en ligne)Mémoire de Master, Études européennes et américaines, filière France. Université d'Oslo, Institut de littérature, civilisation et langues européennes.
- Élie Pandraud, « Le petit garçon et la bête du Gévaudan », Bulletin Historique de la Société Académique du Puy-en-Velay et de la Haute-Loire, Le Puy-en-Velay, Société Académique du Puy-en-Velay et de la Haute-Loire, t. LXVI,‎ 1990, p. 45-52.
- Bernard Papin, « L'éternel retour de la « Malebête » : appropriations télévisuelles et cinématographiques du mythe de la Bête du Gévaudan, des années 1960 aux années 2020 », Télévision, Paris, CNRS Éditions, no 15 « Formats, transformations et variations »,‎ 2024, p. 99-115 (ISSN 2108-8926, e-ISSN 2426-6264, DOI 10.3917/telev.015.0099).
- Léon-Gabriel Pélissier, « Nouveaux documents sur la bête du Gévaudan », Annales du Midi, Toulouse, Imprimerie et librairie Édouard Privat, t. 11, no 41,‎ 1899, p. 69-83 (lire en ligne).
- François-Louis Pelissier, « Bête du Gévaudan : la piste du loup italien », Espèces : Revue d'histoire naturelle, no 38,‎ décembre 2020, p. 68-75 (ISSN 2256-6384).
- François-Louis Pelissier, « Essai d'anatomie comparée de trois « Bêtes du Gévaudan » », Scepticisme scientifique, vol. 2,‎ 2024, p. 50-67 (ISSN 2953-2043, lire en ligne).
- Xavier Pic (abbé), La bête qui mangeait le monde en pays de Gévaudan et d'Auvergne, Mende, Imprimerie Chaptal, 1968, 345 p.Réédition : Xavier Pic (abbé), La bête qui mangeait le monde en pays de Gévaudan et d'Auvergne, Paris, Albin Michel, 1971, 347 p. (présentation en ligne).
- Christophe Pincemaille, « La vérité sur la bête du Gévaudan », L'Histoire, no 101,‎ juin 1987, p. 58-63.
- Pierre Pourcher (abbé), Histoire de la bête du Gévaudan, véritable fléau de Dieu : d'après les documents inédits et authentiques, Saint-Martin-de-Boubaux, chez l'auteur, 1889, 1040 p. (lire en ligne). Reproduction en fac-similé : Pierre Pourcher (abbé), Histoire de la bête du Gévaudan, véritable fléau de Dieu : d'après les documents inédits et authentiques, Nîmes, Éditions Lacour-Ollé, 2011 (ISBN 978-2-84149-637-2)Réédition : Pierre Pourcher (abbé), Histoire de la bête du Gévaudan, véritable fléau de Dieu : d'après les documents inédits et authentiques, Marseille, Jeanne Laffitte, 2006, 388 p. (ISBN 978-2-86276-440-5, présentation en ligne).
- Jean Richard (préf. Marcel Astruc et Dimitri Laurent, ill. Lucien Gires, photographies de Marcel Astruc, Blandine Gires et Sylvie Trémouillère), La bête du Gévaudan dans tous ses états, Saugues, Association des Amis de la Tour, 2015, 2e éd., 99 p.
- Louis Sabatier, « La bête du Gévaudan a existé !!! », L'Avenir du Puy-de-Dôme, Clermont-Ferrand, no 5719,‎ 26 novembre 1911, p. 3 (lire en ligne).
- Yannick Seité, « La bête du Gévaudan dans les gazettes : du fait divers à la légende », dans Henri Duranton, Claude Labrosse et Pierre Rétat (dir.), Les gazettes européennes de langue française (XVIIe-XVIIIe siècles) : actes de la table ronde internationale de Saint-Étienne (21-23 mai 1992), Saint-Étienne, Publications de l'université de Saint-Étienne, 1992, 349 p. (ISBN 2-86272-025-9, présentation en ligne), p. 145-153.
- (en) Jay M. Smith, Monsters of the Gévaudan : The Making of a Beast, Cambridge, Harvard University Press, 2011, 378 p. (ISBN 978-0-674-04716-7, présentation en ligne), [présentation en ligne], [présentation en ligne], [présentation en ligne], [présentation en ligne], [présentation en ligne], [présentation en ligne].
- Bernard Soulier, « Aperçu de la société rurale en Gévaudan au temps de la Bête (1764-1767) », Histoire sociale Haute-Loire, Polignac, Éditions du Roure, no 4,‎ 2013, p. 175-231 (ISBN 978-2-919762-22-4).
- Bernard Soulier, Sur les traces de la bête du Gévaudan et de ses victimes, Strasbourg, Éditions du Signe, 2011, 232 p. (ISBN 978-2-7468-2573-4)Réédition revue et augmentée : Bernard Soulier (préf. Jean-Claude Bourret), Sur les traces de la bête du Gévaudan et de ses victimes, Strasbourg, Éditions du Signe, 2016, 256 p. (ISBN 978-2-7468-2573-4).
- Bernard Velay, « La Bête du Gévaudan « mise en scène » dans le blason de la famille Antoine grâce à une augmentation d'armoiries », Revue du Gévaudan, des Causses et des Cévennes, Société des lettres, sciences et arts de la Lozère, no 32 « Actes du colloque sur la Bête du Gévaudan »,‎ 2e semestre 2011, p. 103-116.
- Catherine Velay-Vallantin, « Entre fiction et réalité : Le Petit Chaperon rouge et la Bête de Gévaudan », Gradhiva : revue d'histoire et d'archives de l'anthropologie, no 17,‎ 1995, p. 111-126 (lire en ligne).
- Catherine Velay-Vallantin, « Le conte mystique du Petit Chaperon rouge : la Bête du Gévaudan et les « inutiles au monde » », Féeries, no 10,‎ 2013, p. 27-58 (lire en ligne).
- Charles-Éloi Vial, « La bête du Gévaudan et ses archives : la Bête du Gévaudan et les « inutiles au monde » », Revue de la Bibliothèque nationale de France, no 56,‎ 2018, p. 22-29 (ISSN 1254-7700, DOI 10.3917/rbnf.056.0022, lire en ligne).

##### Bulletin annuel consacré à la Bête du Gévaudan
- Jean Richard, La Gazette de la Bête, Saugues, MACBET - Musée de la Bête, décembre 1997, 2 p. (lire en ligne).
- Jean Richard, La Gazette de la Bête, vol. 1, Saugues, MACBET - Musée de la Bête, décembre 1998, 2 p. (lire en ligne).
- Jean Richard, La Gazette de la Bête, vol. 2, Saugues, MACBET - Musée de la Bête, janvier 2000, 2 p. (lire en ligne).
- Jean Richard, La Gazette de la Bête, vol. 3, Saugues, MACBET - Musée de la Bête, décembre 2001, 12 p. (lire en ligne).
- Jean Richard, La Gazette de la Bête, vol. 4, Saugues, MACBET - Musée de la Bête, mai 2003, 5 p. (lire en ligne).
- Jean Richard, La Gazette de la Bête, vol. 5, Saint-Paulien, Au pays de la bête du Gévaudan, décembre 2004, 19 p. (lire en ligne).
- Jean Richard, La Gazette de la Bête, vol. 6, Saint-Paulien, Au pays de la bête du Gévaudan, décembre 2005, 11 p. (lire en ligne).
- Jean Richard, La Gazette de la Bête, vol. 7, Saint-Paulien, Au pays de la bête du Gévaudan, décembre 2006, 12 p. (lire en ligne).
- Jean Richard et Bernard Soulier, La Gazette de la Bête, vol. 8, Saint-Paulien, Au pays de la bête du Gévaudan, décembre 2007, 18 p. (lire en ligne).
- Jean Richard et Bernard Soulier, La Gazette de la Bête, vol. 9, Saint-Paulien, Au pays de la bête du Gévaudan, décembre 2008, 26 p. (lire en ligne).
- Bernard Soulier, La Gazette de la Bête, vol. 10, Saint-Paulien, Au pays de la bête du Gévaudan, décembre 2009, 32 p. (lire en ligne).
- Bernard Soulier, La Gazette de la Bête, vol. 11, Saint-Paulien, Au pays de la bête du Gévaudan, décembre 2010, 28 p. (lire en ligne).
- Bernard Soulier, La Gazette de la Bête, vol. 12, Saint-Paulien, Au pays de la bête du Gévaudan, décembre 2011, 31 p. (lire en ligne).
- Bernard Soulier, La Gazette de la Bête, vol. 13, Saint-Paulien, Au pays de la bête du Gévaudan, décembre 2012, 31 p. (lire en ligne).
- Bernard Soulier, La Gazette de la Bête, vol. 14, Saint-Paulien, Au pays de la bête du Gévaudan, décembre 2013, 37 p. (lire en ligne).
- Bernard Soulier, La Gazette de la Bête, vol. 15, Saint-Paulien, Au pays de la bête du Gévaudan, décembre 2014, 35 p. (lire en ligne).
- Bernard Soulier, La Gazette de la Bête, vol. 16, Saint-Paulien, Au pays de la bête du Gévaudan, décembre 2015, 40 p. (ISSN 2428-6451, lire en ligne).
- Bernard Soulier, La Gazette de la Bête, vol. 17, Saint-Paulien, Au pays de la bête du Gévaudan, décembre 2016, 36 p. (ISSN 2428-6451, lire en ligne).
- Bernard Soulier, La Gazette de la Bête, vol. 18, Saint-Paulien, Au pays de la bête du Gévaudan, décembre 2017, 37 p. (ISSN 2428-6451, lire en ligne).
- Bernard Soulier, La Gazette de la Bête, vol. 19, Saint-Paulien, Au pays de la bête du Gévaudan, décembre 2018, 37 p. (ISSN 2428-6451, lire en ligne).
- Bernard Soulier, La Gazette de la Bête, vol. 20, Saint-Paulien, Au pays de la bête du Gévaudan, décembre 2019, 31 p. (ISSN 2428-6451, lire en ligne).
- Bernard Soulier, La Gazette de la Bête, vol. 21, Saint-Paulien, Au pays de la bête du Gévaudan, décembre 2020, 33 p. (ISSN 2428-6451, lire en ligne).
- Bernard Soulier, La Gazette de la Bête, vol. 22, Saint-Paulien, Au pays de la bête du Gévaudan, décembre 2021, 34 p. (ISSN 2428-6451, lire en ligne).
- Bernard Soulier, La Gazette de la Bête, vol. 23, Saint-Paulien, Au pays de la bête du Gévaudan, décembre 2022, 34 p. (ISSN 2428-6451, lire en ligne).
- Bernard Soulier, La Gazette de la Bête, vol. 24, Saint-Paulien, Au pays de la bête du Gévaudan, décembre 2023, 34 p. (ISSN 2428-6451, lire en ligne).
- Bernard Soulier, La Gazette de la Bête, vol. 25, Saint-Paulien, Au pays de la bête du Gévaudan, décembre 2024, 34 p. (ISSN 2428-6451, lire en ligne).

#### Études et essais consacrés à d'autres «Bêtes»
- Maurice André, « La bête féroce du Bas-Vivarais et de l'Uzège », Revue du Vivarais, t. LXI,‎ 1957, p. 21-34 ; 64-76 ; 92-101.
- Guy Crouzet, « La Bête des Cévennes », Causses et Cévennes : revue trimestrielle du Club cévenol, no 1 « La Bête des Cévennes et autres loups »,‎ 1991, p. 4-13 (lire en ligne).
- Madeleine Ferrières, « Le dragon de la Fontaine de Vaucluse : le plus rusé des prédateurs ? », dans Jean-Marc Moriceau et Philippe Madeline (dir.), Repenser le sauvage grâce au retour du loup : les sciences humaines interpellées, Caen, Pôle rural MRSH-Caen / Presses universitaires de Caen, coll. « Bibliothèque du Pôle rural » (no 2), 2010, 254 p. (ISBN 978-2-9510796-6-3), p. 225-236.
- Léon Foin, « Une « Bête du Gévaudan » dans l'Auxerrois (1732-1734) », Bulletin de la Société des sciences historiques et naturelles de l'Yonne, Auxerre, vol. 55,‎ 1901, p. 51-58 (lire en ligne).

##### Essais spéculatifs sur l'hypothèse criminelle
- Marguerite Aribaud-Farrère, La Bête du Gévaudan identifiée, Béziers, chez l'auteur, 1962.
- Jacques Baillon, Le Loup. Essai de bibliographie, Orléans, Les Naturalistes orléanais, 1994, 68 p.
- Jean-Jacques Barloy, « La Bête du Gévaudan démasquée par l'ordinateur », Science et Vie, t. CXXXI, no 756,‎ juin 1980, p. 54-59 ; 172.Repris dans : Jean-Jacques Barloy, Les Survivants de l'ombre : enquête sur les animaux mystérieux, Paris, Arthaud, 1985, 266 p. (ISBN 2-7003-0505-1), chap. XII (« L'ordinateur contre la Bête du Gévaudan »), p. 165-179.
- Hervé Boyac, La Bête du Gévaudan : plaidoyer pour le loup, Flayosc, chez l'auteur, 2004, 288 p.
- Hervé Boyac, La Bête du Gévaudan : le loup acquitté enfin !, Flayosc, chez l'auteur, 2007, 318 p. (ISBN 2-9521835-0-3). Nouvelle édition enrichie : Hervé Boyac, La Bête du Gévaudan : le loup acquitté enfin !, Sayat, de Borée, coll. « Terre de poche », 2013, 537 p. (ISBN 978-2-8129-1038-8).
- Pierre Cubizolles, Loups-garous en Gévaudan : le martyre des innocents, Brioude, Watel, 1995, 308 p.
- Alain Decaux, « La bête du Gévaudan était-elle un sadique ? », Historia, no 370,‎ septembre 1977, p. 16-27.
- Raymond Francis Dubois, Vie et mort de la bête du Gévaudan, Liège, Ogam, 1988, 357 p. Réédition revue : Raymond Francis Dubois, Vie et mort de la bête du Gévaudan, Liège, Ogam, 1990, 3e éd., 375 p.
- Raymond Francis Dubois, Les Loups du Gévaudan, Modave, Ogam, 1990.
- Raymond Francis Dubois, L'enfer n'a pas de porte, le livre de la bête en Gévaudan, Liège, Ogam, 1989.
- G. Lenotre, « La Bête du Gévaudan », dans Histoires étranges qui me sont arrivées, 1933.
- Michel Louis, La bête du Gévaudan : l'innocence des loups, Paris, Perrin, coll. « Vérités et légendes », 1992, 331 p. (ISBN 2-262-00970-8). Nouvelle édition mise à jour : Michel Louis, La bête du Gévaudan : l'innocence des loups, Paris, Perrin, 2001, 338 p. (ISBN 2-262-01739-5). Réédition : Michel Louis, La bête du Gévaudan : l'innocence des loups, Paris, Perrin, coll. « Tempus » (no 41), 2003, 331 p., poche (ISBN 2-262-02054-X).
- Gérard Ménatory, La Bête du Gévaudan : histoire, légende, réalité, Mende, Gérard Ménatory, 1976, 130 p. Réédition augmentée : Gérard Ménatory, La Bête du Gévaudan : histoire, légende, réalité, Mende, Gérard Ménatory, 1984.
- Hugues Ménatory, La Bête du Gévaudan, Portet-sur-Garonne, Loubatières, coll. « Terres du sud » (no 46), 1987, 31 p. (ISBN 2-86266-071-X).
- Paul Puech, « Qu'était la bête du Gévaudan ? », Académie des sciences et lettres de Montpellier. Mémoires de la section de médecine, Montpellier, Imprimerie générale du Midi, 2e série, t. 2, no 4,‎ 1911, p. 409-430 (lire en ligne).

#### Littérature
- Élie Berthet, La Bête du Gévaudan, Paris, L. de Potter, 1858 (BNF 30095346) Réédition : Élie Berthet, La Bête du Gévaudan, Paris, Librairie de Louis Hachette et Cie, 1862, 396 p. (lire en ligne). Réédition : Élie Berthet (préf. Fabienne Claire Caland), La Bête du Gévaudan, Les Ardents Éditeurs, 2018 (ISBN 978-2-917032-89-3, présentation en ligne).
- Abel Chevalley, La Bête du Gévaudan. Psalmanazar. L'Affaire Overbury, Paris, Gallimard, coll. « Histoires extraordinaires » (no 9), 1936, 246 p.Édition abrégée : Abel Chevalley, La Bête du Gévaudan, Paris, J'ai lu, coll. « L'Aventure mystérieuse » (no 200), 1968, 192 p., poche.
- José Féron, La bête du Gévaudan, Paris, Hachette, 1988, 156 p.  (ISBN 2-01-013833-3).
- Pascale Hédelin, La bête du Gévaudan, Montrouge, Bayard Poche, 78 p.  (ISBN 978-2-7470-4939-9).
- Henri Pourrat (ill. Philippe Kaeppelin), Histoire fidèle de la Bête en Gévaudan, Clermont-Ferrand, Éditions de l'Épervier, 1946, 127 p.Réédition : Henri Pourrat (ill. Philippe Kaeppelin), Histoire fidèle de la Bête en Gévaudan, Marseille, Laffitte, 1982 (ISBN 978-2-73480-646-2).
- Roger Lagrave, La Bête au temps de la bête, Gévaudan, Cévennes, 1976.
- Jean-Paul Malaval, Le carnaval des loups, Paris, Presses de la Cité, 2004 331 p.  (ISBN 2-258-06178-4).
- Catherine Hermary-Vieille, La Bête (roman). Albin Michel, 2014,  (ISBN 2253045462).
- Gérard Roche, Gévaudan, le roman de la bête, Paris, Éditions de Borée, 2014, 505 p.  (ISBN 978-2-8129-1255-9).
- Marc Saint-Val, Dans la peau de la Bête !, 2016, (ASIN B01KVCKBOG).
- Marc Saint-Val, TOUT sur les dessous de l'affaire DES BêteS du Gévaudan !, 2021,  (ISBN 9798589256185).

#### Bande dessinée
- Jean-Louis Pesch (scénario et dessin), La bête du Gévaudan, Romagnat, de Borée, 2005, 88 p. (ISBN 2-84494-291-1).
- Adrien Pouchalsac, Jan Turek, La Bestia, trilogie BD, Éditions Bois sans feuille, 2005,  (ISBN 2916039015)

#### Bases de données et dictionnaires
- Notice dans un dictionnaire ou une encyclopédie généraliste :   - Britannica
- Notices d'autorité :   - BnF (données)
  - GND